# Streitkräfte der Vereinigten Staaten
Die Streitkräfte der Vereinigten Staaten (offizielle englische Bezeichnung: United States Armed Forces, inoffiziell meist US Military) sind das Militär der Vereinigten Staaten von Amerika, ein zentrales Instrument der Außenpolitik der Vereinigten Staaten und für die Hegemonialstellung des Landes von entscheidender Bedeutung. Sie bestehen aus den sechs Teilstreitkräften: US Army, US Air Force, US Navy, US Marine Corps, US Coast Guard und US Space Force. Insgesamt sind sie seit Jahrzehnten die bestausgestattete und personell die drittgrößte Militärmacht der Welt (Stand: 2022). Die sechs Teilstreitkräfte bestehen aus ca. 1,4 Millionen aktiven Soldaten und knapp 860.000 Reservisten, die im Kriegsfall um die paramilitärisch ausgerichtete Küstenwache (US Coast Guard) und Nationalgarde ergänzt werden können. Zusätzlich verfügen sie über etwa 750.000 zivile Mitarbeiter (Stand: September 2019). Oberbefehlshaber ist der Präsident der Vereinigten Staaten, während die zwei Kammern im Kongress die demokratische Kontrolle ausüben. Die älteste Teilstreitkraft ist das Heer, welches 1775 gegründet wurde, die jüngste sind die 2019 gegründeten Weltraumstreitkräfte. Neben diesen Streitkräften haben einige Bundesstaaten auch eigene Militäreinheiten gegründet, die sogenannten Staatsgarden, die dem jeweiligen Gouverneur unterstellt sind.
Nach weitläufiger Fremdeinschätzung, amerikanischer Eigendarstellung und politikwissenschaftlichem Konsens sind die Streitkräfte der USA die schlagkräftigsten der Welt. Diese Schlagkraft fußt auf dem mit Abstand und anhaltend größten Militärbudget der Welt, aus dem die umfangreichsten Anteile in Aufklärung, Informationsfluss, Vernetzung, Ausrüstung und Forschung fließen. Der Etat liegt im Haushaltsjahr 2022 bei 768,2 Milliarden US-Dollar für Kernaufgaben, die Wartung der Kernwaffen und weitere Ausgaben. Hinzu kommen 284,5 Milliarden US-Dollar für die Betreuung von Veteranen. Technische Innovationen und Personalentwicklungsmaßnahmen im Militär der Vereinigten Staaten sind für die Partner in der NATO, deren führendes Mitglied die Vereinigten Staaten sind, und andere Verbündete wegweisend.
Organisatorisch durchliefen die Streitkräfte eine Wandlung von einem lokalisierten Milizwesen nach englischem Vorbild, das sich über wiederkehrende Instanzen der Wehrpflicht zu einer Berufsarmee zentralisierte, und weisen heute Merkmale all dieser drei Rekrutierungsmethoden auf. Die Stärke des Militärs der Vereinigten Staaten orientiert sich seit jeher an der Bedeutung, die sich die Vereinigten Staaten außenpolitisch beimessen, sodass Streitkräfte und Diplomatie eine parallele Entwicklung durchliefen. So war das Militär sowohl durch Dutzende Interventionen im Ausland als auch durch seine abschreckende Wirkung nach außen hin für den Aufstieg des Landes zur Supermacht und für den Erhalt dieses Status über den Kalten Krieg hinaus mitverantwortlich. Neben dem weltweiten Zerfall staatlicher Strukturen hat der militärische Vorsprung der Vereinigten Staaten das Auftreten asymmetrischer Kampfformen begünstigt, die die US-Streitkräfte vor strategische Herausforderungen stellen.

## Geschichte

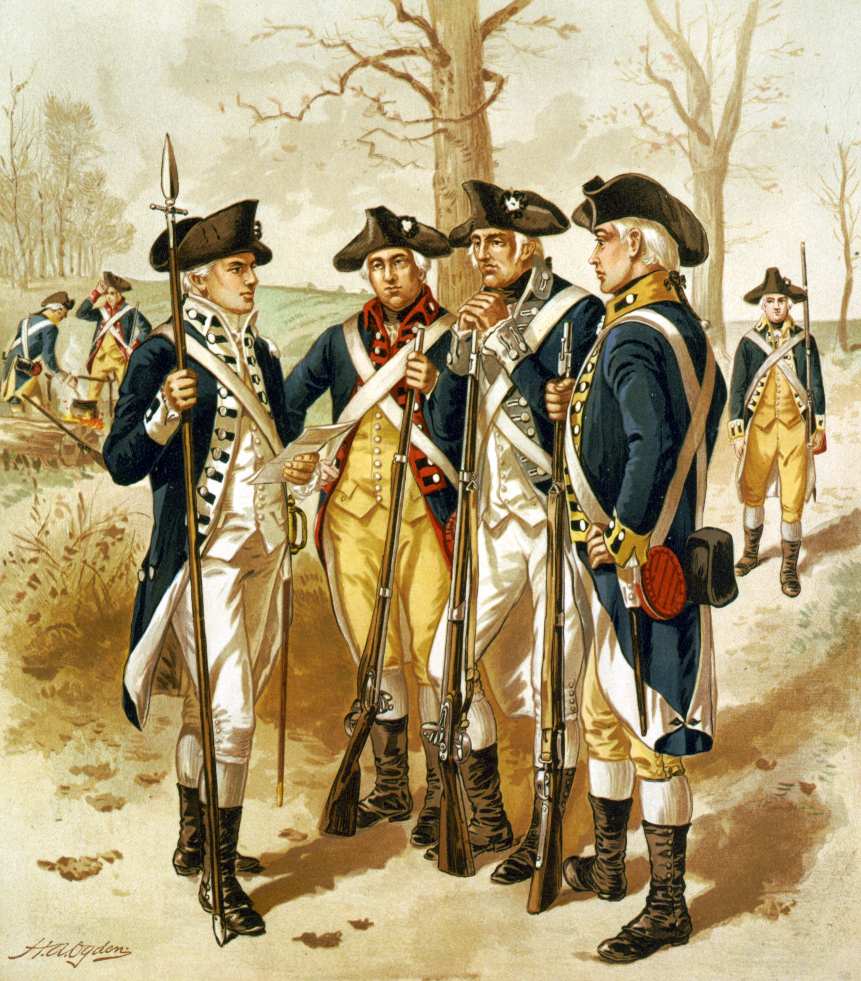
Infanteristen der Kontinentalarmee

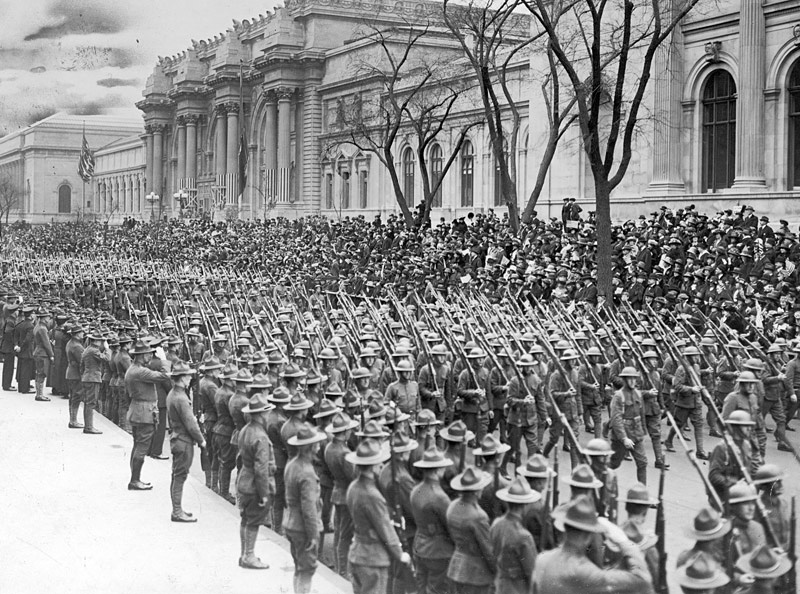
Amerikanische Soldaten 1919 in New York nach der Heimkehr aus dem Ersten Weltkrieg

Vor und während der Gründung der Vereinigten Staaten entstanden quasi-militärische Gruppierungen aus schlecht ausgebildeten Milizen unter dem Kommando der Bundesstaaten. Ein Beschluss des Kontinentalkongresses sah die Gründung einer Kontinentalarmee vor, in der diese zusammengefasst werden sollten. Diese Streitkraft gewann, mit erheblicher Unterstützung Frankreichs, den Unabhängigkeitskrieg unter dem Kommando von George Washington, wurde jedoch in Anlehnung an die Ideale der Revolution danach wieder aufgelöst.
Mit der Zeit wurde die Notwendigkeit eines stehenden Heeres sowie einer Marine offensichtlich. Die Bestellung mehrerer Fregatten im Jahr 1794 war die faktische Geburtsstunde der US-Marine. Das Heer fasste ein weiteres Mal die desorganisierten und schlecht ausgebildeten Kontingente der State militias zusammen, um ihre Stärken zu bündeln und ihre Schwächen zu bereinigen.
Zwischen der Gründung der Vereinigten Staaten und dem Bürgerkrieg siegten amerikanische Streitkräfte im Amerikanisch-Tripolitanischen Krieg an der nordafrikanischen Küste, konnten sich im Britisch-Amerikanischen Krieg nicht durchsetzen, ermöglichten aber die territoriale Ausdehnung der Vereinigten Staaten zum Südwesten hin. Zu Beginn des Bürgerkrieges wurden mehrere Einheiten Teil des konföderierten Militärs, darunter einige der fähigsten Generäle. Der Krieg kostete 600.000 Menschen das Leben und dauerte vier Jahre, bis die Unionsarmee den endgültigen Sieg errang.
In der Zeit zwischen dem Bürgerkrieg und den 1890er Jahren nahm die Bedeutung des Militärs ab, auch wenn im Zuge der stetigen West-Erweiterung der Vereinigten Staaten Einheiten der Army gegen Indianer kämpften. Zur Zeit des Jahrhundertwechsels kehrte sich dieser Trend jedoch wieder um, als die Machtfülle der Vereinigten Staaten zuzunehmen begann, was die endgültige juristische Trennung von polizeilichen und militärischen Kompetenzen erforderlich machte. Die Armee kämpfte 1898 im Spanisch-Amerikanischen Krieg und auf den Philippinen. Hinzuzurechnen sind ebenfalls Dutzende Interventionen nach der Monroe-Doktrin in Lateinamerika und die Entsendung der Great White Fleet durch den Präsidenten Theodore Roosevelt zur Demonstration des neuen nationalen Selbstbewusstseins. Mit dem Militia Act von 1903 wurde die Nationalgarde gegründet.
Im April 1917 traten die Vereinigten Staaten als Reaktion auf den ausufernden uneingeschränkten U-Boot-Krieg des Deutschen Kaiserreiches als assoziierte Macht an der Seite der Entente in den Ersten Weltkrieg ein. Die USA unterstützten ihre Verbündeten durch gewaltige Mengen an Nachschub, entlasteten sie mit der Entsendung eines millionenstarken Expeditionsheeres nach Europa und leisteten so einen entscheidenden Beitrag zur Niederlage der Mittelmächte. Aufgrund des in der Zwischenkriegszeit vorherrschenden Isolationismus wurde das US-Militär, vor allem die Landstreitkräfte, stark reduziert, jedoch zum Teil bereits im Vorfeld des Zweiten Weltkrieges wieder ausgebaut.

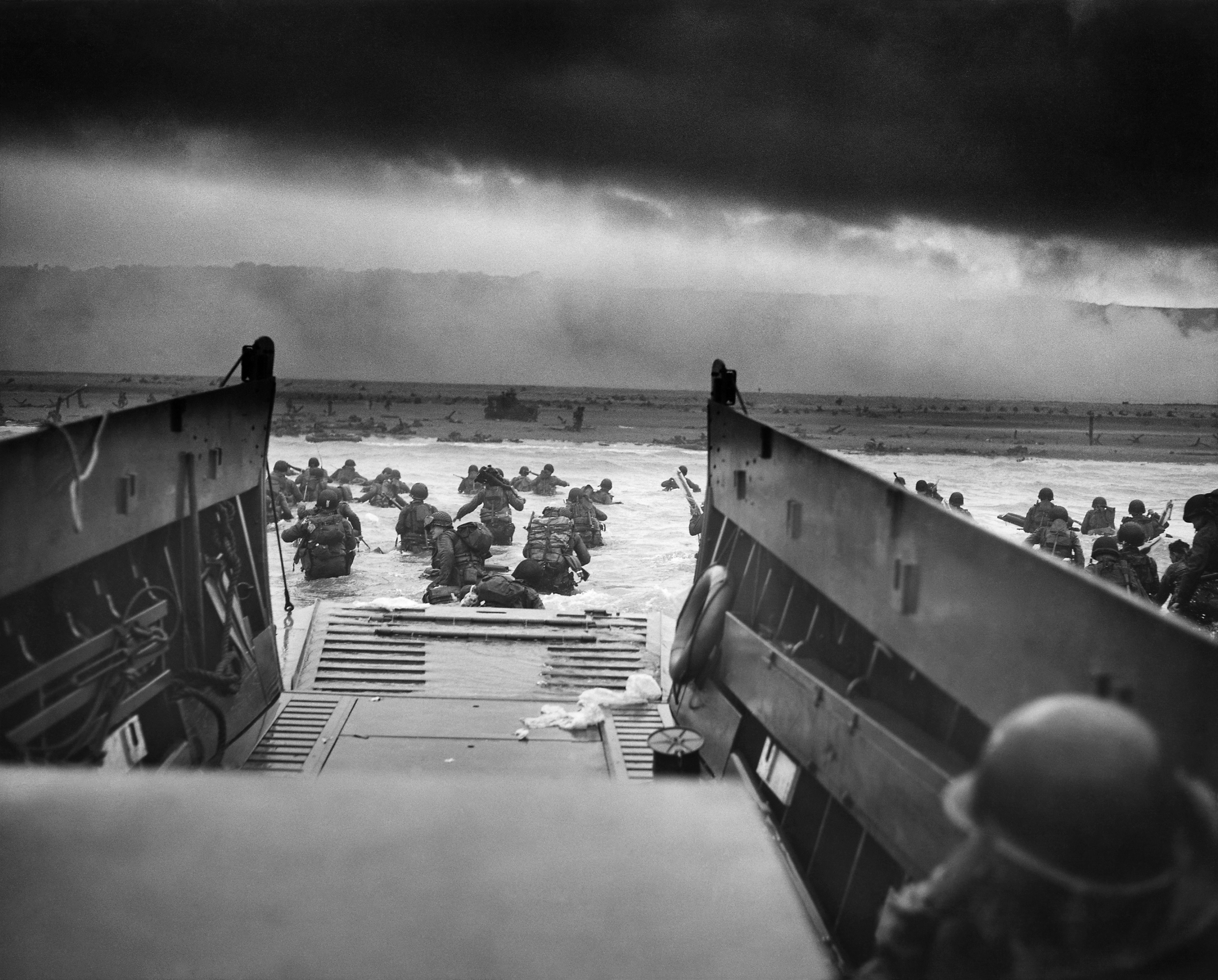
Into the Jaws of Death: Erstürmung des Strandabschnittes Omaha während D-Day

Aufgrund des japanischen Angriffs auf Pearl Harbor traten die Vereinigten Staaten im Dezember 1941 zunächst gegen Japan in den Krieg ein, wenig später erklärten die beiden Achsenmächte Deutschland und Italien den Vereinigten Staaten den Krieg. In der Auseinandersetzung mit dem nationalsozialistischen Deutschland nahmen die Streitkräfte an der Rückeroberung weiter Teile Nordafrikas, Italiens und Westeuropas teil und stellten wie im Ersten Weltkrieg eine Überlegenheit an Waffen, Truppen und Nachschub her, die den Alliierten das Niederringen des Deutschen Reiches ermöglichten. Nur so war zum Beispiel den Westalliierten die Eröffnung einer zweiten Front in der großangelegten, erfolgreich begangenen Landung in der Normandie möglich. Im Pazifik drängten sie fast ohne fremde Unterstützung die Truppen des japanischen Kaiserreiches in einem mühevollen so genannten „Island Hopping“ (deutsch: „Inselspringen“) zurück. Die japanische Kapitulation erzwangen die Vereinigten Staaten durch den Einsatz zweier Atombomben, in deren Besitz sie sich als erste Nation der Welt seit 1945 befanden (Manhattan-Projekt), um eine verlustreiche Invasion der japanischen Hauptinseln zu vermeiden.
Bereits in der Endphase des Zweiten Weltkrieges bahnten sich die bevorstehenden Spannungen des Kalten Krieges an. Die staatskritische Tendenz der Gesellschaft der Vereinigten Staaten, die eine Verkleinerung des Militärs nach dem Ende großer Kriege selbstverständlich gemacht hatte, wich der Furcht vor der Ausbreitung des Kommunismus, sodass amerikanische Truppen in großer Zahl im Ausland stationiert wurden.
Über 40 Jahre hinweg sollte der 1947 beschlossene National Security Act die tiefgreifendste Militärreform darstellen. Viele Behörden und Einheiten, die im gerade abgeschlossenen globalen Konflikt mit der Maßgabe ein möglichst zügiges Funktionieren gegründet worden waren, wurden schließlich zusammengefasst oder reformiert. Waren die Lufteinheiten im Zweiten Weltkrieg Bestandteil des Heeres, so stellte das Gesetz sie den anderen Streitkräften unter dem Dach der United States Air Force gleich. Wichtigste Neuerung war darüber hinaus die Schaffung eines zentralen Auslandsgeheimdienstes, dem im Laufe des Kalten Krieges ein ganzes Netzwerk an Geheimdiensten mit speziellen Kompetenzen zuarbeiten sollte. Ebenso beinhaltete das Gesetz die Schaffung streitkräfteübergreifender Generalstäbe und Ministerien.
Mit dem Aufkommen des Kalten Krieges entzündete sich eine Debatte um die Strategie der Streitkräfte. Führende Offiziere der Air Force vertrauten auf Kernwaffen als konventionelle Offensivmittel und verlangten massive Ausgaben im Bereich der strategischen Bomber. Demgegenüber verwies die Marine auf die Erfolge der Dominanz zur See im Zweiten Weltkrieg. Die Stornierung eines bestellten Flugzeugträgers durch Verteidigungsminister Louis A. Johnson, der die Luftstreitkräfte bevorzugte, führte zum Aufstand der Admirale.
Tatsächlich blieben beide Teilstreitkräfte während des Kalten Krieges überwiegend gleichberechtigt, obwohl die strategische Initiative in der Luft zu einem immer wichtigeren Moment der amerikanischen und westlichen Militärdoktrin wurde. Die United States Air Forces in Europe (USAFE) leisteten einen großen Beitrag zur Abschreckung der Sowjetunion und wurden aufgrund der geostrategischen Lage Europas zu einem zentralen Drehkreuz amerikanischer Militäroperationen in aller Welt. Auf dem Höhepunkt ihrer Stärke unterstanden 60.000 Luftwaffenangehörige den USAFE.

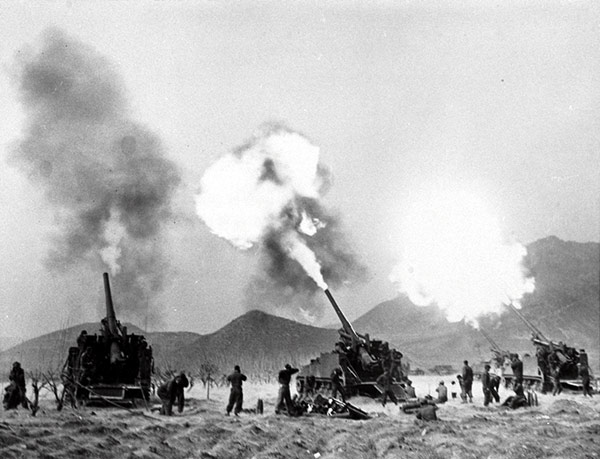
Amerikanische Artillerie während des Koreakrieges nahe Seoul

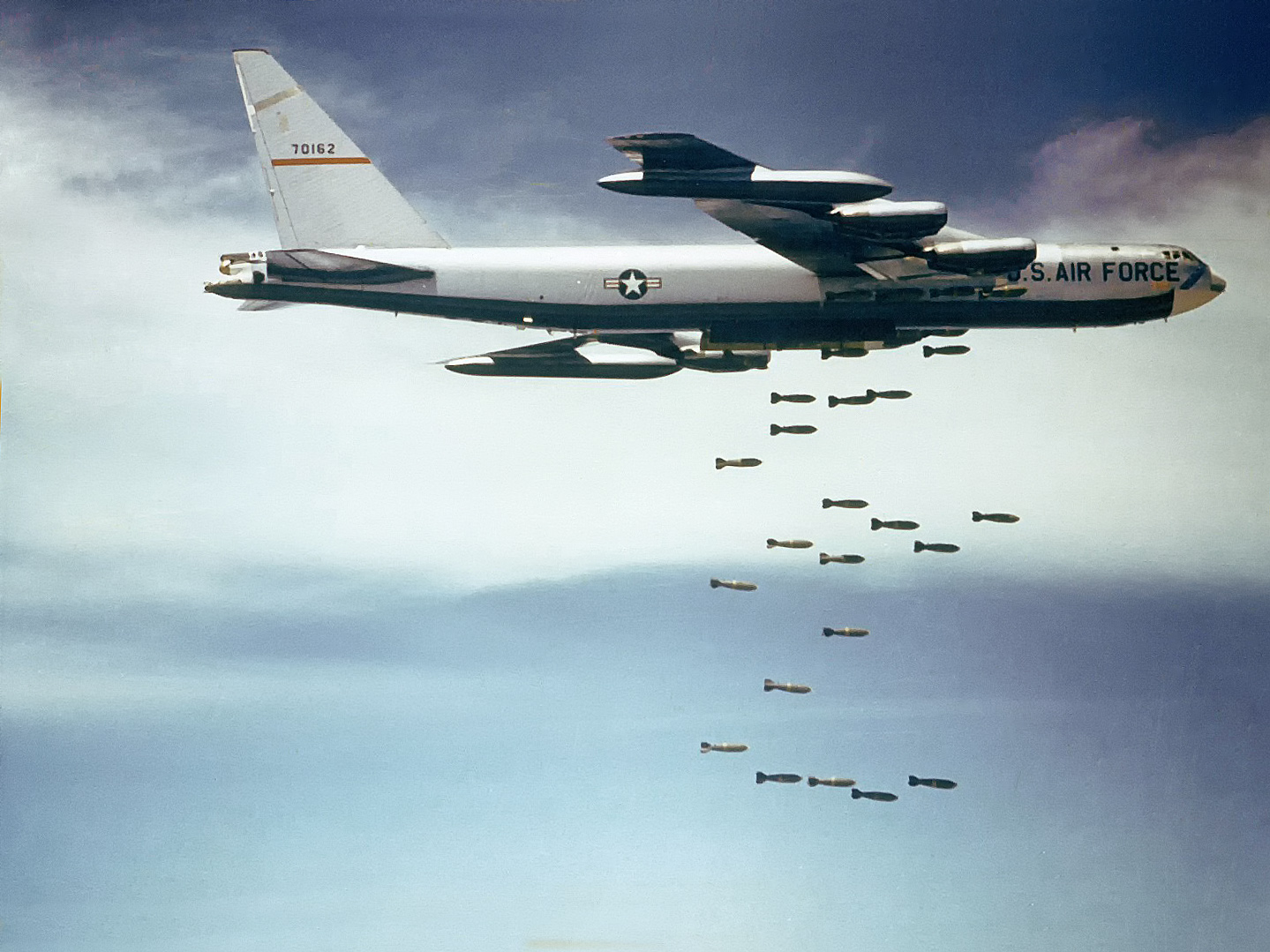
Flächenbombardement im Vietnamkrieg

Obwohl es zu keiner direkten Konfrontation mit der Sowjetunion kam, kämpften amerikanische Soldaten in mehreren Stellvertreterkriegen zwischen den beiden Machtblöcken. Während der drei Jahre dauernde Koreakrieg, in dessen Folge ein bedeutender Anteil der US-Streitkräfte in Südkorea stationiert wurde, mangels eines erfolgreichen Abschlusses fast in kollektive Vergessenheit geriet, verursachte der letztendlich verlorene Vietnamkrieg weitreichende militärische und soziale Veränderungen. Den USA war es nicht gelungen, die Republik Südvietnam gegen die Angriffe des nördlichen Landesteiles, der kommunistisch geprägt war, zu verteidigen. Einschneidendstes Beispiel war die Aussetzung der Wehrpflicht im Jahr 1973. Für knapp zwei Jahrzehnte verhinderte das Trauma des Krieges in Südostasien größere Operationen des US-Militärs.

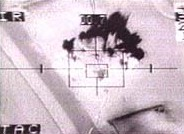
Zielerfassungsvideos präsentierten den Zweiten Golfkrieg als präzise geführt

In den 1980er Jahren kämpften amerikanische Truppen in den Operationen Just Cause in Panama und Urgent Fury auf Grenada. Der Anschlag auf die Multinationalen Streitkräfte im Libanon am 23. Oktober 1983 mit 241 toten US-Soldaten führte mittelbar zum Abzug der dort seit August 1982 stationierten Streitkräfte. Der Goldwater-Nichols Act von 1986 reorganisierte das Militär und beendete erfolgreich die ausufernden Rivalitäten zwischen den Streitkräften. Nach dem Zerfall der Sowjetunion setzten Kürzungen, Rationalisierungen und Standortschließungen ein. Dennoch bestritt das US-Militär Einsätze. Die Befreiung Kuwaits im Verbund mit knapp 30 anderen Ländern, die innerhalb von vier Tagen zur völligen Zerschlagung der Streitkräfte des Irak bei minimalen Verlusten der Koalition führte, demonstrierte die militärische Vormachtstellung der Vereinigten Staaten. Die US-Streitkräfte zermürbten die irakischen Einheiten zunächst durch wochenlange Luftangriffe, ein Einsatz von Bodentruppen erfolgte erst, als kein starker Widerstand mehr zu erwarten war. Der Einsatz in Somalia experimentierte mit der Nutzung von Militäreinheiten zur Stabilisierung schwacher bzw. zur Errichtung handlungsfähiger Nationalstaaten. Er endete jedoch mit der Niederlage in der Schlacht von Mogadischu, die das US-Militär in urbanem Gebiet mit den Taktiken von Guerilleros konfrontierte. Daneben intervenierte das US-Militär in mehreren kleineren Einsätzen wie im Kosovo und in Haiti.

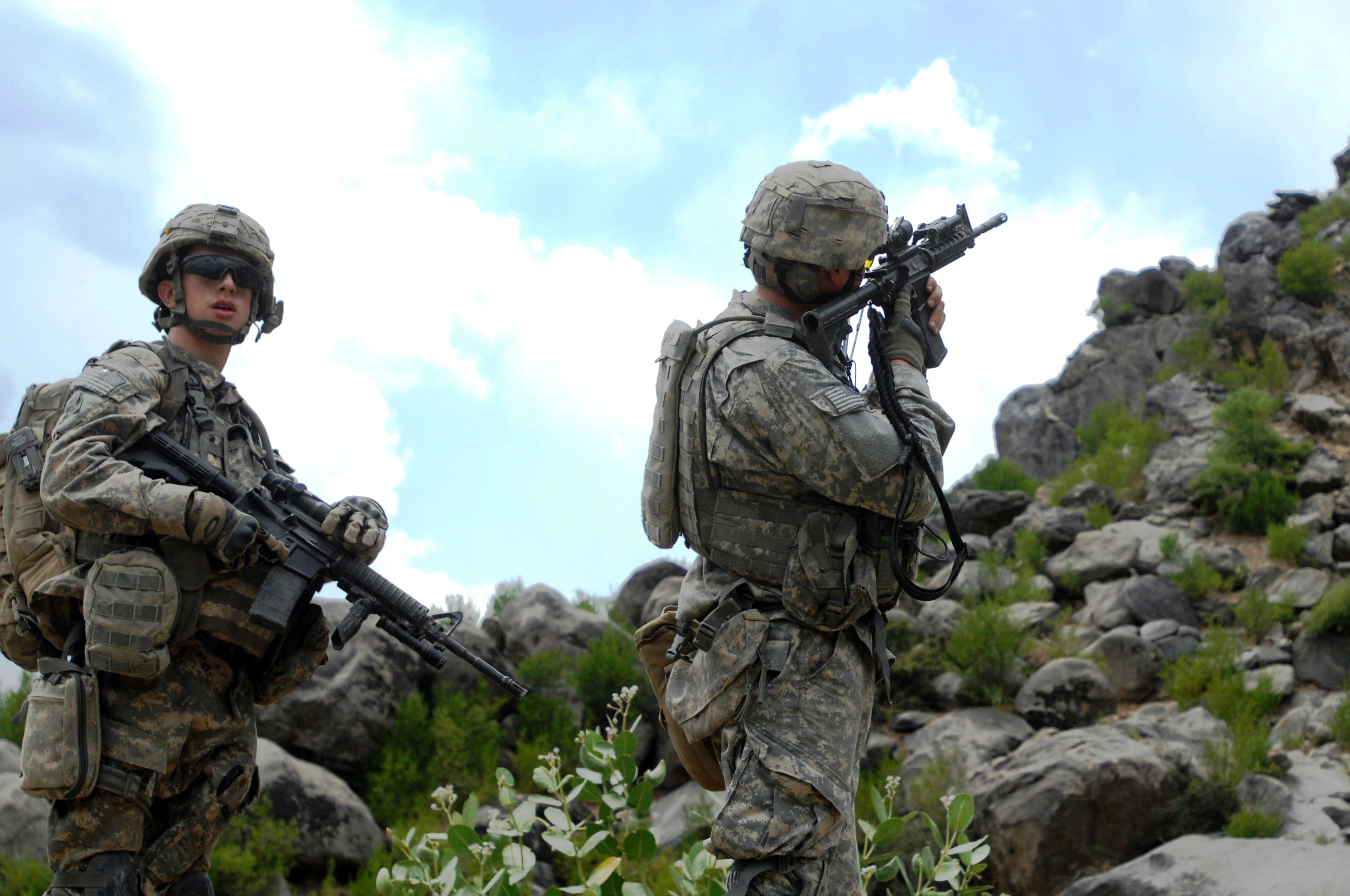
Soldaten in den Bergen Afghanistans

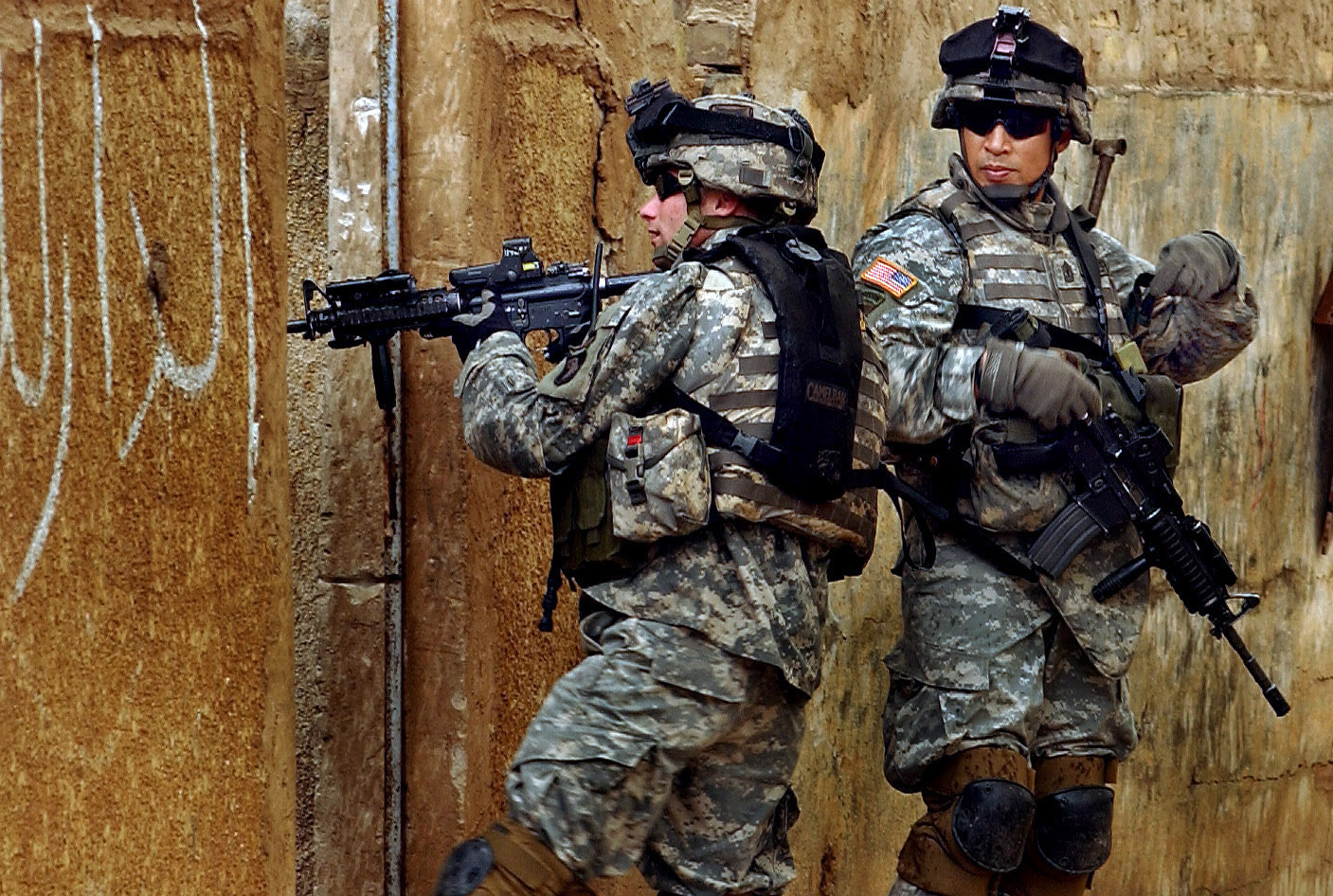
US-Soldaten in Bagdad

Die Terroranschläge vom 11. September 2001 gaben eine strategische Neuorientierung vor, die sich zum Beispiel in der Transformation der US Army und der Kündigung des Comanche-Programms niederschlugen. Das Verteidigungsbudget stieg auf ein nach dem Kalten Krieg bisher ungekanntes Niveau. Noch im Jahre 2001 marschierten die Vereinigten Staaten in Afghanistan ein und im März 2003 in den Irak. Der Krieg gegen den Irak wurde ebenfalls unter dem Vorwand der Terrorbekämpfung geführt, später stellte sich aber heraus, dass das Regime von Saddam Hussein weder Verbindungen zu Osama bin Laden unterhielt noch wurden chemische Kampfstoffe gefunden, die für die Region eine Bedrohung dargestellt hätten. Während die Feldzüge militärisch erfolgreich verliefen, erweist sich die Befriedung der Einsatzgebiete als schwierig. Das Kampfgeschehen hatte sich seit Ende 2008 vom Irak wieder nach Afghanistan verlagert, der wie der Koreakrieg als „Vergessener Krieg“ bezeichnet wurde. Die einst im Irak erfolgreich angewandte Strategie der Zusammenarbeit mit Einheimischen und die planmäßige Vertreibung von Aufständischen aus deren Rückzugsgebieten hatten in der strategisch schwer zu beherrschenden Bergwelt von Afghanistan bislang noch zu keinem Erfolg geführt. Vielmehr hatte sich das Kampfgebiet auch auf Grenzregionen in Pakistan erweitert, wo die US-Streitkräfte mehrere Operationen, unter anderem mit ferngesteuerten Drohnen, durchführten. Durch die schwere Unterscheidung von Taliban, Aufständischen und lokalen Gruppen kam es immer wieder zu Zwischenfällen, denen unbeteiligte Zivilisten zum Opfer fielen. Beide Einsätze dauerten länger als das amerikanische Engagement im Zweiten Weltkrieg.

### Kriegsopfer

#### Gefallene

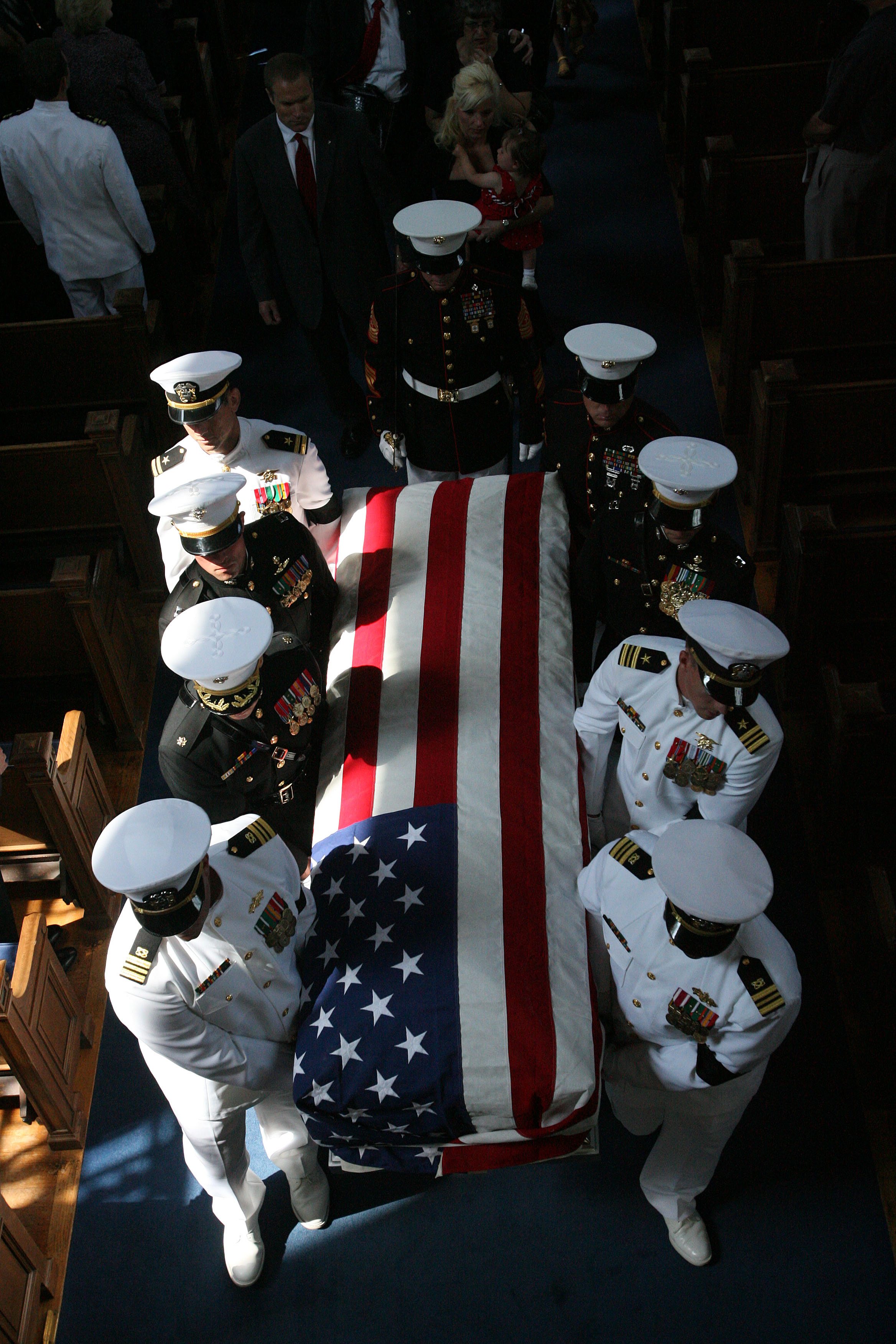
Trauerfeier für einen im Irak gefallenen US-Soldaten

In absoluten Zahlen waren der Zweite Weltkrieg, der Sezessionskrieg, der Erste Weltkrieg, und der Vietnamkrieg die verlustreichsten Kriege der Vereinigten Staaten. In diesen Kriegen fielen durch direkte Feindeinwirkung 292.131, 184.594 (beide Bürgerkriegsparteien zusammengenommen), 53.513 respektive 47.369 amerikanische Soldaten.

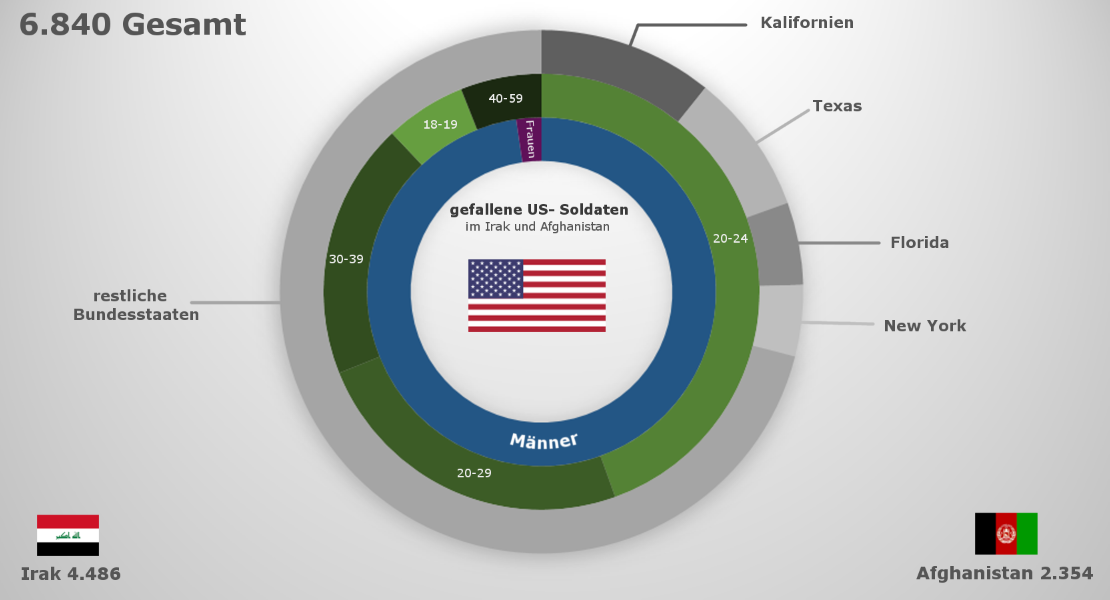
Gefallene US-Soldaten nach Geschlecht, Alter und Herkunft

Gedenkflagge für Soldaten, die sich im Status „Missing In Action“ befinden oder Kriegsgefangene sind

Wenn andere Todesursachen wie Seuchen, Verwundungen mit Todesfolge, Erfrierungen oder friendly fire hinzugerechnet werden, war die größte Todesrate im Sezessionskrieg zu verzeichnen, in dem mit 600.000 insgesamt mehr amerikanische Soldaten ums Leben kamen als in allen anderen Kriegen der USA zusammengenommen. Etwa 4,8 % der insgesamt eingesetzten Soldaten überlebten den Krieg nicht.
Gemessen an der Gefallenenquote waren der Unabhängigkeitskrieg und der Krieg gegen Mexiko von ähnlicher Härte geprägt, bei denen mit 4.435 respektive 1.733 Soldaten jeweils 2,2 % der Truppe im Gefecht getötet wurden. Anteilig war dies zwar mehr als die 1,8 % der Truppe, die im Zweiten Weltkrieg fielen, aber die absoluten Zahlen waren mit durchschnittlich 6.700 Mann pro Monat dort erheblich höher.

#### Verwundete
Bei den Verwundeten der Kriege mit amerikanischer Beteiligung seit dem Beginn des 20. Jahrhunderts ist prozentual ein Rückgang zu verzeichnen. Im Mexikanisch-Amerikanischen Krieg und im Bürgerkrieg fiel ein Viertel, bei den Südstaaten fast ein Drittel der Truppe wegen Verwundungen aus. Alle anderen großen Kriege einschließlich des Zweiten Weltkrieges verursachten Verwundungsquoten zwischen 5 % und 7 %. Danach verringerte sich in Korea und Vietnam die Quote auf 2,4 %. Nach dem Vietnamkrieg fiel die Verwundungsquote auf bisher unbekannte Werte. Diese Tendenz lässt sich mit der allgemeinen medizintechnischen Entwicklungen und dem bewusst erhöhten Aufwand der US-Streitkräfte hinsichtlich der Truppenfürsorge erklären, die wiederum in der Professionalisierung des Militärs begründet liegt.
Das Risiko eines amerikanischen Soldaten, im Kampf getötet zu werden oder an im Kampf zugezogenen Verletzungen zu sterben, verringerte sich während der Besetzung des Irak auf einen Tiefstand, obwohl das vorwiegend urban geprägte Schlachtfeld die medizinische Evakuierung der Soldaten erschwerte. Grund für diese Entwicklung ist die Einführung sogenannter Forward Surgical Teams (deutsch, ungefähr: „vorgelagerte chirurgische Behandlungsgruppe“). Dies sind mobile und umfassend ausgerüstete Ärzteteams in Alarmbereitschaft, die eine vollwertige ambulante medizinische Versorgung bis zu einer stationären Unterbringung des Verwundeten gewährleisten können. Durch diese Behandlungsteams, die auch vor Ort operieren, konnte die Wahrscheinlichkeit, eine Verwundung zu überleben, von 75 % im Vietnamkrieg auf 90 % zum Jahresende 2004 gesteigert werden.

#### Vermisste

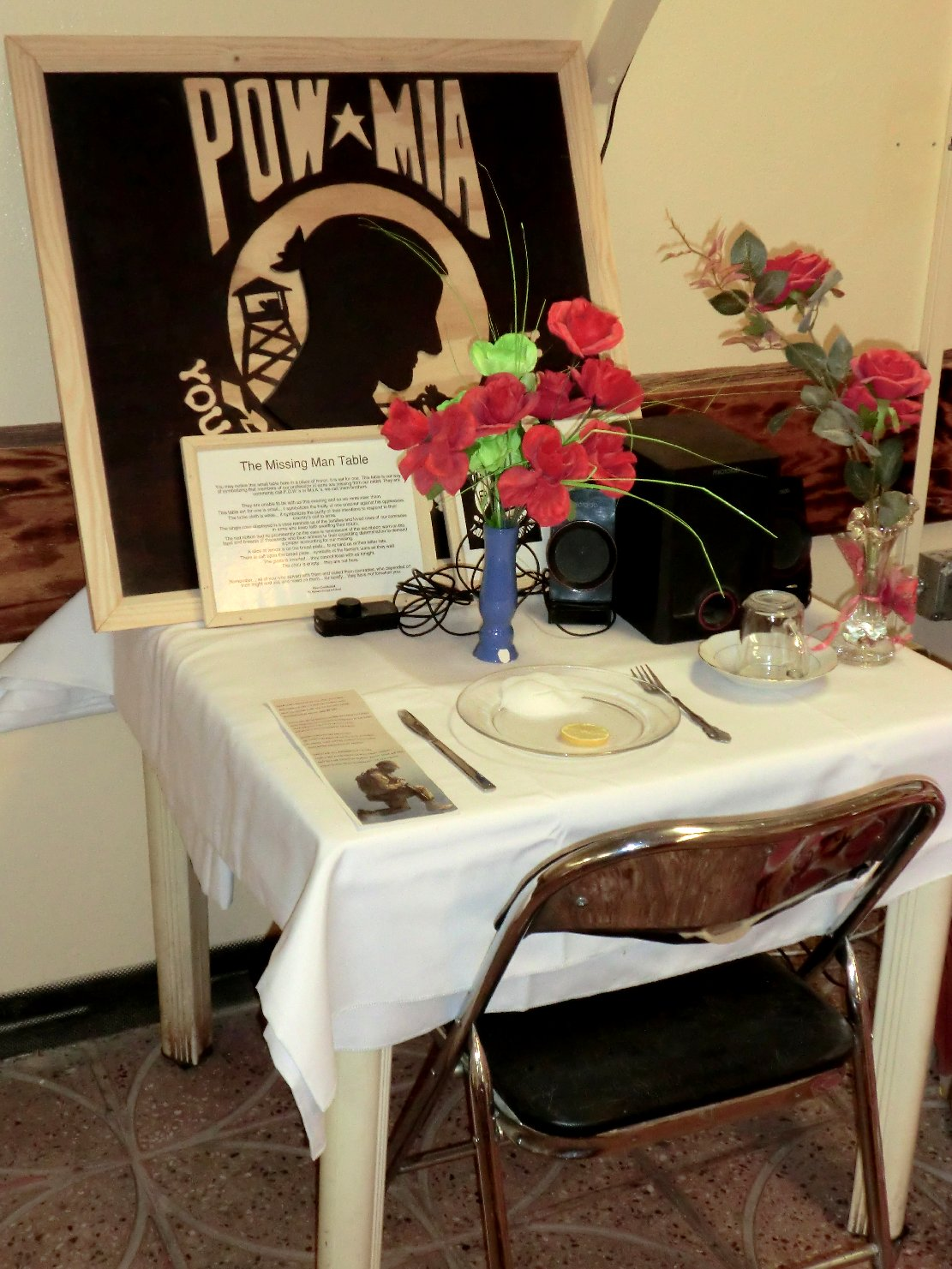
Missing Man Table als Ehrenplatz für vermisste und gefallene Soldaten in einem Speisesaal in Afghanistan

Die Suche nach vermissten Soldaten aller Teilstreitkräfte ist Auftrag des Joint POW/MIA Accounting Command, einer Arbeitsgruppe des Defense Prisoner of War/Missing Personnel Office innerhalb des Verteidigungsministeriums. Diese kooperiert seit März 2011 mit der Russischen Föderation in deren Rolle als Nachfolgestaat der Sowjetunion in einem Komitee.
Seit 1945 gelten ungefähr 83.900 amerikanische Soldaten weltweit als vermisst, davon knapp 74.000 durch den Zweiten Weltkrieg. Mit der zunehmenden Verkleinerung und Professionalisierung der Streitkräfte, einhergehend mit steigenden Erwartungen an die Truppenfürsorge sowie der erweiterten diplomatischen, logistischen und technischen Möglichkeiten, den Verbleib sogenannter MIAs (Missing in Action) zu klären, sanken diese Zahlen für die Konflikte nach dem Zweiten Weltkrieg auf jeweils wenige Tausende: für den Koreakrieg auf 8.000 und für den Vietnamkrieg auf 1.600. Obwohl Einzelfälle aus dem Zweiten Golfkrieg, beispielsweise der des Piloten Scott Speicher, eine rege öffentliche Anteilnahme erfuhren, verbleiben laut offizieller Statistik keine Vermissten aus diesem Krieg.

### Kriegsverbrechen

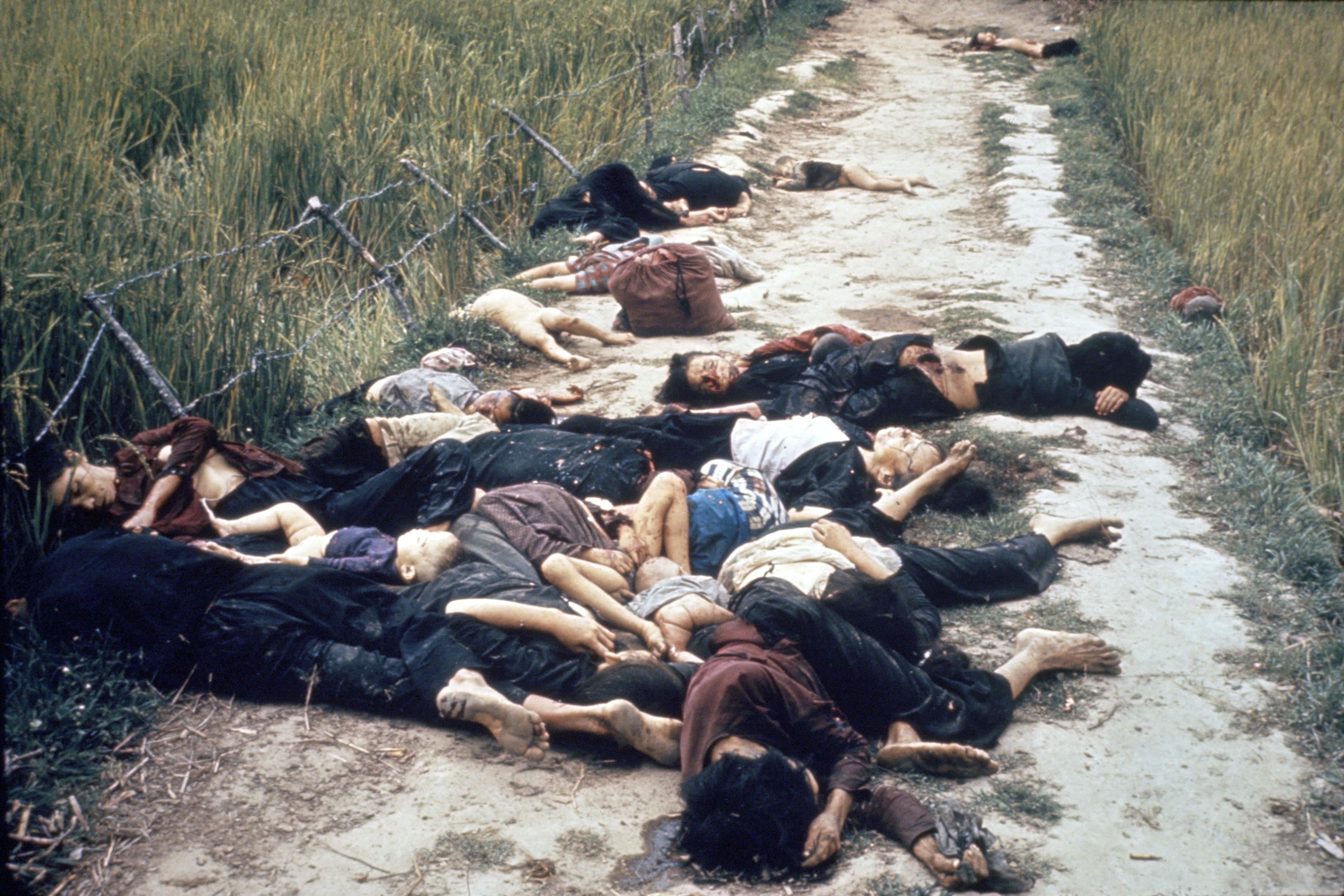
Opfer des Mỹ-Lai-Massakers

Soldaten der Vereinigten Staaten haben in mehreren bewaffneten Auseinandersetzungen Kriegsverbrechen begangen, die durch die zunehmende mediale Behandlung des Krieges sowie gegen den verkündeten Anspruch der US-Streitkräfte, möglichst „saubere“ Kriege zu führen, öffentlich wurden. In dieser Hinsicht stach der Vietnamkrieg mit dem Massaker von Mỹ Lai heraus. Aus dem Koreakrieg wurde das Massaker von Nogeun-ri bekannt. Auch während des Irakkrieges bzw. während der Besetzung des Irak wurden immer stärkere Vorwürfe gegen US-Soldaten laut. Von den bestätigten Vorfällen erlangten der Abu-Ghuraib-Folterskandal sowie das Massaker von Haditha traurige Berühmtheit.
Siehe auch:
- Kriegsverbrechen der Vereinigten Staaten im Zweiten Weltkrieg
- Kriegsverbrechen der Vereinigten Staaten während der Besetzung des Iraks

### Kriegskosten
Eine Bestimmung der Kosten, die die Kriegsführung für die Vereinigten Staaten außerhalb des gewöhnlichen Verteidigungsbudgets verursacht hat, gestaltet sich aufgrund vielfach verlorengegangener Dokumente, veränderter Buchhaltungsmechanismen und der oft nicht zu rekonstruierenden Inflation als schwierig und kann daher nicht allgemein zuverlässig angegangen werden. Dennoch stellt ein Kongressbericht aus dem Jahre 2008 fest, dass der Zweite Weltkrieg inflationsbereinigt 4,1 Billionen US-Dollar (Dollar-Stand vom 30. Juni 2008) gekostet hat und das damalige Bruttonationaleinkommen der USA mit 37,5 % belastete. Die nächstgrößten fiskalischen Belastungen für die USA waren vor dem 21. Jahrhundert der Vietnamkrieg, der 686 Milliarden US-Dollar und 1968 nahezu 9,5 % des Bruttonationaleinkommens verschlang, sowie der Koreakrieg, dessen Finanzierung sich auf 320 Milliarden US-Dollar belief und 1952 etwa 14,1 % des BNE beanspruchte. Die weltweiten Kriegsführungs- und Sicherungsmaßnahmen der Vereinigten Staaten seit 2001 haben bis zum Haushaltsjahr 2008 demgegenüber 859 Milliarden US-Dollar gekostet, fallen aber im Jahr 2008 mit insgesamt 4,2 % verhältnismäßig gering ins Gewicht.

## Auftrag

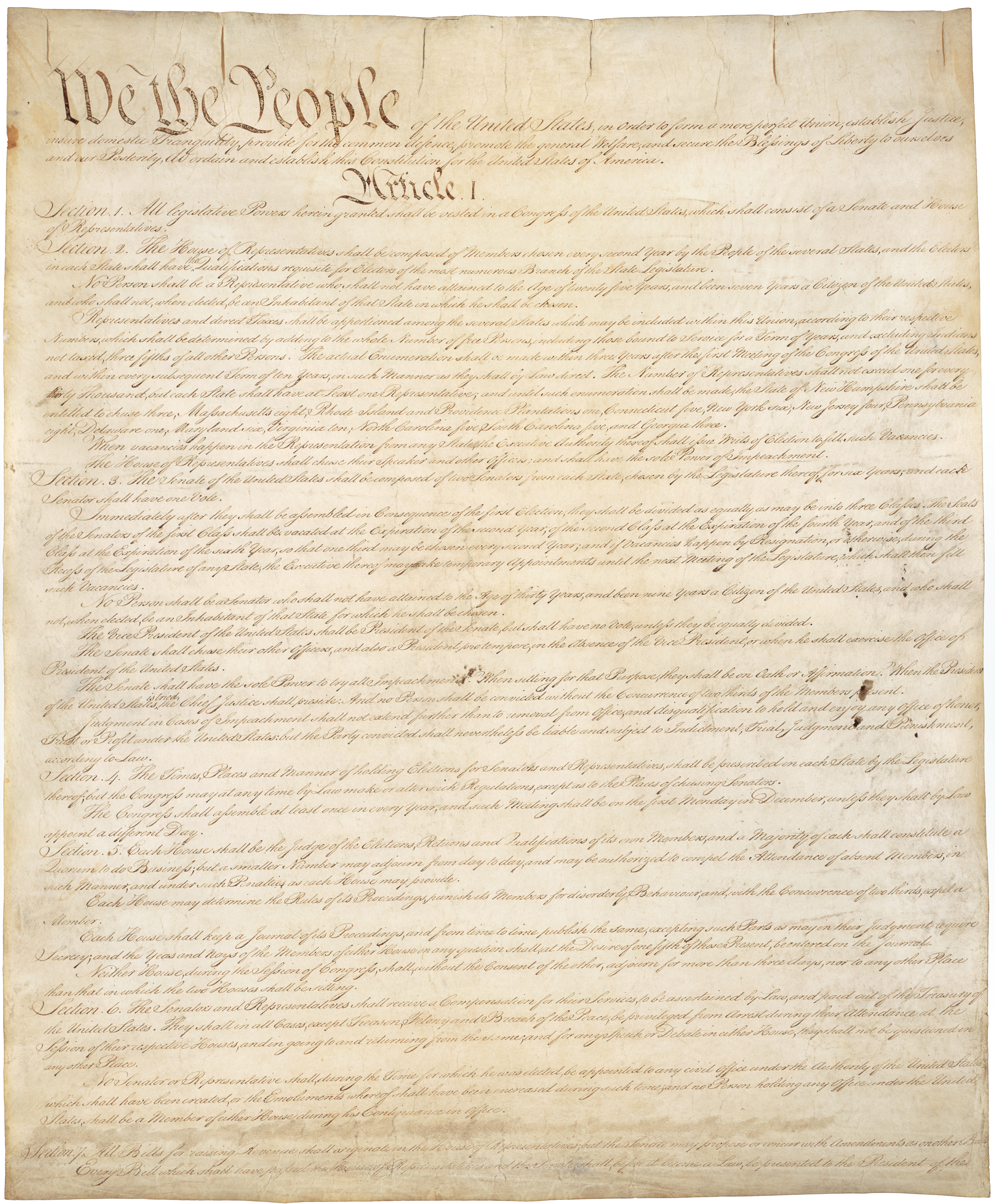
Schutzobjekt und Legitimationsurkunde der Streitkräfte: Die Verfassung der Vereinigten Staaten

### Juristische Auftragsdefinition
Der Auftrag der Streitkräfte der Vereinigten Staaten ist der Schutz der Verfassung der Vereinigten Staaten, deren zentrale Werte republikanisch-demokratische Prinzipien sind. Abgegrenzt wird der Inhalt dieses Schutzauftrags über die Verfassung hinaus durch die War Powers Resolution, ein Bundesgesetz. Im politischen System der Vereinigten Staaten, in dem sich vor allem die Exekutivlastigkeit der Verfassung ausdrückt, sind zahlreiche Institutionen verankert, die den Präsidenten bei der Ausübung des Oberbefehls beraten.

#### Verfassungsrechtliche Grundlage
Laut Artikel II, Abschnitt 2, Absatz I, Satz 1 der Verfassung ist der Präsident „[…] Oberbefehlshaber der Armee und der Flotte der Vereinigten Staaten und der Miliz der Einzelstaaten, wenn diese zur aktiven Dienstleistung für die Vereinigten Staaten auf gerufen wird[…]“. „Das Recht, [anderen Nationen] den Krieg zu erklären“, hat gemäß Artikel I, Abschnitt 8, Satz 11 jedoch nur der Kongress, der einen Krieg mit einer Zweidrittelmehrheit beider Häuser absegnen muss. Diesem Satz folgen Bestimmungen, die seine Finanzhoheit gerade in militärischen Fragen verdeutlichen: Ihnen zufolge bestimmt der Kongress allein darüber, „Armeen aufzustellen und zu unterhalten; die Bewilligung von Geldmitteln hierfür soll jedoch nicht für länger als auf zwei Jahre erteilt werden;“ (Satz 12) „eine Flotte zu bauen und zu unterhalten;“ (Satz 13), „Reglements für Führung und Dienst der Land- und Seestreitkräfte zu erlassen;“ (Satz 14).
Obwohl die Philadelphia Convention die Verfassung der Vereinigten Staaten im Geiste einer friedlichen Entwicklung des Menschen entwickelte, ist das Militär der Vereinigten Staaten nicht per Definition dem internationalen Frieden und weltweiter Stabilität verpflichtet.

#### Bundesgesetze
Die Verfassung ist nach den Gewohnheiten des Common Law, der angelsächsischen Rechtstradition, allgemein gehalten, sodass das Bundesrecht die Verantwortung für die Landesverteidigung ausdifferenziert. Grundlage amerikanischer Sicherheits- und Verteidigungspolitik ist der National Security Act aus dem Jahr 1947. Nach dem Koreakrieg gingen Präsidenten dazu über, Einsätze der Streitkräfte als Polizeiaktionen zu deklarieren, was die unbedingte Kriegserklärungskompetenz der Legislative aushöhlte. Daher beschloss der Kongress 1973 durch Überstimmung des Vetos des damaligen Präsidenten Richard Nixon die War Powers Resolution. Sie legte fest, dass der Präsident den Kongress binnen 48 Stunden über die Aufnahme jeglicher kriegerischer Handlungen zu informieren hat. Der Einsatz muss nach 60 Tagen beendet sein, bevor der Präsident eine Verlängerung um weitere 30 Tage beantragen muss. Diese kann der Kongress in dringenden Ausnahmefällen gewähren, bevor er zu einer formalen Kriegserklärung übergehen muss.
Die Aufträge der Teilstreitkräfte sind in Einzelgesetzen im 10. Buch des United States Code festgelegt.
Das Posse Comitatus-Gesetz schließt Einsätze des Bundesmilitärs im Inland prinzipiell aus, nicht aber Einsätze der Küstenwache und der mit Heer und Luftwaffe eng verbundenen Nationalgarden.

#### Vereidigung

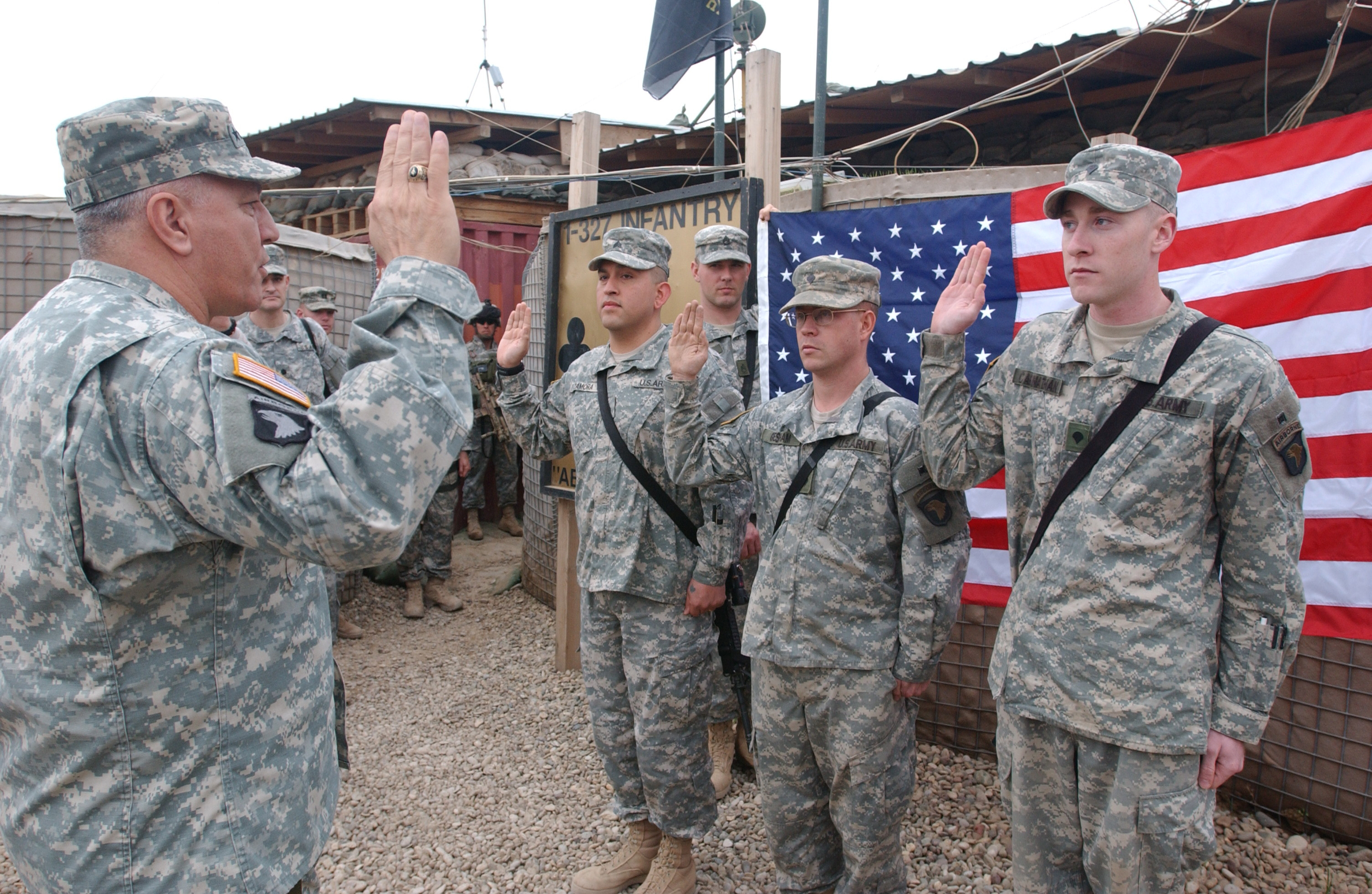
Bis auf den Text können die Formalitäten der Vereidigung variiert werden. Häufig finden sie am Rande von Sportereignissen statt, es können auch Kleingruppen vereidigt werden.

Alle Mitglieder der Streitkräfte werden auf die Verfassung vereidigt. Der Gelöbnistext für Offiziere, die ihr Patent erhalten haben, unterscheidet sich vom Eid aller anderen einberufenen Soldaten. Die heutige Fassung des Einberufungseides wurde am 5. Mai 1960 verabschiedet und lautet:

„I, [Name der zu vereidigenden Person], do solemnly swear [alternativ: affirm] that I will support and defend the Constitution of the United States against all enemies, foreign and domestic; that I will bear true faith and allegiance to the same; and that I will obey the orders of the President of the United States and the orders of the officers appointed over me, according to regulations and the Uniform Code of Military Justice. So help me God.“

zu deutsch:

„Ich, [Name der zu vereidigenden Person], schwöre feierlich [alternativ: versichere], dass ich die Verfassung der Vereinigten Staaten von Amerika gegen alle Feinde schützen und verteidigen werde, ob fremd oder heimisch; dass ich zu derselben wahre Treue und Loyalität bewahren werde; und dass ich den Befehlen des Präsidenten der Vereinigten Staaten sowie der mir nach dem Uniform Code of Military Justice [Anm.: englische Bezeichnung für das amerikanische Wehrrecht] übergeordneten Offiziere Folge leisten werde, so wahr mir Gott helfe.“

#### Zivile Kontrolle
Durch die Aufteilung des Oberbefehls über die Streitkräfte einerseits sowie die Budgethoheit und das Kriegserklärungsrecht andererseits auf die Exekutive respektive Legislative konnte sich eine lang anhaltende Tradition der zivilen Kontrolle über die Armee etablieren. Eine verlässliche zivile Kontrolle setzte jedoch erst im 19. Jahrhundert nach häufig wiederkehrenden Spannungen zwischen Politik und Militär ein.

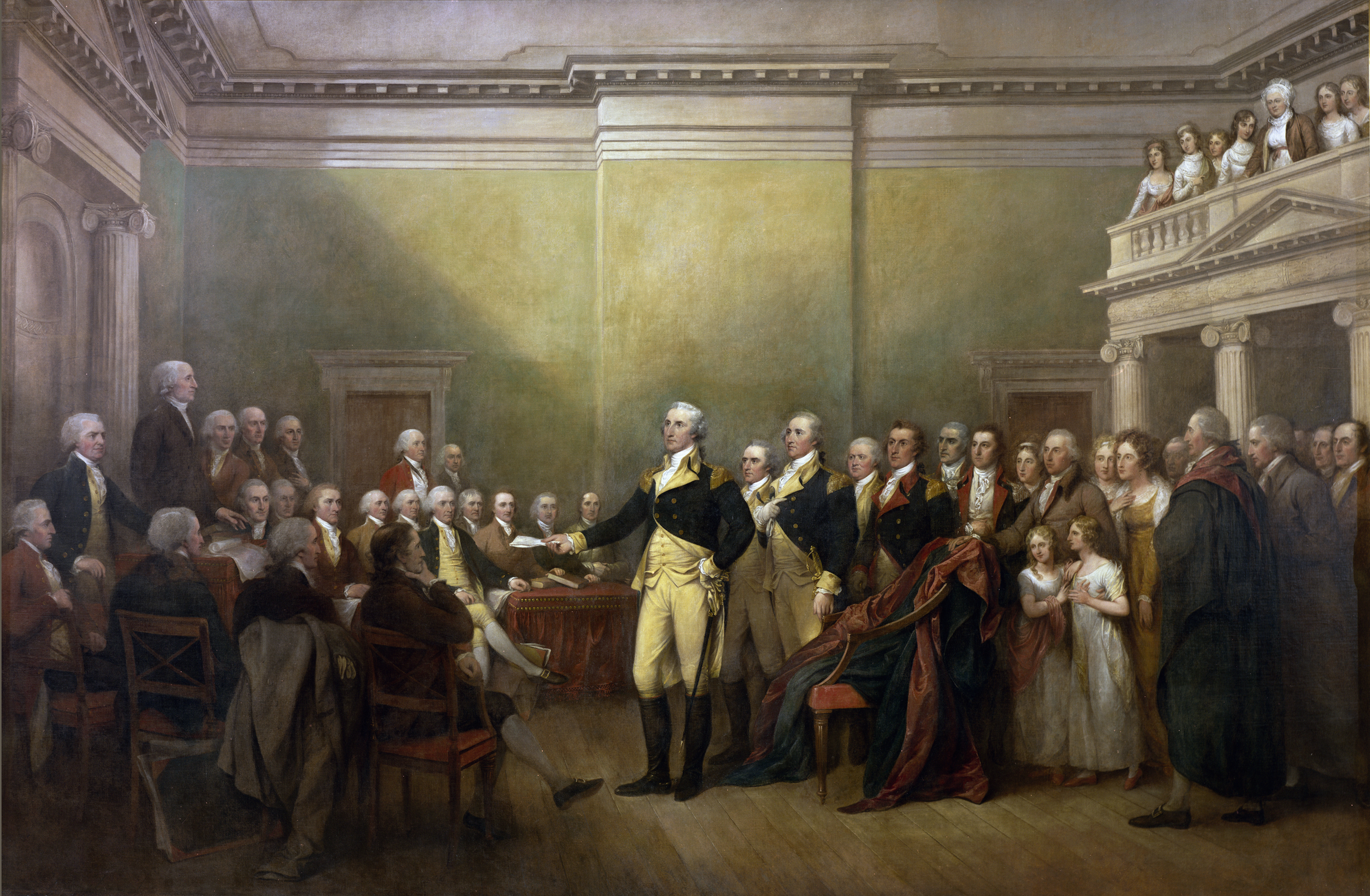
John Trumbull: General George Washington Resigning his Commission, ca. 1817.

Als vorbildlicher Präzedenzfall für die absolute Unterordnung der Streitkräfte unter den Willen der Politik gilt das Selbstverständnis George Washingtons als citizen-soldier (deutsch ungefähr: „Bürgersoldat“), das in seinen Grundzügen auf das angloamerikanische Milizsystem zurückgeht. Washington entschärfte die drohende Newburgh-Verschwörung gegen Ende des Revolutionskrieges und trat unmittelbar nach Ende der Kriegshandlungen von seinem Offizierspatent zurück.
Nach mehreren kleineren Umsturzversuchen gefährdete der Ruf breiter Bevölkerungsschichten nach einer Militärdiktatur angesichts der drohenden Unionsniederlage erneut das vorherrschende Verhältnis zwischen den beiden Institutionen. Die Demokraten versuchten darüber hinaus 1863, den noch dienenden General Ulysses S. Grant als Präsidentschaftskandidaten aufzustellen. Der populäre Grant verweigerte sich jedoch der Kandidatur und wurde erst als Pensionär im Jahre 1868 zum Präsidenten gewählt. Diese prekären Konflikte führten neben einer tendenziellen Staatskritik bis zum Zweiten Weltkrieg immer zu einer Verkleinerung des Militärs nach Kriegseinsätzen.
Im 20. Jahrhundert verfestigte sich die Tradition der zivilen Kontrolle. Vor allem Kritiker aus dem liberalen bis linksgerichteten Spektrum weisen jedoch auf die zeitweilig vorherrschende Parteibindung höherer Offiziere an die Republikaner von bis zu 70 % sowie die Warnung Dwight D. Eisenhowers auf das mögliche Erstarken eines militärisch-industriellen Komplexes hin.
Die zivile Kontrolle wurde durch folgende Regelungen normiert:
- Der Führung der Teilstreitkräfte durch zivile Beamte im Rang eines Staatssektärs. Während der Kommandeur der Teilstreitkraft gegenüber dem Joint Chief of Staff für die Stellung von einsatzbereiten Truppen und damit im Schwerpunkt Ausbildung verantwortlich ist, hat der Staatssekretär die Federführung im Bereich Administration. Jedoch ist für jede Maßnahme auch des militärischen Kommandeurs, insoweit sie grundlegende Regelungen betrifft, wie Organisationsänderungen oder Vorschlagslisten für Beförderungen, die Unterschrift des Staatssekretärs erforderlich.
- Dem Verbot, dass aktive Offiziere nach dem Ausscheiden direkt Verteidigungsminister werden können. Hier ist grundsätzlich eine Karenzzeit von sieben Jahren erforderlich.[29] Nur durch eine Mehrheitsbeschluss von Representantenhaus und Senat kann hier eine Ausnahme erteilt werden. Ausnahmen wurden im 21. Jahrhundert für James N. Mattis und Lloyd Austin erteilt.
- Dem Posse Comitatus Act, der den Polizeieinsatz von Bundestreitkräften im Inneren mit Ausnahme der Küstenwache generell verbietet und unter Strafe stellt. Ausnahmen könnte nur vom Kongress gewährt werden oder vom Präsidenten im Rahmen der Aufstandsbekämpfung unter strengen rechtlichen Rahmenbedingungen.[30]
- Dienstgrade ab Generalleutnant oder Vizeadmiral werden nicht dauerhaft verliehen.[31] Diese Dienstgrade oder höheren Dienstgrade können nur durch eine Nominierung für einen Dienstposten erreicht werden. Sie müssen für einen bestimmten Dienstposten vom Präsidenten nominiert und vom Senat mit einfacher Mehrheit bestätigt werden. Die Verwendung auf dem Dienstposten ist zeitlich beschränkt und verlängert sich nicht automatisch.

### Verteidigungspolitische Institutionen und Gewohnheiten
Die überwiegend allgemeinen Bestimmungen der Verfassung in der Tradition des Common Law haben zur Folge, dass in ihr im Gegensatz zum deutschen Grundgesetz kein einziges Ministerium erwähnt ist. Bis auf die Beschränkung, dass völkerrechtliche Abkommen der Ratifizierung durch den Kongress bedürfen, ist der Präsident in der Gestaltung der Außenpolitik frei. Dennoch gilt der Verteidigungsminister als eines der wichtigsten Kabinettsmitglieder, welches bisher noch von keinem Präsidenten ausgelassen wurde.
Seit dem Zweiten Weltkrieg hat sich jedoch ein immer verzweigteres Netzwerk an Gremien herauskristallisiert, aus deren Sachkompetenz Präsident, Verteidigungsminister und hohe Offiziere schöpfen können. Die wichtigsten Einrichtungen, wie zum Beispiel der Nationale Sicherheitsrat der Vereinigten Staaten entstanden überwiegend aufgrund der beiden großen Reformgesetze von 1947 oder 1986. Die politische Opposition versucht meist, über die Ausschüsse der Parlamentskammern Einfluss auf die Meinungsbildung in verteidigungspolitischen Fragen zu nehmen. Daneben hat sich in den Vereinigten Staaten in den letzten Jahrzehnten ein mit Militär, Politik, Medien, Firmen und Universitäten verknüpftes Netzwerk an Analysten und Denkfabriken herausgebildet, das fester Bestandteil der amerikanischen Politik geworden ist.
Tagespolitisch betrachtet leitet sich aus den beiden übergeordneten Gesetzestexten Verfassung und War Powers Resolution die wegweisende Nationale Sicherheitsstrategie der Vereinigten Staaten ab, eine Doktrin an der Schnittstelle zwischen Militär und Politik. Ihre strategischen Anweisungen beziehen die Streitkräfte dann aus der ihr untergeordneten, rein militärischen Nationalen Verteidigungsstrategie. Deren Bedeutung ist daran messbar, dass jeder Präsident zu Beginn seiner Amtszeit eine aktualisierte Fassung ausarbeiten muss, die in der Öffentlichkeit unter seinem Namen bekannt wird, zum Beispiel die sogenannte Bush-Doktrin. Die Schwerpunkte der aktuellen Nationalen Verteidigungsstrategie liegen zurzeit auf dem Kampf gegen den globalen Terrorismus, die Sicherung nationaler Interessen sowie für die Vereinigten Staaten existenzieller Ressourcen.
Der Verteidigungsminister hat über die National Command Authority in seinem Ministerium Teil am Oberbefehl des Präsidenten.

## Strategie und Militärdoktrin

### Geostrategische Ausgangslage

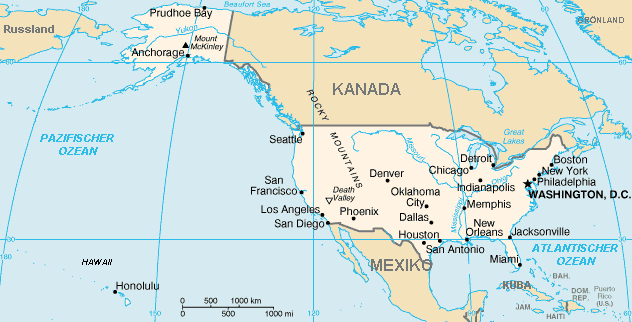
Lage der Vereinigten Staaten

Das Territorium der Vereinigten Staaten ist im Wesentlichen zweigeteilt. Während die sogenannten Continental United States oder lower 48 Sitz der Hauptstadt Washington, D.C. sind, wird Alaska durch die Beringstraße von Russland getrennt. In geostrategischer Hinsicht grenzen die Vereinigten Staaten an zwei Verbündete, Kanada im Norden und Mexiko im Süden. Im Westen grenzen die USA an den Pazifik, in dem auch der amerikanische Archipel Hawaii liegt, und im Osten an den Atlantik. Die Sicherung dieser Weltmeere unter Wasser, auf der Wasseroberfläche sowie aus und in der Luft ist für den Geltungsanspruch der Vereinigten Staaten von zentraler Bedeutung. Als gesichert fassen die Vereinigten Staaten diese Transportwege dann auf, wenn Bedrohungen wie potentielle Angreifer oder Piraten verhindert oder bekämpft werden können, um den uneingeschränkten Zugang zu ihren Verbündeten zu sichern. Diese befinden sich jenseits der beiden Ozeane in Europa, Ostasien und Ozeanien und umfassen das Vereinigte Königreich und andere NATO-Mitglieder respektive Japan und die Republik Korea sowie Australien. Daraus ergeben sich die strategischen Prioritäten der Streitkräfte untereinander. Seit dem Zweiten Weltkrieg ist daher die Luftüberlegenheit für jede militärische Intervention der Vereinigten Staaten entscheidend. Die US Navy operiert in Trägerverbänden, welche die Weltmeere überwachen. Das Marine Corps kann dadurch ungehindert intervenieren, sollte es nötig sein. Für längere Operationen am Boden kann dann die Army mobilisiert werden. Dieser kaskadenartige Aufbau militärischer Stärke an jedem Punkt der Erde soll zügiger als bei möglichen Gegnern ablaufen. Daher ist auch Geschwindigkeit ein entscheidendes Moment in diesem Prozess.

### Verteidigungspolitische Dokumente

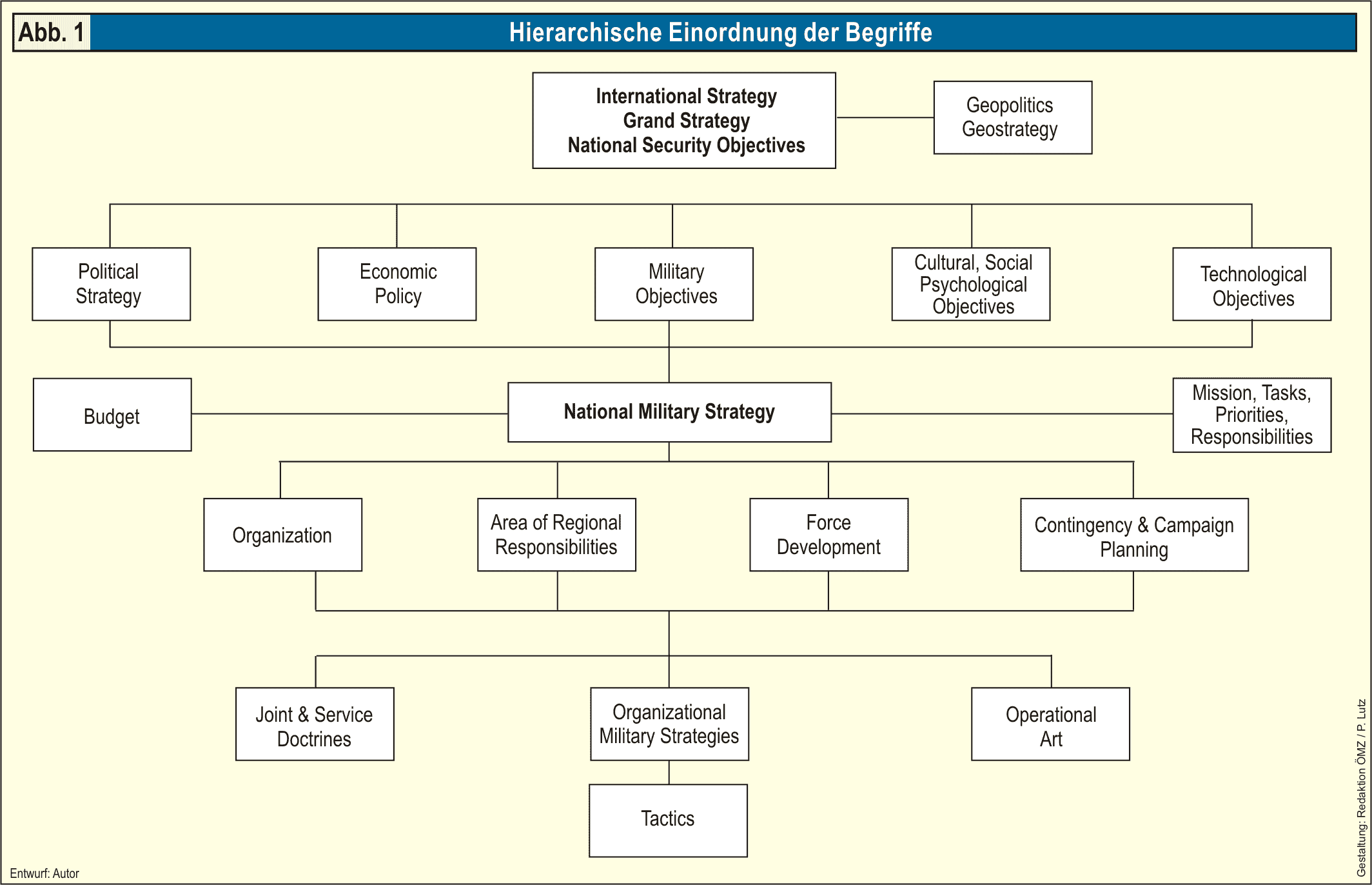
Hierarchisches Organigramm der Militärdoktrin der Vereinigten Staaten unter dem Primat der Politik

Die Militärdoktrin der Vereinigten Staaten ist allein aufgrund der Vielzahl an strategischen Veröffentlichungen eine der vielschichtigsten überhaupt. Gesetzlich vorgeschrieben ist ein im Vierjahrestakt herausgegebener Bericht namens Quadrennial Defense Review (QDR), der meist mit der Jahreszahl seiner Veröffentlichung angegeben wird. Sein Zweck besteht darin, dem Kongress die kurzfristigen verteidigungspolitischen Erwartungen und Prognosen des militärischen Apparates darzulegen, die vor allem mit Fragen der Budgetvergabe im Zusammenhang stehen.
Das wichtigste verteidigungspolitische Dokument innerhalb der Exekutive ist die allgemeine Militärdoktrin Doctrine for the Armed Forces of the United States in ihrer ergänzten Fassung vom Mai 2007. Alle strategischen Dokumente unterliegen einer systematischen, hierarchisch geordneten Nummerierung, sodass die Doctrine for the Armed Forces of the United States die Bezeichnungen Joint Publication 1 oder JM-1 erhält. Die Joint Publication 1 stellt eine „allumfassende Anleitung für den Einsatz der Streitkräfte der Vereinigten Staaten“ dar. Der Krieg wird als „komplexes, menschliches Unterfangen“ begriffen, das keinen vorgegebenen Regeln folgt. Damit stehen die Streitkräfte der USA in der Tradition des preußischen Militärtheoretikers Carl von Clausewitz, auf den das Dokument ausdrücklich Bezug nimmt. Darüber hinaus versteht sich das Militär als gleichberechtigtes politisches Instrument neben anderen politischen Instrumenten wie der Diplomatie, der Wirtschaft und der Informationstechnik.

### Alleinstellungsmerkmale
Seit dem Kalten Krieg weist der politikwissenschaftliche Zweig der Strategischen Studien den Vereinigten Staaten, wie auch anderen aktuellen und historischen politischen Gemeinschaften, Alleinstellungsmerkmale in der Kriegsführung zu, die auf politische, geographische und kulturelle Gegebenheiten zurückgehen. Zusammengefasst ergeben diese einen American Way of War, der sich in einer Ungeduld gegenüber langanhaltenden Militäroperationen manifestiert und daher eine frühe Entscheidung der Auseinandersetzung zu erzwingen versucht. Verschiedene Elemente des American Way of War, wie der Einsatz von Spezialeinheiten oder von Satelliten, sind als prägend für diesen umstritten. Konsens besteht jedoch hinsichtlich der Beobachtung, dass die politisch-militärische Führung der Vereinigten Staaten auf strategische Effekte der Luftkriegsführung vertraut, also der Überzeugung ist, dass unter geeigneten Bedingungen überlegene Feuerkraft in und aus der Luft die politische Beilegung eines Konflikts herbeiführen kann. Diese Überzeugung liegt ebenso dem Konzept des strategischen Bombardements (strategic bombing) und den einflussreichen Luftkriegsthesen John Wardens und John Boyds zugrunde. Colin Gray weist dem American Way of War die Attribute „apolitisch, astrategisch, ahistorisch, optimistisch lösungsorientiert, kulturell ignorant, technikabhängig, feuerkraftorientiert, großangelegt, hochgradig konventionell, logistisch exzellent [und] ausfallversiert“ zu.

## Gliederung

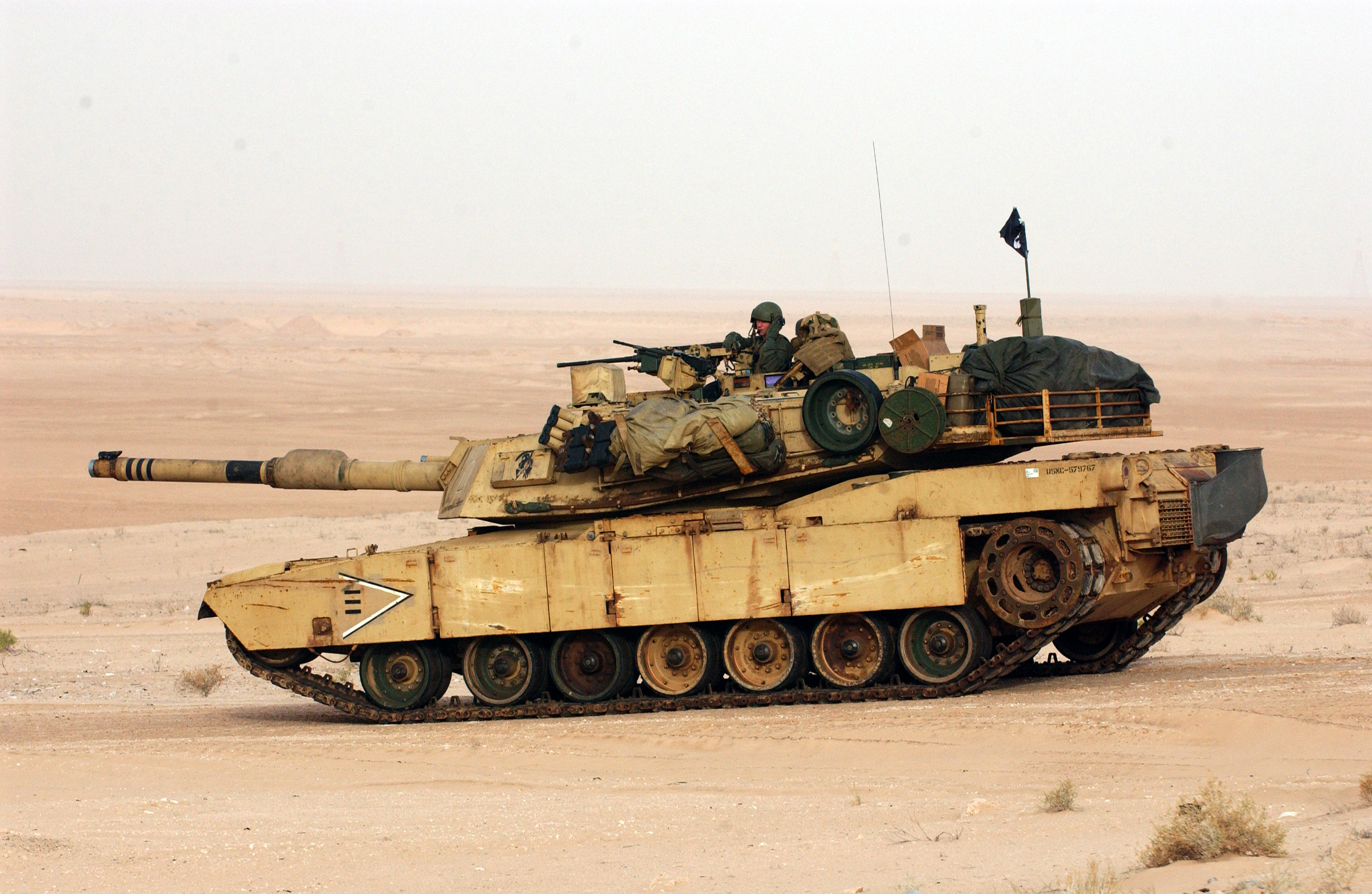
Die US Army verfügt über rund 7.500 M1-Abrams-Kampfpanzer.

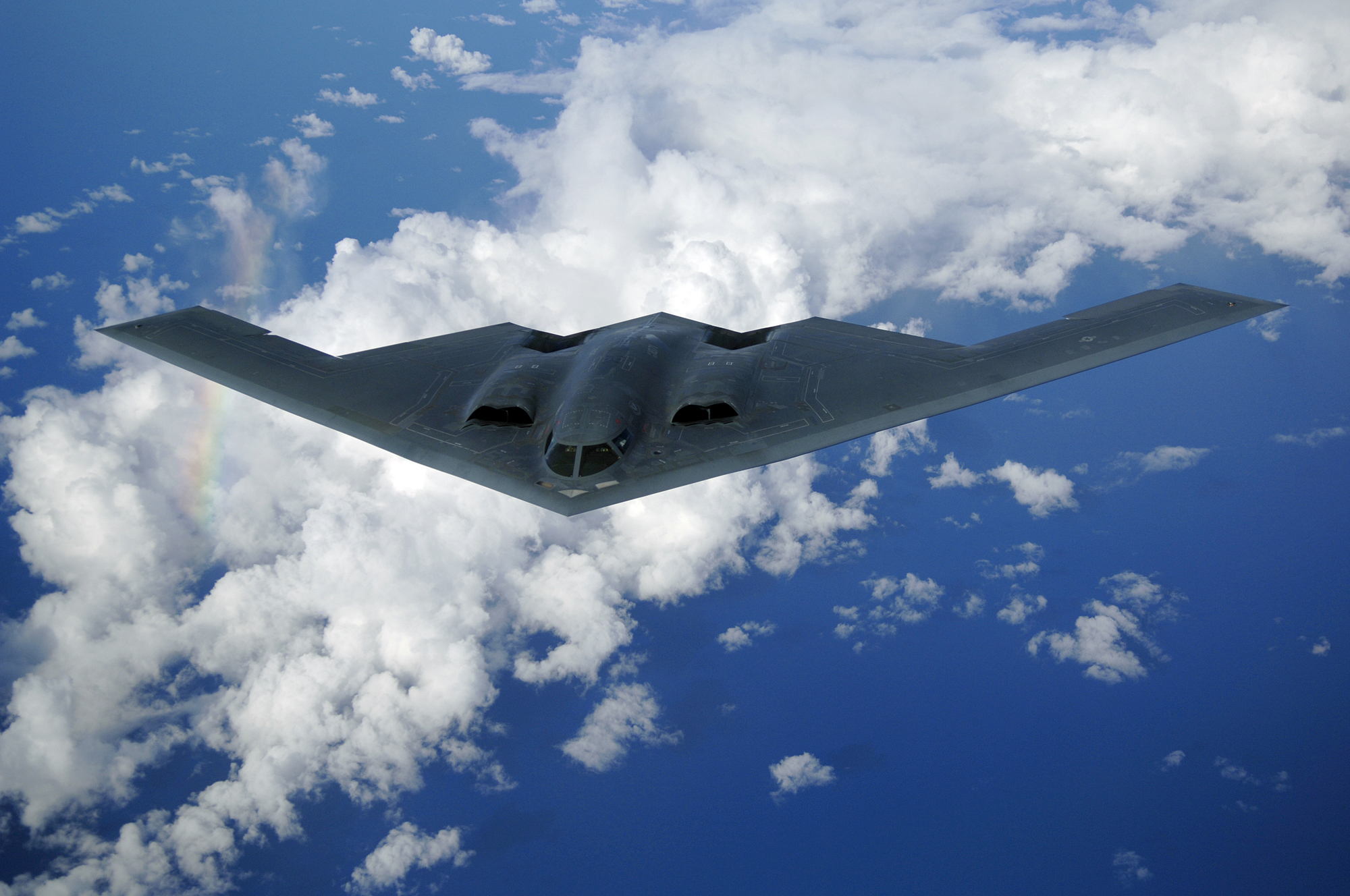
Der „Tarnkappenbomber“ B-2 der US Air Force kostet 828 Mio. US-Dollar pro Stück.

Anzahl aktiver Soldaten (ohne US-Küstenwache), 1954–2021 (Stand 30. September 2021)

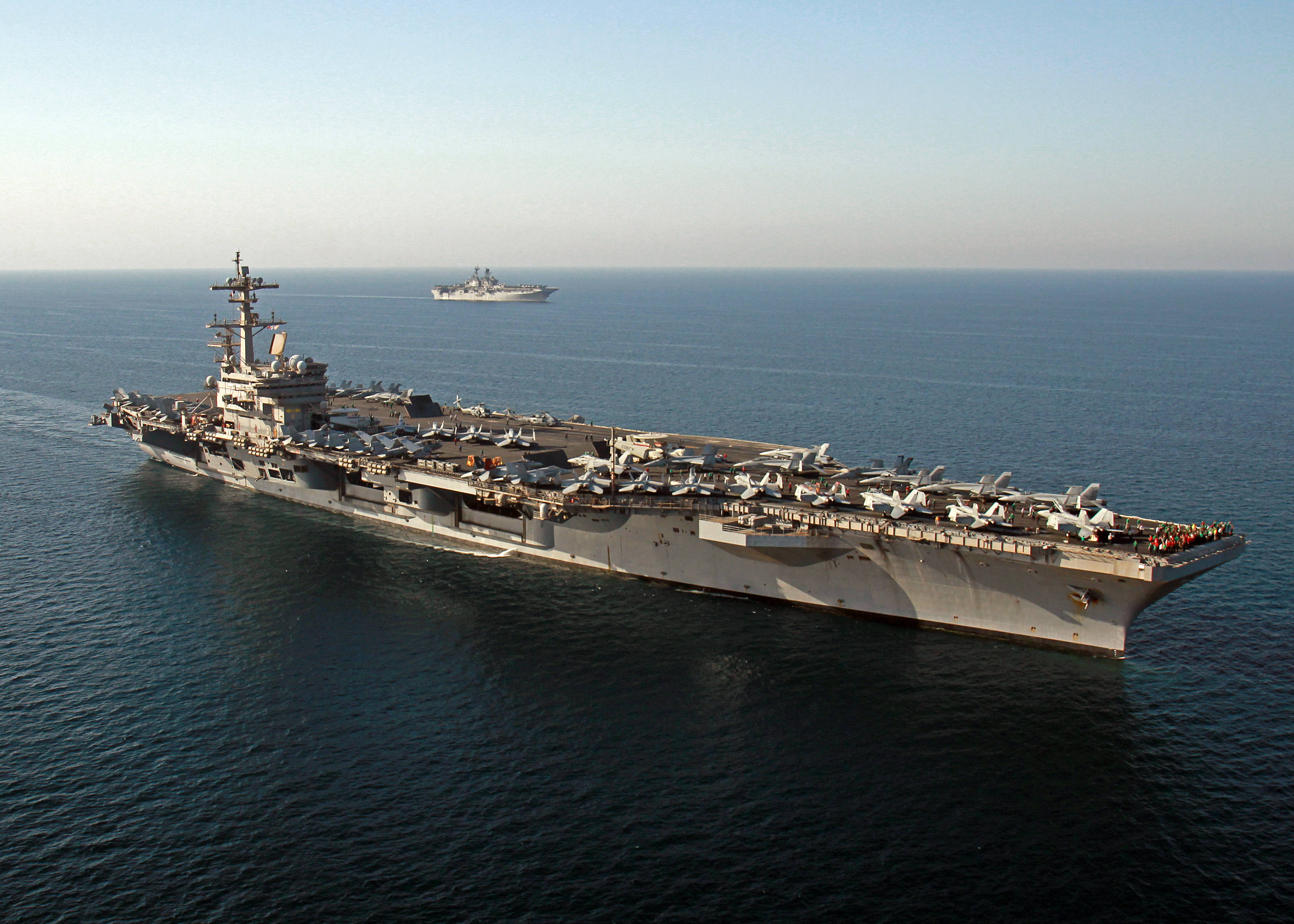
Die elf Flugzeugträger der US Navy bilden eine weltweite Operationsgrundlage.

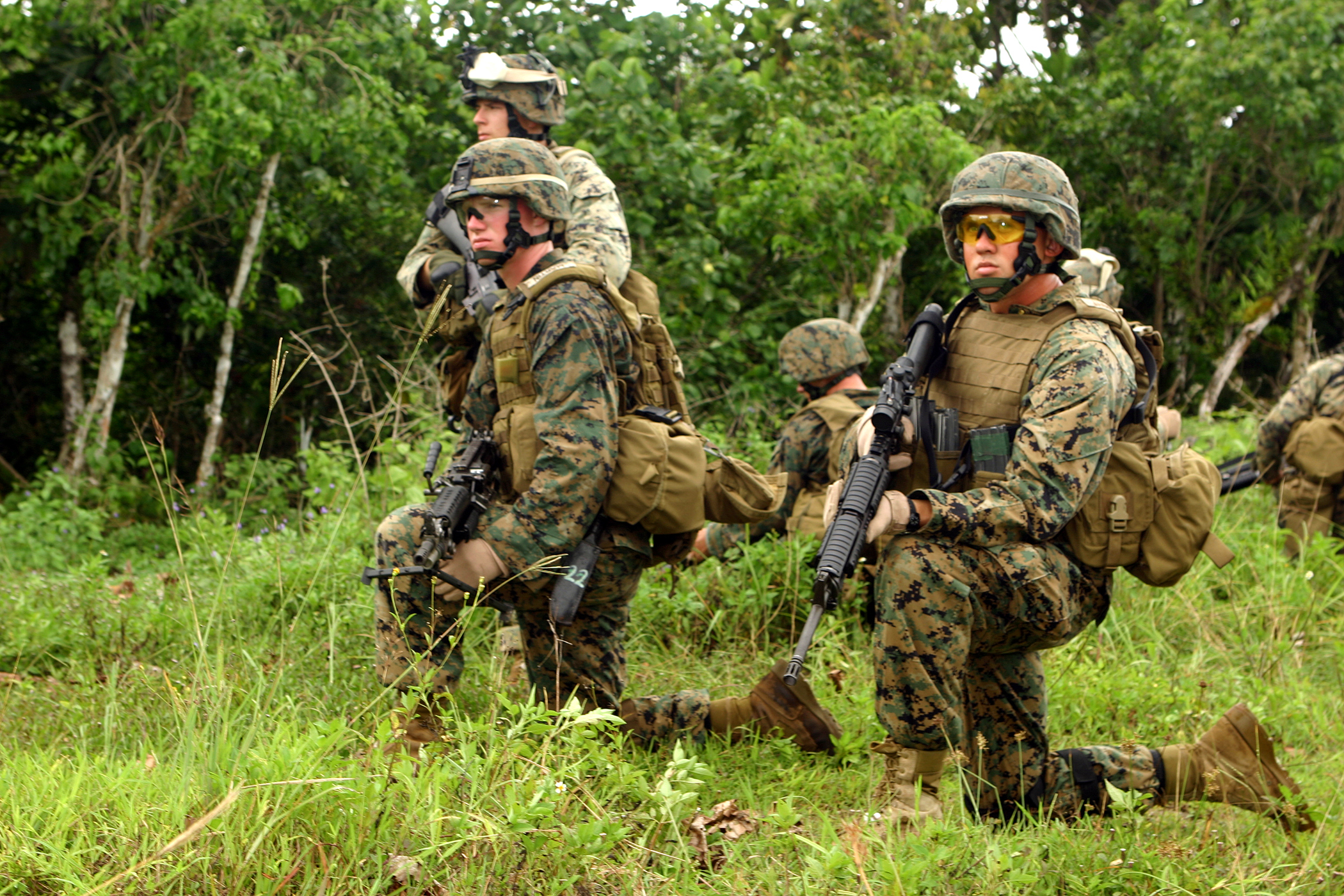
Die Marineinfanterie kommt in Konflikten oftmals als erstes zum Einsatz.

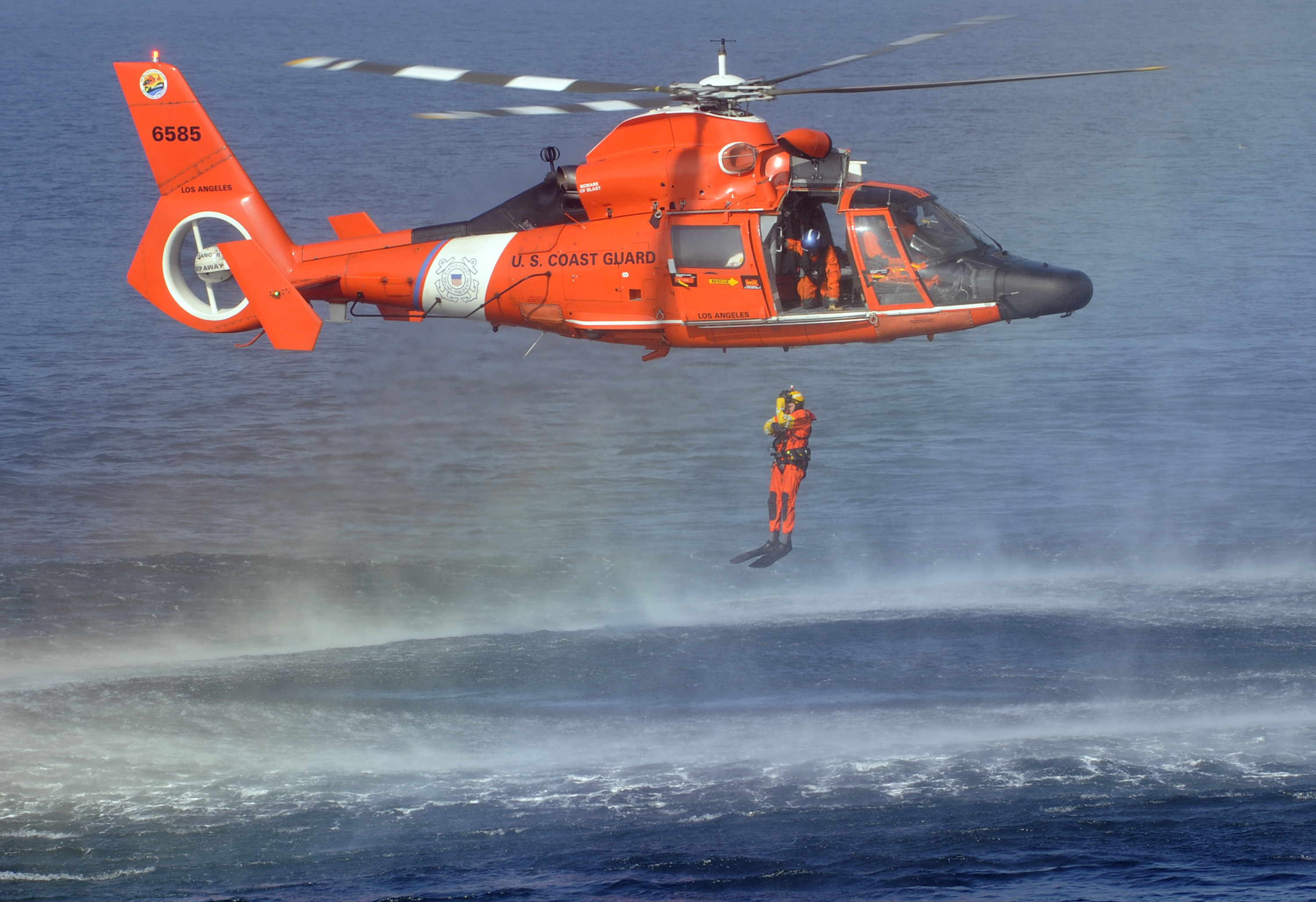
Die rot-weiße Lackierung ist das Markenzeichen der US Coast Guard.

### Teilstreitkräfte
Die sechs Teilstreitkräfte des Militärs sind juristisch betrachtet Behörden, deren Auftrag das zehnte Buch des United States Code definiert. Drei von ihnen, nämlich die Luftstreitkräfte (US Air Force), das Heer (US Army) und die Marine (US Navy), verfügen mit dem Department of the Army, dem Department of the Navy und dem Department of the Air Force über ein eigenes Ressort im Pentagon, dem Sitz des Verteidigungsministeriums der Vereinigten Staaten. Die Marineinfanterie (Marine Corps) untersteht aufgrund ihrer besonderen Abhängigkeit von der US Navy ebenfalls dem Department of the Navy.
Die Küstenwache untersteht aufgrund ihrer überwiegend nichtmilitärischen Aufgabenstellung in Friedenszeiten dem zivilen Ministerium für Innere Sicherheit, auch wenn sie per Gesetz als Teilstreitkraft gilt. Im Falle einer Kriegserklärung oder eines Präsidentenerlasses wird sie dem Department of the Navy des Pentagon unterstellt, bis der Präsident ihr diese Oberaufsicht wieder entzieht. Trotz der Funktionsweise als Streitkraft insgesamt sind die amerikanischen Teilstreitkräfte ungewöhnlich autark. In ihren Strukturen ähneln sich die einzelnen Teilstreitkräfte sehr, was die Kompatibilität untereinander erhöht.
Im Dezember 2023 hatten die US-Streitkräfte die folgende Truppenstärke:
| Teilstreitkraft            | Aktiv     | Reserve | Nationalgarde |
| -------------------------- | --------- | ------- | ------------- |
| United States Army         | 440.218   | 176.204 | 322.571       |
| United States Navy         | 325.087   | 54.809  |               |
| United States Marine Corps | 167.474   | 33.101  |               |
| United States Air Force    | 313.359   | 65.918  | 104.584       |
| United States Space Force  | 9.016     | 0       |               |
| United States Coast Guard  | 38.863    | 8.948   |               |
| Gesamt                     | 1.293.949 | 336.164 | 427.155       |

Im Jahr 2006 erfolgte die erste Truppenverstärkung seit Ende des Kalten Krieges. Seit dem Vietnamkrieg war die Anzahl der aktiven Soldaten rückläufig. Befanden sich 1970 unter Richard Nixon 3.064.760 Soldaten im Dienst, so waren es zehn Jahre später unter Jimmy Carter noch 2.050.627. Diese Zahl blieb bis zum Ende des Ost-West-Konflikts stabil, ab 1990 setzte jedoch ein starker Rückgang ein, der sich bis zu den Anschlägen des 11. September 2001 hielt.

#### Heer
Das Heer der Vereinigten Staaten ist die United States Army. Sie hat eine Mannstärke von rund 440.000 (Stand: Dezember 2023). Charakteristisch für die Army sind die rein rechnerisch vollständige Durchmotorisierung, die Betonung von Kommandomissionen und Spezialeinheiten sowie das Gefecht der verbundenen Waffen bereits innerhalb der Streitkraft. Die Heeresfliegerei besteht nur aus Hubschraubern. Durch ihre Wurzeln in der Amerikanischen Revolution ist sie die älteste der nationalen Teilstreitkräfte.

#### Luftstreitkräfte
Die United States Air Force (USAF) ist mit rund 313.000 Soldaten (Stand: Dezember 2023) und rund 14.100 Fluggeräten die stärkste Luftstreitkraft der Welt und strategisches Kernstück der US-Streitkräfte. Sowohl offensive als auch defensive Großoperationen gehen meist von der Air Force aus.
Ihr Anteil am gesamten Verteidigungsbudget ist mit etwas über 30 % der größte (Stand: April 2022) Auch die Weltallstrategie war ihr bis zur Gründung der Streitkräfte in der Raumfahrt übertragen. Die Geschichte der militärischen Luftfahrt begann in den Vereinigten Staaten im Jahre 1907. Erst 1947 wurde die Air Force eine eigenständige, den anderen gleichgestellte Teilstreitkraft und entwickelte im Laufe des Kalten Krieges ihre herausragende Rolle. Neben der Air Force hat die National Guard, die Army, das Marine Corps, die Coast Guard und die Navy zahlreiche Luftfahrzeuge.

#### Marine
Die Marine der Vereinigten Staaten, die United States Navy (USN), verfügt über rund 325.000 Mann (Stand: Dezember 2023) und ist damit zahlenmäßig die größte Marine der Welt. Sie umfasst darüber hinaus 289 Schiffe und 3700 Fluggeräte in fünf Flotten. Aufgrund der geographischen Lage der Vereinigten Staaten, die von zwei Ozeanen umgeben sind, ergibt sich für die zweitälteste Streitmacht eine besondere strategische Bedeutung. Große Anerkennung wurde ihr während des Zweiten Weltkrieges zuteil und Präsident Ronald Reagan wollte sie in den 1980er Jahren auf über 600 Schiffe vergrößern.

#### Marineinfanterie
Militärisches, mediales und populärkulturelles Aushängeschild der Vereinigten Staaten ist die Marineinfanterie, das United States Marine Corps (USMC). Ihre rund 168.000 Soldaten (Stand: Dezember 2023) sind in Expeditionsstreitkräfte, sogenannte Marine Expeditionary Forces, eingeteilt und kommen in der Offensive oft als erste zum Einsatz. Die Marines sind von der Navy abhängig, verfügen aber im Gegensatz zu den anderen Teilstreitkräften über fast alle Waffengattungen. Bereits ihre Gründung in dem Gasthaus Tun Tavern in Philadelphia war ungewöhnlich und wurde Teil ihres Ethos, ihre Bedeutung wuchs vor allem durch den Pazifik- und Koreakrieg.

#### Küstenwache
Die United States Coast Guard (USCG) ist die Küstenwache der Vereinigten Staaten. Sie untersteht in Friedenszeiten nicht dem Verteidigungsministerium, sondern dem Ministerium für Innere Sicherheit. Ihre rund 39.000 Mann (Stand: Dezember 2023) sind unter anderem mit den Aufgaben Küstenschutz, Katastrophenschutz, Kriminalitätsbekämpfung zur See sowie Umweltschutz betraut. Sie arbeitet eng mit den Teilstreitkräften zusammen und verfügt über begrenzte militärische Kapazitäten und entstand 1915 aus verschiedenen küstenschützenden Behörden. Aufgrund der Furcht vor Terroranschlägen und der Nähe der Vereinigten Staaten zu südamerikanischen Drogenanbaugebieten ist die Belastung der Küstenwache in den letzten Jahren stetig gestiegen.

#### Streitkräfte in der Raumfahrt
Durch Direktive von US-Präsident Trump wurde das US Air Force Space Command am 20. Dezember 2019 in die sechste und damit jüngste Teilstreitkraft, der US Space Force (USSF), umgewandelt. Sie umfasst rund 9.000 Mann (Stand: Dezember 2023).

### Unterstützungseinheiten
Ein Großteil des US-Militärs ist mit Aufgaben betraut, die nicht oder ausschließlich indirekt zur Beeinflussung des Kampfgeschehens beitragen. Insofern ist eine breite Streitkräftebasis vorhanden, die aber nicht in einer einzigen Behörde institutionalisiert und von dieser verkörpert wird.
Ein zentraler Sanitätsdienst wie bei der Bundeswehr existiert nicht. Die medizinische Versorgung obliegt den Teilstreitkräften, wobei das Marine Corps und die Küstenwache hier wie bei anderen Angelegenheiten Zugang zu den Einrichtungen der Navy haben. Die Oberaufsicht über die Sanitätsdienste der Streitkräfte der Vereinigten Staaten haben die Surgeons General (zu deutsch ungefähr: „Generalchirurg“), deren Rang jeweils der eines Drei-Sterne-Generals ist.
Um mögliche feindliche Verbände zu simulieren, werden bestimmte Einheiten zu Opposing Forces ernannt.

#### Informationsbeschaffung

Wappen der Defense Intelligence Agency

Viele Regierungsbehörden der Vereinigten Staaten arbeiten mit den Streitkräften zusammen oder sind Teil von ihnen. Alle Streitkräfte verfügen über einen eigenen Geheimdienst. Beim Heer ist dies die United States Army Intelligence, bei der Marine das Office of Naval Intelligence. Die Luftstreitkräfte verfügen über die Air Intelligence Agency, die Streitkräfte in der Raumfahrt über die Space Force Intelligence, Surveillance, and Reconnaissance Enterprise, das Marine Corps über die Marine Corps Intelligence Activity und die Küstenwache über die Coast Guard Intelligence. Ihnen übergeordnet ist die Defense Intelligence Agency, bei der das gesammelte Nachrichtenmaterial zentral verarbeitet und aufbereitet wird, um von den militärischen Entscheidungsträgern genutzt zu werden. Die ehemals zentral koordinierende Funktion des Auslandsgeheimdienstes Central Intelligence Agency wurde an den Director of National Intelligence abgegeben, der sämtliches Nachrichtenmaterial aller US-Nachrichtendienste, der United States Intelligence Community, bündelt und den politischen Entscheidungsträgern vorträgt. Der vormals nicht selten vorkommenden Parallelarbeit und immer wieder auftretenden Kompetenzstreitigkeiten einzelner Geheimdienste der Vereinigten Staaten sollte so Abhilfe geschaffen werden.
Um den Anspruch der geltenden Militärdoktrin auf ein möglichst großes Informationsangebot erfüllen zu können, unterhält das Verteidigungsministerium zusätzlich zu den Geheimdiensten der Teilstreitkräfte weitere Dienste, die sich einzelnen Aspekten der Informationsbeschaffung widmen. Dabei bedienen sie sich sowohl offen zugänglicher als auch geheim beschaffter Informationen. Die National Geospatial-Intelligence Agency ist im Bereich der geographischen Aufklärung tätig. Das National Reconnaissance Office ist für sämtliche Aspekte der weltraumgestützten Informationsbeschaffung zuständig und Betreiber der US-Spionagesatelliten.
Der bekannteste militärische Nachrichtendienst der Vereinigten Staaten ist die National Security Agency, die zwar administrativ und technisch dem Verteidigungsministerium unterstellt ist, operativ aber direkt dem National Security Advisor. Sie fokussiert sich auf die weltweite Überwachung von Telekommunikation. Täglich wertet die Behörde zehntausende von E-Mails, Telefonaten und anderen Übermittlungen in Bezug auf die nationale Sicherheit der Vereinigten Staaten aus. Sie unterhält selbst mehrere Unterbehörden.

#### Fürsorge

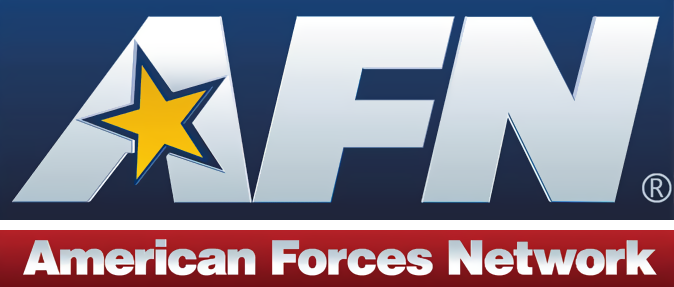
Logo des American Forces Network

Logo des AAFES

Traditionell nimmt die Truppenfürsorge einen hohen Stellenwert ein. Dies beruht auf der Überzeugung, dass eine gute Versorgung die Motivation der Soldaten stärkt. Zur Unterhaltung der weltweit stationierten Soldaten (siehe unten) betreibt das Department of Defense eine eigene Unterbehörde, Armed Forces Entertainment (AFE) genannt. Diese veranstaltet Vorführungen aller Art und arbeitet mittlerweile mit den United Service Organizations, einer Freiwilligenorganisation zusammen, die sich ebenfalls für die Stärkung der Moral amerikanischer Soldaten im Ausland einsetzt.
Mit American Forces Network wird ein Medienzusammenschluss bezeichnet, der Soldaten im Ausland primär mit Nachrichten versorgen soll. Durch die jahrzehntelange Verankerung an ihren Standorten hat sich das Angebot mittlerweile zu einer vielfältigen Informations- und Unterhaltungsplattform ausgeweitet.
Handelskette der US-Streitkräfte, ebenfalls weltweit präsent, ist der Army & Air Force Exchange Service. Sie beliefern die PX Stores, die in vielen Stationierungsländern über die Grenzen der Militärbasen hinaus bekannt sind, auch wenn nur Militärangehörige und deren Familien dort einkaufen dürfen. Die PX Stores sollen den amerikanischen Militärangehörigen und ihren Familien von der Produktpalette her weltweit den gleichen Versorgungsstandard bieten wie CONUS. Gleichzeitig sind die angebotenen Produkte in der Regel steuerfrei, was neben der heimischen Produktauswahl einen besonderen Kaufanreiz bietet. Ursache für diese Befreiung ist der Umstand, dass der AAFES keine Erträge erwirtschaften darf, da er vom Militärbudget der Vereinigten Staaten, also von Steuergeldern, mitfinanziert wird. Das Konzept des PX Stores wurde von mehreren anderen global aktiven Militärs übernommen, zum Beispiel von den Streitkräften des Vereinigten Königreichs oder der Bundeswehr.

### Reserve

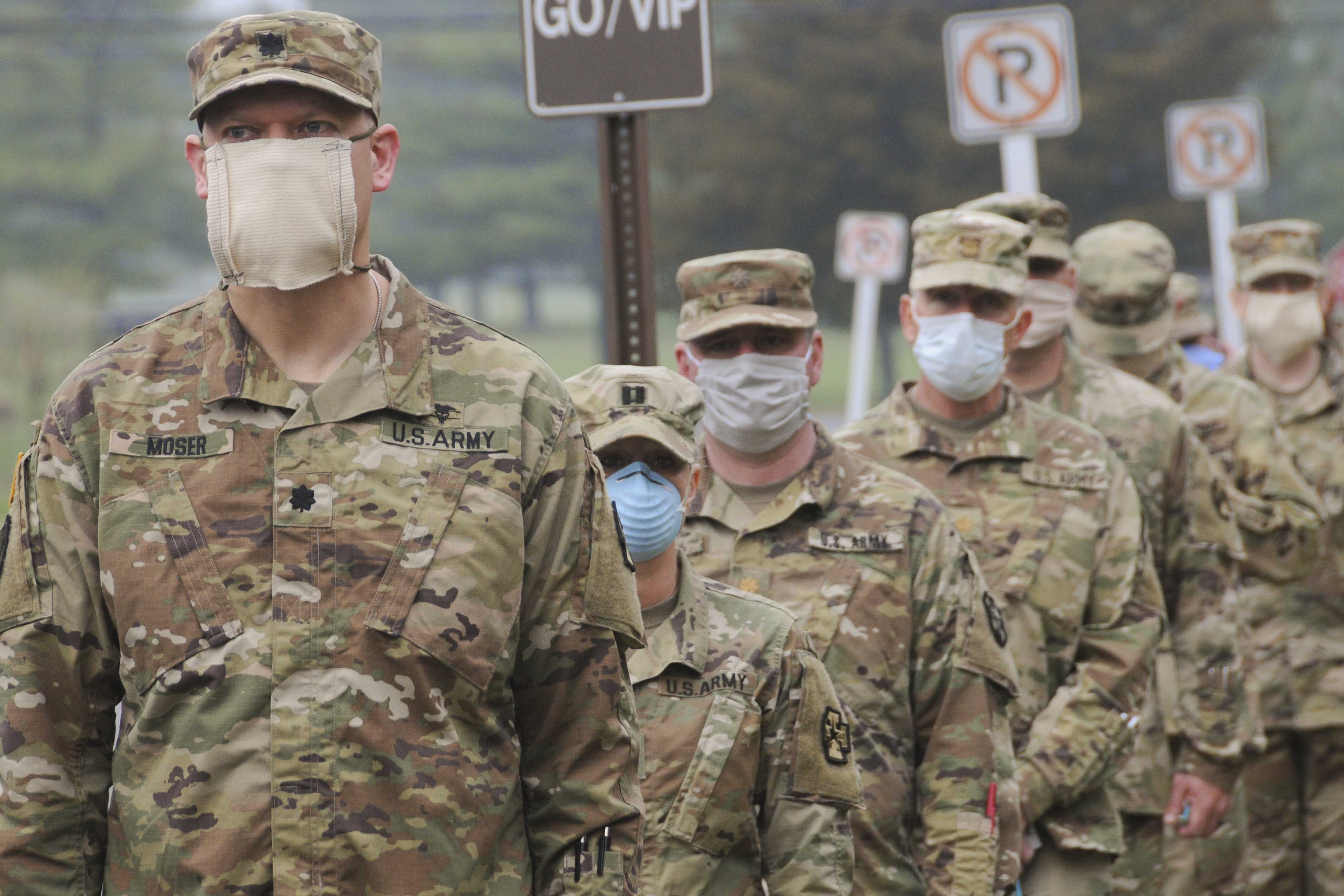
Medizinisches Personal der US Army Reserve aktiviert während der COVID-19-Pandemie

Die Reserve (englisch: Reserve components of the United States Armed Forces) umfasst alle militärischen Organisationen und Personal in den Vereinigten Staaten, auf die die Bundesregierung bei Bedarf zur Ergänzung ihrer Streitkräfte zurückgreifen kann. Im Wesentlichen besteht sie aus drei Komponenten: einzelne Reservisten, die direkt aktiven Truppenteile der Streitkräfte und Bundesbehörden als Ergänzung zugeteilt sind (englisch Individual Mobilization Augmentees), den Reservetruppenteile der Teilstreitkräfte (englisch reserves), die unmittelbar dem Verteidigungsministerium untersteht, und den Bundesstaaten unterstehenden Truppenteile der Nationalgarde, die dem Verteidigungsministerium unterstellt werden können (englisch mobilized for federal active duty). Dieses System geht auf die geschichtliche Entwicklung zurück, bei der den Bundesstaaten in der Verfassung zwar das Recht auf eigene Milizen zugesprochen wurde, jedoch auch die Notwendigkeit besteht, den Aufwuchs der Streitkräfte des Bundes im Kriegsfall zentral zu koordinieren und dies in Friedenszeiten vorzubereiten. Die Reserven in den USA bestehen heute, wie die aktiven Soldaten, grundsätzlichen aus Freiwilligen. Reservisten leisten in der Regel Dienst in einer dieser beiden Reserveorganisationen oder sind direkt einer aktiven Einheit der Teilstreitkräfte als Ergänzung zugeordnet. Sie leisten minimal 38 Tage Dienst im Jahr als Soldat oder sind von der Inübunghaltung befreit.
Das Militärgesetzbuch der USA, Title 10 des Bundesrechts, definiert den Auftrag der Reservekomponenten folgendermaßen:

“The purpose of each reserve component is to provide trained units and qualified persons available for active duty in the armed forces, in time of war or national emergency, and at such other times as the national security may require, to fill the needs of the armed forces whenever more units and persons are needed than are in the regular components.”

„Der Zweck jeder Reservekomponente ist es, ausgebildete Verbände und Personen für den aktiven Dienst in den Streitkräften bereitzustellen, sowohl in Zeiten des Krieges und des nationalen Notstands, als auch zu Gelegenheiten, in denen es die nationale Sicherheit erfordert, um den Bedarf der Streitkräfte zu decken, wenn mehr Personal und Verbände benötigt werden, als zur Verfügung stehen.“

Eine allgemeinen Reservestatus wie in Deutschland mit der Allgemeinen Reserve ehemaliger Soldaten oder Ersatzreserve ungedienter Wehrpflichtiger gibt es in den Vereinigten Staaten nicht. Ein ehemaliger Soldat oder Reservist, der nicht Angehöriger der Reservestreitkräfte ist, ist kein Reservist. Er ist nicht mehr berechtigt seinen letzten Dienstgrad zu führen oder Privilegien aus dem Soldatenstatus wahrzunehmen. Ausnahmen sind Pensionäre, die direkt aus dem aktiven Dienst oder nach langen Dienst in der Reserve in den Ruhestand entlassen werden. Junge Männer, die im Selective Service System registriert sind, sind ebenfalls keine Reservisten.

### Auxiliartruppe

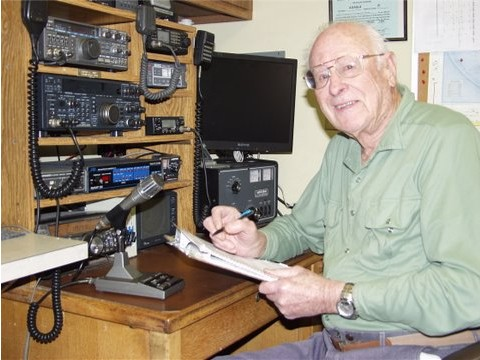
Funkamateur des Military Auxiliary Radio System

Die Streitkräfte in den Vereinigten Staaten arbeiten mit Hilfskräften zusammen. Diese sind freiwillig tätig, rechtlich selbstständig organisiert und führen Unterstützungsaufgaben für die staatliche Partnerorganisation durch. Die Angehörigen arbeiten ehrenamtlich und haben im Gegensatz zu der Reserve keinen Kombatantenstatus und können nicht für Kampfaufgaben eingesetzt werden. Folgende Organisationen stehen in Bezug zu den Streitkräften:
- Civil Air Patrol
- Marine Corps Cyber Auxiliary
- Military Auxiliary Radio System
- United States Coast Guard Auxiliary
- United States Merchant Marine

## Stärke

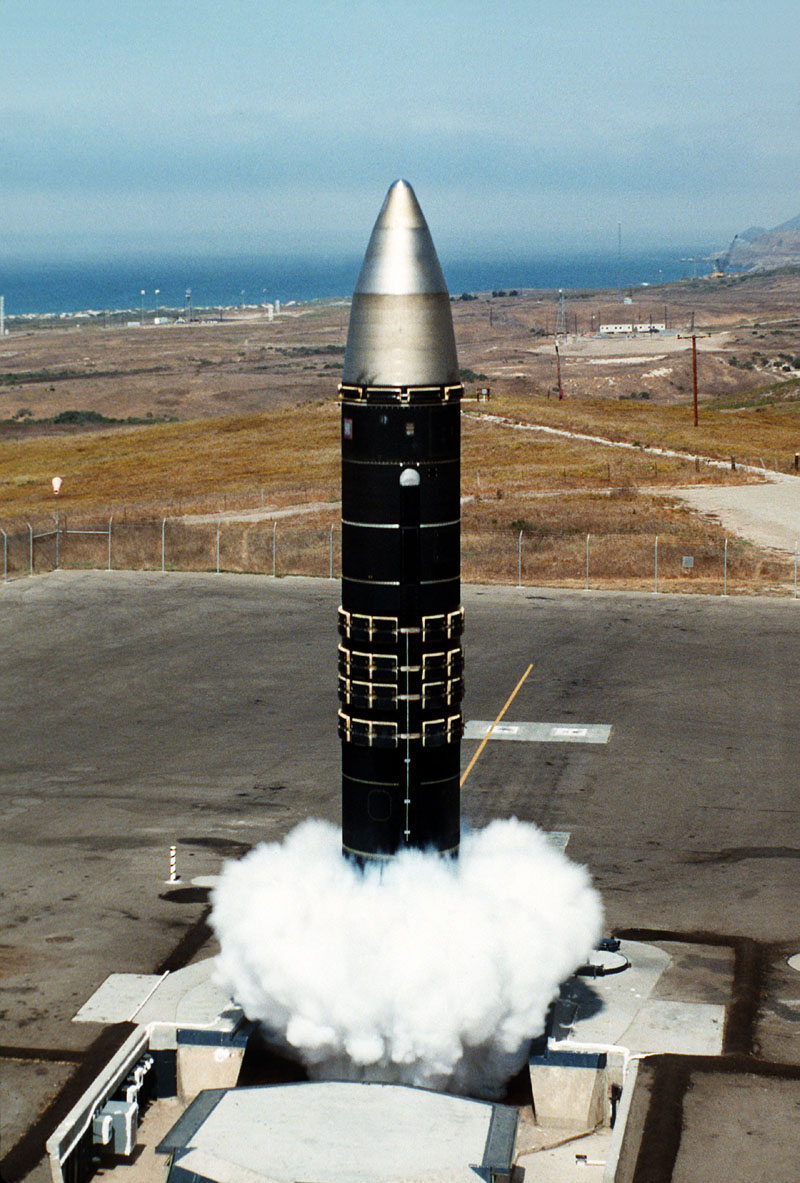
Start einer Interkontinentalrakete vom Typ Peacekeeper (2005 außer Dienst gestellt)

Das Militär der Vereinigten Staaten ist einzigartig hinsichtlich der konventionellen Kampfkraft, die es weltweit in einer sehr hohen Geschwindigkeit aufbauen und wenn notwendig langfristig aufrechterhalten kann. Auch wenn es Partnern innerhalb der NATO sowie den Streitkräften Russlands, Chinas und Indiens möglich ist, militärische Übersee-Expeditionen zu unternehmen, so sind die Vereinigten Staaten als einzige Nation in der Lage, kurzfristig einen größeren regionalen Krieg außerhalb ihres Heimatterritoriums auf einem anderen Kontinent zu führen. Entsprechend wird daraus ein doktrinaler Anspruch abgeleitet. Die Vereinigten Staaten sind darüber hinaus eine der wenigen Nationen, die sofort einsetzbare nuklearbestückte Interkontinentalraketen in ständiger Alarmbereitschaft halten. Die USA verfügen derzeit über das weltweit größte Arsenal an strategischen Waffen.
Um weltweit einsetzbar zu sein, investieren die Vereinigten Staaten einen beträchtlichen Teil ihres Militärbudgets in logistische Kapazitäten. Dadurch soll die bedarfsgerechte Entfaltung der Kampfkraft garantiert sein. Die US Air Force unterhält eine große Flotte von C-5-Galaxy-, C-17-Globemaster-III- und C-130-Hercules-Transportflugzeugen. Das US Marine Corps verfügt über sieben sogenannte Marine Expeditionary Units (MEU) zur See. Diese Marineexpeditionseinheiten, die jeweils etwa 2200 Mann stark sind, werden transportiert von den Atlantik- und Pazifikflotten der US Navy im Rahmen der Fleet Marine Force, einem verbundenen Kommando der beiden Teilstreitkräfte. Die Flotte der Vereinigten Staaten verfügt über elf Flugzeugträger und entsprechende Trägerkampfgruppen.

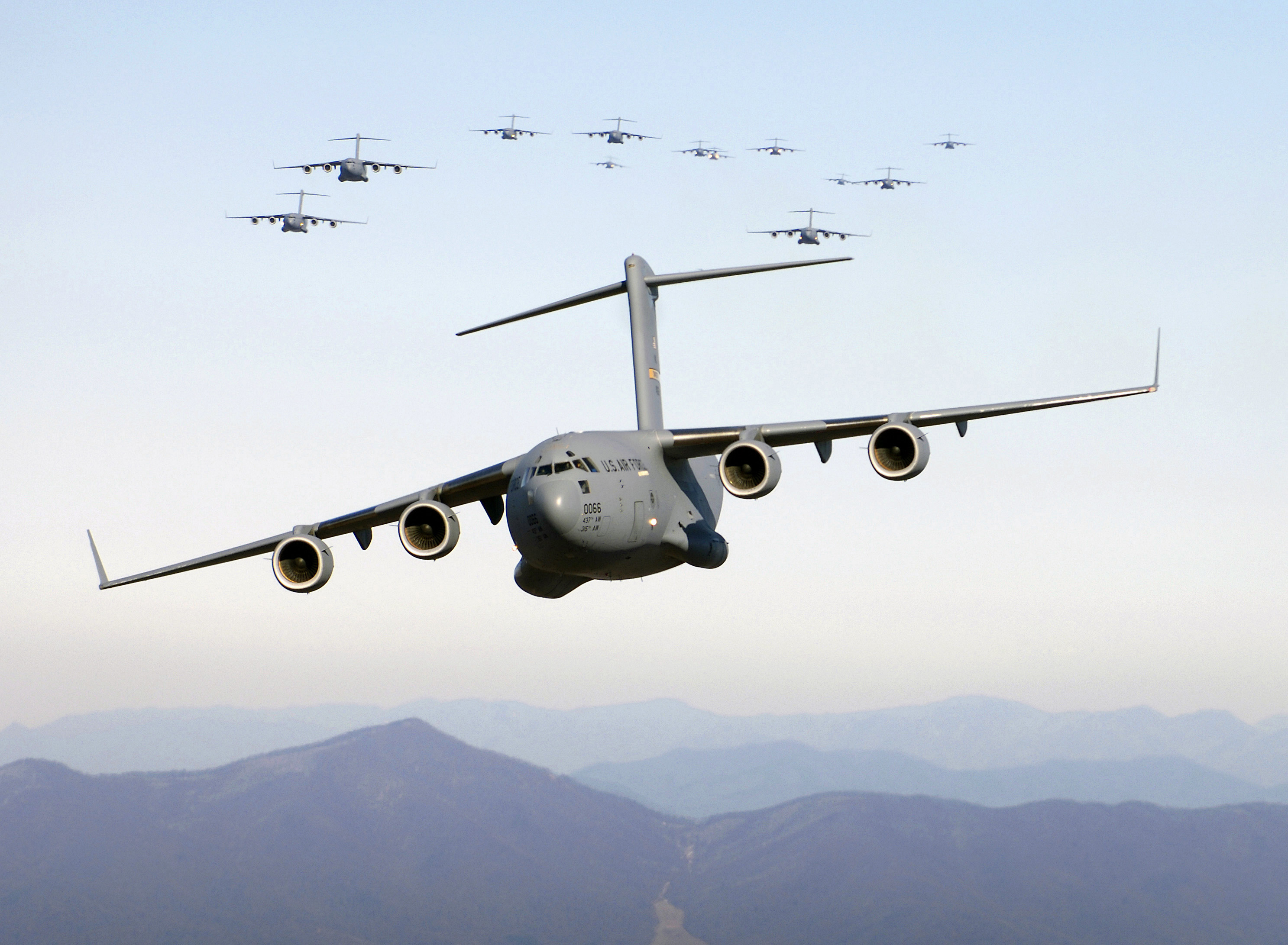
Die US-Streitkräfte unterhalten eine große Flotte von Transportflugzeugen, hier mehrere C-17 Globemaster.

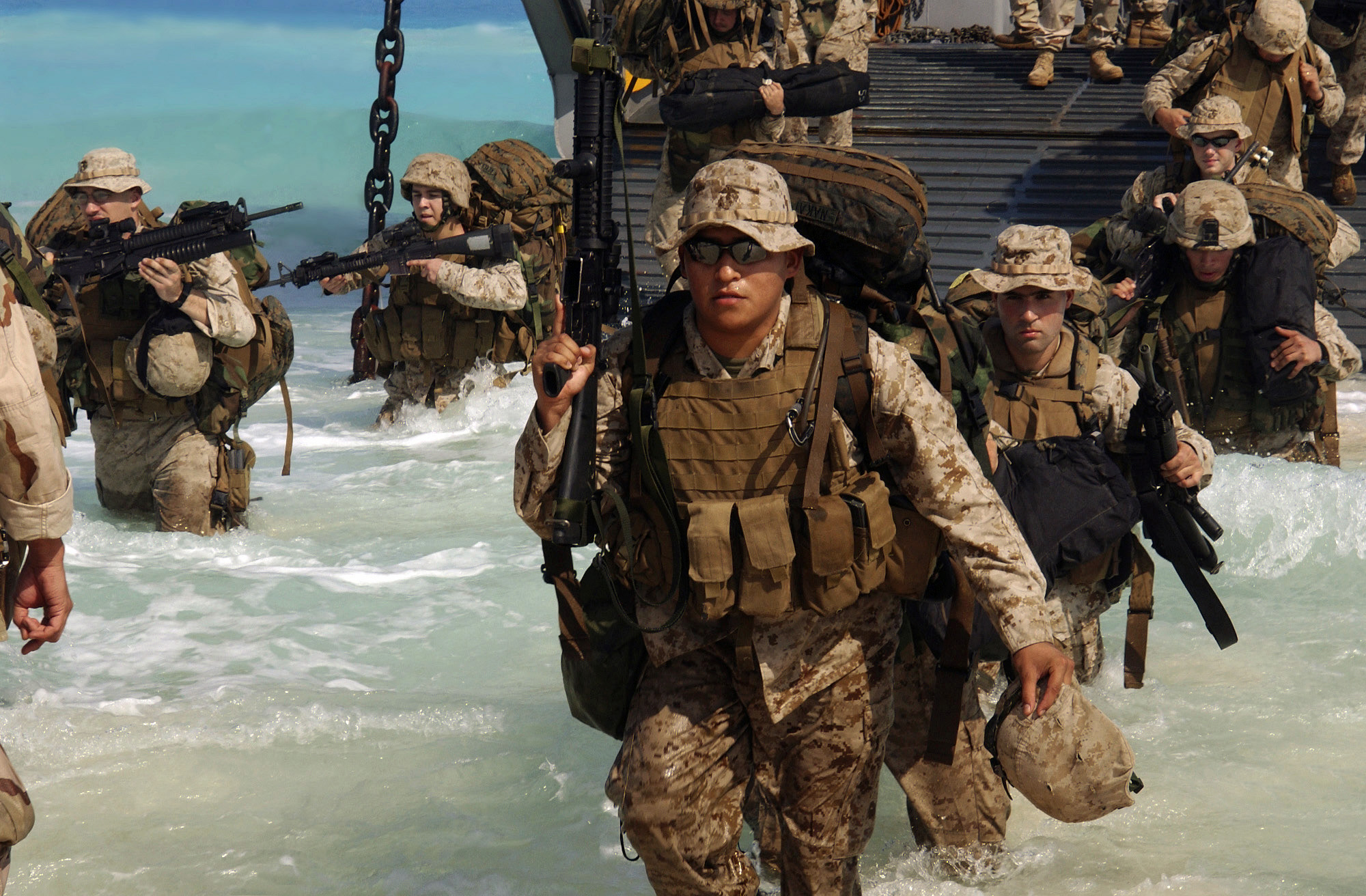
Soldaten der 13. Marine Expeditionary Unit

Die US Army ist nicht so mobil wie das US Marine Corps. Im Hinblick auf die zu erwartenden Aufgaben der Army im 21. Jahrhundert hat der ehemalige Stabschef der US Army, General Schoomaker eine Umstrukturierung angekündigt von gegenwärtig 37 auf 48 Brigaden mit einer stärkeren Betonung der Möglichkeit, die Kampfkraft zu konzentrieren und umzulenken. Dennoch bleiben die Aufgaben von Army und Marine Corps zum Teil höchst unterschiedlich.
Die weltweit mobilisierbaren Kräfte sind die Basis für die historisch bisher einmalige militärische Machtfülle. Der linksliberale Publizist Gregg Easterbrook, dessen Schriften regelmäßig in mehreren Tageszeitungen und landesweiten Zeitschriften erscheinen, umschreibt das folgendermaßen:

„Das amerikanische Militär ist zurzeit das stärkste, das die Welt je gekannt hat, sowohl in absoluten wie in relativen Maßstäben; [es ist] stärker als die Wehrmacht im Jahre 1940, und stärker als die Legion auf dem Höhepunkt römischer Macht.“

Die heutzutage übliche asymmetrische Kriegführung – die neue Antithese der konventionellen Kriegsführung – erschwert die Bedingungen nicht nur für die US-Streitkräfte, sondern für die Militärkräfte aller Staaten. Allerdings hat das US-Militär aufgrund zahlreicher praktischer Einsätze (zum Beispiel in Panama, in Afghanistan und während der Besetzung des Irak) im Vergleich zu allen anderen konventionellen Streitkräften die bisher umfangreichsten Erfahrungen mit dieser Kriegsform gesammelt. Die bisher wichtigsten verteidigungspolitischen Konsequenzen, die die Vereinigten Staaten daraus gezogen haben, sind die Rückkehr zur Präsenz am Boden (s. u.), der Wettstreit mit der Guerillabewegung um deren politische Legitimation in der Bevölkerung („Winning Hearts and Minds“) und ein verstärkter Einsatz von Spezialeinheiten als De-facto-Teilstreitkraft.

## Budget

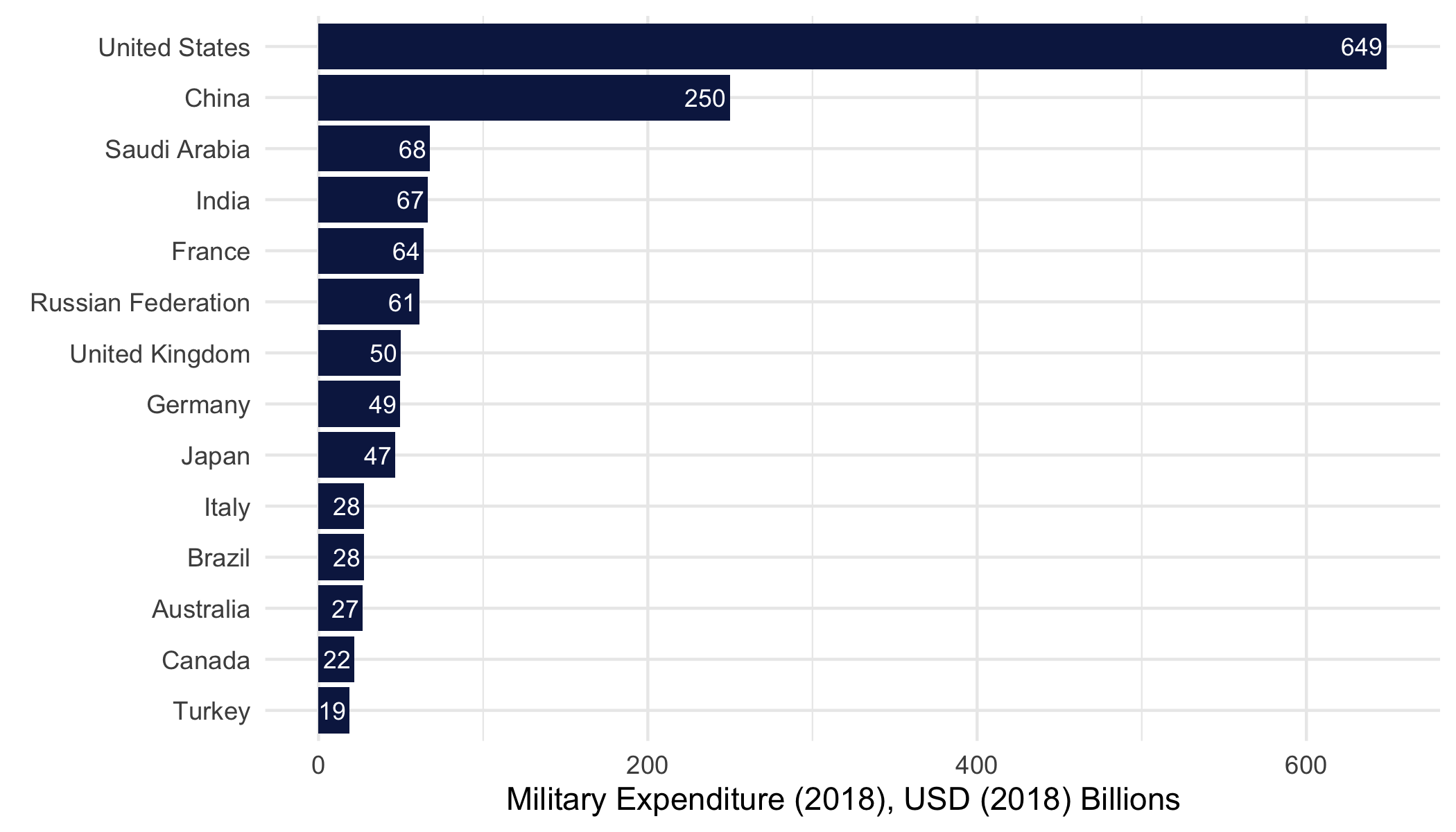
Im Vergleich der Rüstungsausgaben verschiedener Länder befinden sich die Vereinigten Staaten 2018 (wie bereits 2005) auf dem ersten Platz.

Die jährlichen Ausgaben für den Unterhalt der Streitkräfte lagen im Jahr 2024 bei rund 997 Milliarden US-Dollar. Im internationalen Vergleich liegen sie nach Angaben des Stockholm International Peace Research Institute (SIPRI) damit auf dem ersten Platz, gefolgt von der Volksrepublik China (314 Mrd. US-Dollar) und Russland (149 Mrd. US-Dollar). Der Anteil der Vereinigten Staaten an den weltweiten Militärausgaben liegt damit bei rund 37 Prozent. Zwischen 2001 und 2004 verzeichnete der Wehretat eine Zunahme um 30 % von 324 auf 455 Milliarden Dollar.
Obwohl der Präsident dem Kongress jährlich ein öffentlich einsichtiges Budget vorschlägt, ist die Finanzierung des Militärs intransparent, da viele als zivil deklarierte Ausgaben auch militärisch genutzt werden. So bezieht die Begrifflichkeit military budget die Ausgaben des Energieministeriums für die Lagerung und Instandhaltung der nationalen Atomwaffen mit ein, während der Begriff defense budget dies nicht tut. Zudem werden viele Operationen und Beschaffungen mit den Nachrichtendiensten kofinanziert. Im defense budget enthalten sind ebenso wenig die Kosten für aktuelle Großeinsätze, die gesondert aufgeführt werden.
Vor dem Eintritt der Vereinigten Staaten in den Zweiten Weltkrieg bewegten sich die Militärausgaben traditionell auf sehr niedrigem Niveau. Trotz eines vorangehenden Modernisierungsprogramms lagen sie noch 1940 bei 1,7 %. Seit dem Ende des Kalten Krieges hat das Militärbudget der Vereinigten Staaten nicht mehr die Marke von 5 % des Bruttoinlandsprodukts überschritten und gilt somit als volkswirtschaftlich tragbar. Seinen prozentualen historischen Höchststand erreichte es im Haushaltsjahr 1944 mit 37,8 % des BIP. Im Koreakrieg erreichte der Etat nicht einmal 15 % und während der Dauer des Vietnamkriegs wurde zu keinem Zeitpunkt mehr als ein Zehntel des BIP für das Militär aufgewendet. Nach immer weitergehenden Kürzungen mit einem Nachkriegstiefstand von 3 % in den Jahren 1999–2001 hob die Bush-Regierung das Budget auf 3,9 % des BIP im Jahr 2006 an.
Die Wehrausgaben der Vereinigten Staaten überschritten 2004, inflationsbereinigt und gemessen am Stand des US-Dollars wieder die Ausgaben von 1989 und die Ausgaben von 2005 die von 1988.
Diese Relationen führen vor allem Befürworter des Militärbudgets an. Gegner, wie beispielsweise einige Quäkervereinigungen, messen die von ihnen kritisierte Maßlosigkeit des US-Militärhaushalts meist an seinem Anteil an den Gesamtausgaben der Regierung. Den Betrieb der Atomstreitkräfte sowie die Kosten für die Kriegseinsätze mit eingerechnet, beträgt der Anteil an militärischen Aufwendungen über 40 % des Regierungsetats. Darüber hinaus wird die absolute Höhe des Verteidigungsetats, der den der gesamten restlichen Welt übersteigt, als kontraproduktiv oder maßlos verworfen.
Die Betriebskosten für die Streitkräfte verschlingen 2022 einen Großteil des Militärbudgets. Mit knapp 291,4 Mrd. Dollar beanspruchen diese knapp 40 Prozent des Etats, während die Personalkosten mit rund 169,3 Mrd. ein weiteres Viertel des Jahresbudgets in Anspruch nehmen. Der Rest verteilt sich vor allem auf die Ausrüstungsbeschaffung mit 133,9 Mrd. und die Forschung mit 113,3 Mrd. Dollar sowie auf das Bauwesen.
Eine zunehmende Sorge der Streitkräfte ist die stetige Kostenexplosion in allen Bereichen der Budgetierung. Eine Untersuchung des Congressional Research Service, dem wissenschaftlichen Dienst des Kongresses, macht sowohl interne Handlungen als auch externe Entwicklungen dafür verantwortlich. Zu der selbstverursachten Kostenentwicklung trügen nicht nur die objektiven Kosten der Ausrüstungsentwicklung und -beschaffung, sondern auch das selbstgesteckte Tempo der Forschung bei, ebenso wie die ständige Verbreiterung der sozialen Absicherung, Ausbildungsfinanzierung und Immobilienzuschüsse für angeworbene Soldaten und deren Familien, während das verbreitete Aufgabenspektrum, das erhöhte Operationstempo und die schnell anwachsenden Kosten in der Gesundheitsversorgung von außen hinzuträten. Insgesamt sind die laufenden Kosten der US-Streitkräfte pro Soldat von knapp 30.000 US$ im Jahre 1955 auf fast 120.000 US$ gestiegen.
Der damalige US-Verteidigungsminister Robert Gates wollte in den Jahren 2011 bis 2016 zusätzliche 78 Milliarden Dollar (59,6 Mrd. Euro) einsparen. Dazu sollte auch eine Truppenreduzierung um 47.000 Soldaten ab 2015 beitragen.
Im „Wetteifern“ teilstreitkraftspezifischer Interessengruppen spiegelt sich die Rivalität zwischen den Direktempfängern des Verteidigungsbudgets (Army, Navy, Air Force) wider. Insbesondere die Navy League, die Air Force Association und die Association of the U.S. Army versuchen das jährliche Budget nicht ausschließlich gegen drohende Kürzungen zu verteidigen, sondern zielen auch auf den Etat der anderen Teilstreitkräfte ab. Sie genießen dabei häufig die Unterstützung voraussichtlicher Auftragnehmer.

## Organisation

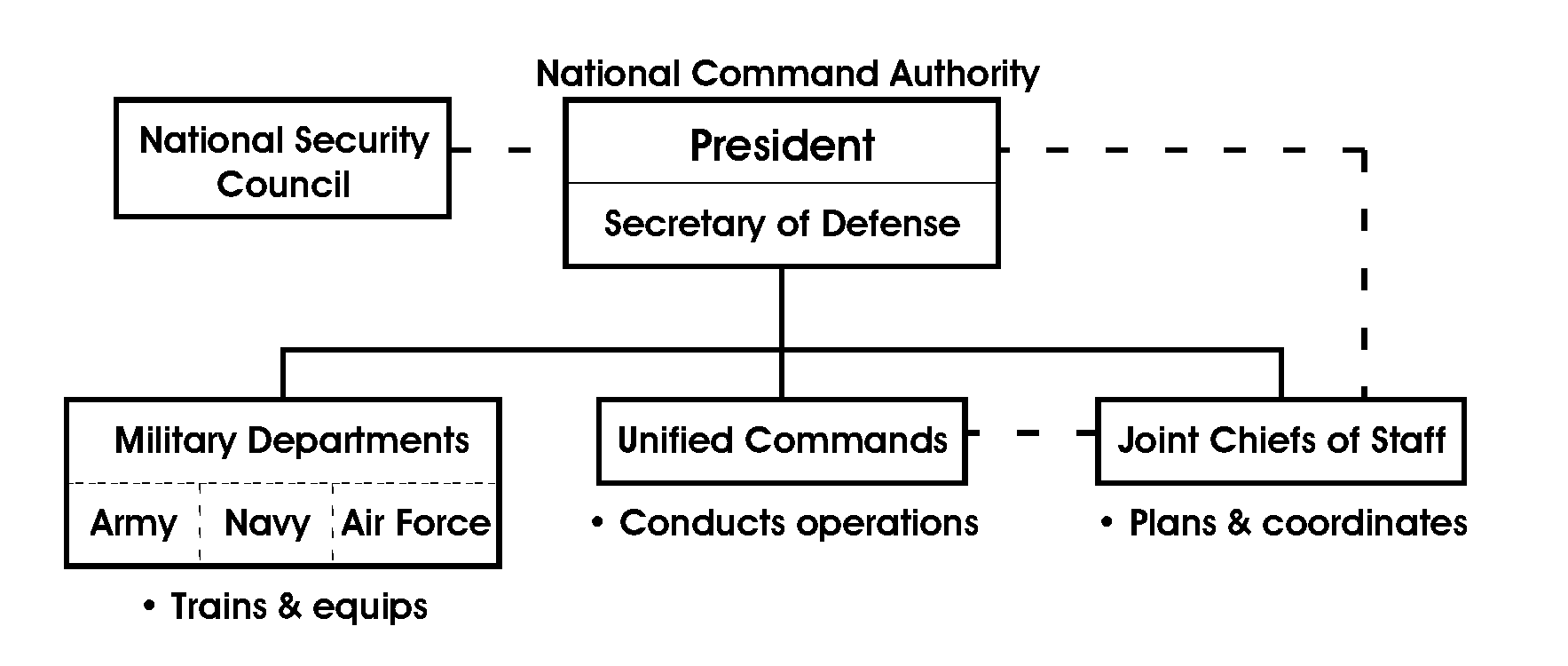
Diagramm: Befehlskette der US-Streitkräfte

Im Folgenden werden die vertikale Führung, das heißt die Befehlskette, in absteigender Reihenfolge, sowie die horizontale Führung, das heißt die ministeriale, die geographische und die funktionale Struktur des US-Militärs erläutert.

### Vertikale Befehlskette

#### Zivile Führung
Gemäß der Verfassung der Vereinigten Staaten ist der Präsident der Oberbefehlshaber der US-Streitkräfte. Der Verteidigungsminister, der selbst über keinerlei Befehlsgewalt über konventionelle Militäreinsätze verfügt, bildet mit ihm zusammen die „National Command Authority“, deren alleinige und ausschließliche Kompetenz der Einsatz von Kernwaffen ist. Der Präsident entscheidet in der Praxis vor allem über den Einsatz von Soldaten, die verteidigungspolitische Ausgestaltung dieses Kommandos übernimmt der Verteidigungsminister, der traditionell keinen gegenwärtigen militärischen Rang innehat.
An der Schnittstelle militärischer Aktionen mit der amerikanischen Diplomatie berät der Nationale Sicherheitsrat den Präsidenten. Dieses Gremium dient des Weiteren der Koordination und Umsetzung der amerikanischen Sicherheitspolitik.
Der Präsident wird in der tagespolitischen Führung der US-Streitkräfte durch den Verteidigungsminister unterstützt. Diesem obliegen die Umsetzung der Anordnungen des Präsidenten und die Führung des US-Verteidigungsministeriums, vor allem in Bezug auf Struktur, Aus- und Weiterbildung, Beschaffungspolitik und die Truppenfürsorge. Ihm selbst unterstehen Ressorts für die einzelnen Streitkräfte.
Sowohl der Präsident als auch der Verteidigungsminister werden in Fragen der Verteidigung und der Nationalen Sicherheit vom Vereinigten Generalstab (Joint Chiefs of Staff) beraten.

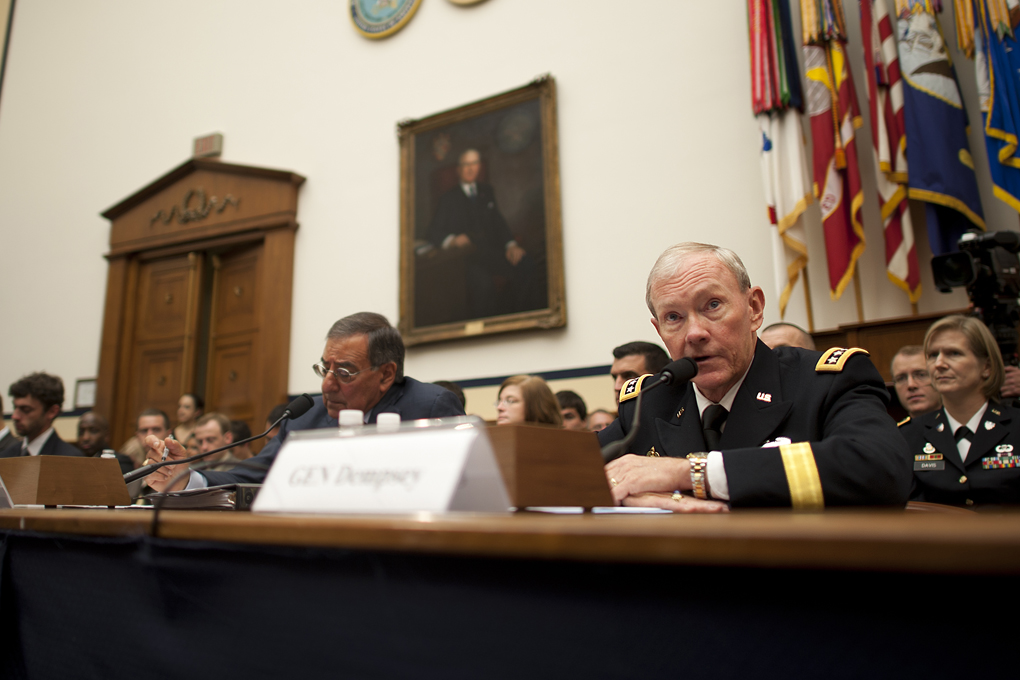
Die damaligen Amtsinhaber: Leon Panetta wurde als CIA-Direktor zum Verteidigungsminister berufen, während Martin E. Dempsey als Stabschef der US-Army zum Generalstabsvorsitzenden ernannt wurde.

#### Militärische Führung
In Übereinstimmung mit dem Goldwater-Nichols Act, der 1986 erlassen wurde und die Organisationsstruktur der gesamten Streitkräfte und des Verteidigungsministeriums nachhaltig veränderte, bilden die vier Befehlshaber der einzelnen Teilstreitkräfte zusammen mit seinem Vorsitzenden und dessen Stellvertreter den Vereinigten Generalstab. Die Befehlskette hingegen verläuft vom Präsidenten über den Verteidigungsminister zu den einzelnen Kommandeuren der Unified Combatant Commands (UCC).
Gegenwärtig bestehen insgesamt neun derartige UCCs: Fünf haben regionale, vier funktionale Aufgabenbereiche. Jede Teilstreitkraft ist dafür verantwortlich, den Befehlshabern dieser Kommanden eine ausreichende Zahl von Truppen für den Einsatz zur Verfügung zu stellen.
Im Groben reicht die Befehlskette weiter absteigend vom Offizierskorps (Officers) über die Unteroffiziere (Non-commissioned officers) zu den Mannschaftsgraden (Enlisted ranks).

#### Generalstab

Abzeichen der Joint Chiefs of Staff

Die fünf Stabschefs der Teilstreitkräfte, der Vorsitzende sowie sein Stellvertreter sowie der Chief of the National Guard Bureau als Vertreter der Nationalgarde bilden den Vereinigten Generalstab der Streitkräfte der Vereinigten Staaten (Joint Chiefs of Staff).
| Posten                                | Rang und Name                     |
| ------------------------------------- | --------------------------------- |
| Vorsitzender der Vereinten Stabschefs | General Mark A. Milley (USA)      |
| Stellvertretender Vorsitzender        | General John E. Hyten (USAF)      |
| Stabschef des Heeres                  | General James C. McConville (USA) |
| Stabschef der Marine                  | Admiral Michael M. Gilday (USN)   |
| Kommandeur des Marine Corps           | General David H. Berger (USMC)    |
| Stabschef der Luftwaffe               | General David L. Goldfein (USAF)  |
| Stabschef der Raumfahrtabteilung      | General John W. Raymond (USSF)    |
| Stabschef des Nationalgardeamts       | General Joseph L. Lengyel (USAF)  |

### Rangstruktur
Die Rangstruktur der Streitkräfte der Vereinigten Staaten ist vollständig in die der NATO integriert. Trotz unterschiedlicher Bezeichnungen ist jeder Rang anhand seiner Soldstufe eindeutig zuzuordnen und mit dem entsprechenden NATO-Rangcode mit anderen Streitkräften vergleichbar.

#### Offiziere
Offizierspatente vergibt der US-Senat nach eingehender Prüfung. Im Gegensatz zu anderen Ländern entscheiden keine anderen Faktoren als Fähigkeiten und erbrachte Leistungen über die Aufnahme in das Offizierskorps. Bei der jährlichen Beförderungsrunde darf die dafür eingesetzte Kommission nach Bedarf jedoch Schwerpunkte auf bestimmte Bereiche legen, in denen dann überproportional viele Soldaten befördert werden.
Die US-Streitkräfte rekrutieren ihre Offiziere aus vielfältigen Quellen. Der meistgenutzte Weg ist der über eine von mehreren dafür eingerichteten Militärakademien, darunter die US Military Academy, die US Naval Academy, sowie die US Air Force Academy. Darüber hinaus besteht für Absolventen eines College die Möglichkeit am Reserve Officer Training Corps-Programm (ROTC) teilzunehmen und nach dem Abschluss in den aktiven Dienst einzutreten. Hierbei ist zwischen der Einweisung als aktiver und als Reserveoffizier zu unterscheiden, daher dauert die Officer Candidate School (zu deutsch etwa: „Offizieranwärterschule“) wesentlich länger als die Kurse des ROTC-Programms. Aus dem ROTC gehen 60 % aller Offiziere der US-Streitkräfte und 75 % aller Offiziere der US Army hervor, diese stellten aber bisher erst zwei der insgesamt 17 Vorsitzenden der Vereinigten Stabschefs (CJCS). Personen, die im zivilen Leben bereits bestimmte Berufe ausüben, können in ihrem Berufsfeld ohne Weiteres zu Offizieren ernannt werden, sind wegen ihrer fachorientierten Ernennung von einem Kommando ausgeschlossen. Dies betrifft zumeist die Verwendungen als Anwalt, Ingenieur oder Arzt. Die Air Force hat prozentual den höchsten Anteil an Offizieren.
Eine Feldbeförderung, battlefield commission genannt, ist vergleichsweise selten. Über eine solche Beförderung müssen sich mehrere Offiziere einig sein.
Regelungen zur Generalität
Das Dienstrecht der Streitkräfte (US Code Title 10 Section 525 und 526) limitiert die absolute Anzahl von aktiven Offizieren im Dienstgrad Lieutenant General und General. Insgesamt ist die Anzahl der Generale auf 302 Offiziere für die US Army, 216 für die US Navy, 279 für die US Air Force, 80 für das US Marine Corps, sowie zwei für den United States Public Health Service (Assistant Secretary for Health und den Surgeon General of the United States) begrenzt. Für die Army, Navy und Air Force gilt dabei, dass nicht mehr als 16,3 Prozent der aktiven Generalität höherrangig als ein Major General sein und nicht mehr als 25 % den Dienstgrad General führen dürfen. Dies entspricht elf Generälen für das Heer, acht Admirälen für die Marine, zehn Generälen für die Air Force und drei Generälen für die Marineinfanterie.
Viele dieser Vier-Sterne-Ränge sind dabei für bestimmte Posten reserviert. So sind in der Army und in der Air Force jeweils der Chief of Staff und der Vice Chief of Staff Generale, in der Marine sind der Chief of Naval Operations und der Vice Chief of Naval Operations jeweils Admirale. Im Marine Corps tragen der Commandant of the Marine Corps und der Assistant Commandant den Dienstgrad eines Generals. Zudem sind der Commandant of the Coast Guard und der Assistant Secretary for Health ein Admiral.
Das Gesetz lässt jedoch zahlreiche Ausnahmen zu. So fallen Offiziere, die als Vorsitzende des Generalstabs oder als deren Stellvertreter dienen, aus der Prozentregelung für ihre Teilstreitkraft heraus. Zusätzlich gesondert behandelt werden die Offiziere, die in teilstreitkräfteübergreifenden Positionen dienen. So fallen die Unified Combatant Commanders und der Kommandierende General der US-Streitkräfte in Korea aus der Begrenzung für Generäle heraus, zählen jedoch für die Prozentregelung für Generalleutnants. Außerdem kann der Präsident die Begrenzungen für einzelne Teilstreitkräfte verändern, wenn er bei einer anderen Teilstreitkraft jene Änderungen kompensiert. Schlussendlich hat der Präsident auch die Möglichkeit, die genannten Begrenzungen in Kriegszeiten oder in Zeiten des nationalen Notstandes zu ignorieren.
Ruhestandsregelungen
Offiziere müssen entweder nach fünf Jahren im Dienstgrad General/Admiral oder nach 40 Dienstjahren in den Ruhestand gehen, je nachdem, was später zutrifft. Zudem kann die Dienstzeit vom Präsidenten um fünf Jahre, bis maximal zum 62. Lebensjahr des Offiziers verlängert werden. Alle Offiziere müssen im Monat nach ihrem 62. Geburtstag in den Ruhestand gehen, jedoch kann der Präsident bis zu zehn eigentlich pensionsfähige Offiziere bis zu ihrem 64. Geburtstag im Dienst belassen.
Da die Dienstgrade „Lieutenant General“ und „General“ nur temporär vergeben werden, muss der Offizier einen angemessenen Posten bekleiden. Tut er dies nicht, muss er innerhalb von 60 Tagen in den Ruhestand gehen oder er wird in einen niedrigeren Dienstgrad überführt. Wenn die Regierung einen Offizier für eine Position vorgesehen hat, die noch nicht frei ist, muss sie ihn auf einem angemessenen Posten „parken“. Zu diesen Posten gehören zum Beispiel für Lieutenant Generals, die zur Beförderung zum General vorgesehen sind der Direktor des Joint Staff, sowie die Direktoren J-3 und J-5 des Joint Staff. Für spätere Verwendungen „geparkte“ Generäle werden als Vizegeneralstabschef ihrer Teilstreitkraft oder als Kommandierender General des US Southern Command eingesetzt. Einige kurzzeitige Ernennungen weg von diesem Posten deuten dabei an, dass das Southern Command ein häufig genutzter Dienstweg in diesem Verfahren zu sein scheint. (Wesley Clark, nach 12 Monaten zum Supreme Allied Commander Europe (SACEUR) ernannt; Peter Pace, nach 12 Monaten zum Vice Chairman of the Joint Chiefs of Staff; Bantz J. Craddock, nach 20 Monaten zum SACEUR ernannt).

#### Warrant Officer
Bis auf die Air Force, in der es diese Laufbahn nicht gibt, sind in den US-Streitkräften Warrant Officer mit dem Erreichen des Dienstgrads Chief Warrant Officer technisch gesehen Offiziere, bilden jedoch eine eigene Laufbahn. Sie werden, genauso wie Offiziere, durch den US-Präsidenten vereidigt. Sie erhalten ähnliche Privilegien und Verantwortung wie die Offiziere. Jedoch sind sie Spezialisten ihres Aufgabenbereichs und können in Kampfeinsätzen, im Gegensatz zu Offizieren, keine Truppen befehligen, sondern üben nur Befehlsgewalt in ihrem Spezialgebiet aus. Sie sind mit Offizieren des militärfachlichen Dienstes der Bundeswehr zu vergleichen.

#### Unteroffiziere
Unterhalb des Offizierskorps wird im englischen Sprachraum zunächst nicht differenziert und alle Ränge als enlisted zusammengefasst. Jedoch wird ab einem bestimmten Dienstgrad nicht mehr von enlisted personnel, sondern von den non-commissioned officers (NCO, deutsch: „Offizier ohne Patent“) gesprochen.
Nach ihrer Verpflichtung durchlaufen die Rekruten ihre Grundausbildung, gefolgt von der technischen Spezialausbildung, die die Rekruten in einem Pendant zur deutschen Spezialisierung auf einen Dienstposten in einer Dienstposten- oder Lehrgangsausbildung weiterbildet.
In der Frage der Unteroffiziere, den non-commissioned officers, weichen die Teilstreitkräfte voneinander ab. Army und Marine Corps klassifizieren im Gegensatz zu den anderen Streitkräften bereits den Rang des Korporal als Unteroffiziersdienstgrad. Die Petty-Officer-Dienstgrade 3. bis 1. Klasse der Navy und der Coast Guard reichen in den Bereich der Feldwebel (Staff/Senior Non-commissioned officer) hinein.

### Horizontale Führungsstruktur

#### Wehrressorts
Unterhalb der Ministerialebene ist das Verteidigungsministerium geteilt. Eine Vielzahl von Behörden verfügt über spezielle Kompetenzen wie den Satellitenbau für die militärische Aufklärung oder für die Aufbau des geplanten Raketenabwehrsystems der Vereinigten Staaten. Für die Kommandostruktur relevant sind jedoch allein drei streitkräftespezifische Ressorts, die von Zivilisten geführt werden. Bis zu ihrer Subordination unter ein neues Hauptquartier im Zuge der Reform der US-Sicherheitspolitik 1947 genossen die Teilstreitkräfteressorts Kabinettsrang. Seither sind die Secretaries dieser Ressorts wie ein deutscher Staatssekretär einzustufen, und nicht, wie ihre amerikanische Amtsbezeichnung sonst suggerieren könnte, als Minister.
Das Department of the Army ist das für das Heer zuständige Ressort. Der Secretary of the Army (offizielle Abkürzung: SECARM) hat die Aufgabe, seine Vorgesetzten wie auch die Öffentlichkeit über heeresspezifische Fähigkeiten und Anforderungen zu unterrichten. Ihm beratend zur Seite steht der ranghöchste Offizier des Heeres, der Chief of Staff of the Army. Derzeitiger Amtsinhaber ist Pete Geren.
Eine Besonderheit bildet das Department of the Navy, dessen Staatssekretär (Secretary of the Navy) zusätzlich zu seinem Navyverantwortungsbereich noch der des Marine Corps organisatorisch zugeordnet ist. Im Falle einer Präsidentenverfügung, die die Küstenwache zur Kriegsstreitkraft erhebt, wird ihm ebenfalls die Verantwortung über diese zugeschlagen. Der Secretary of the Navy (abgekürzt: SECNAV) überblickt die Organisation, Ausbildung, Ausstattung und die (De)mobilisierung der ihm zugeteilten Streitkräfte. Auch bei der Ausarbeitung neuer Doktrinen und Richtlinien wirkt er mit. Derzeitiger Amtsinhaber ist Ray Mabus.
Der dritte Staatssekretär ist der Secretary of the Air Force (SECAF) im Department of the Air Force. Auch ihm ist die alltägliche Verwaltung seiner Streitkraft zugewiesen. Aktueller SECAF ist Michael B. Donley.

#### Regionale Kommandos

Areas of responsibility:
Regionalkommandobereiche der US-Streitkräfte

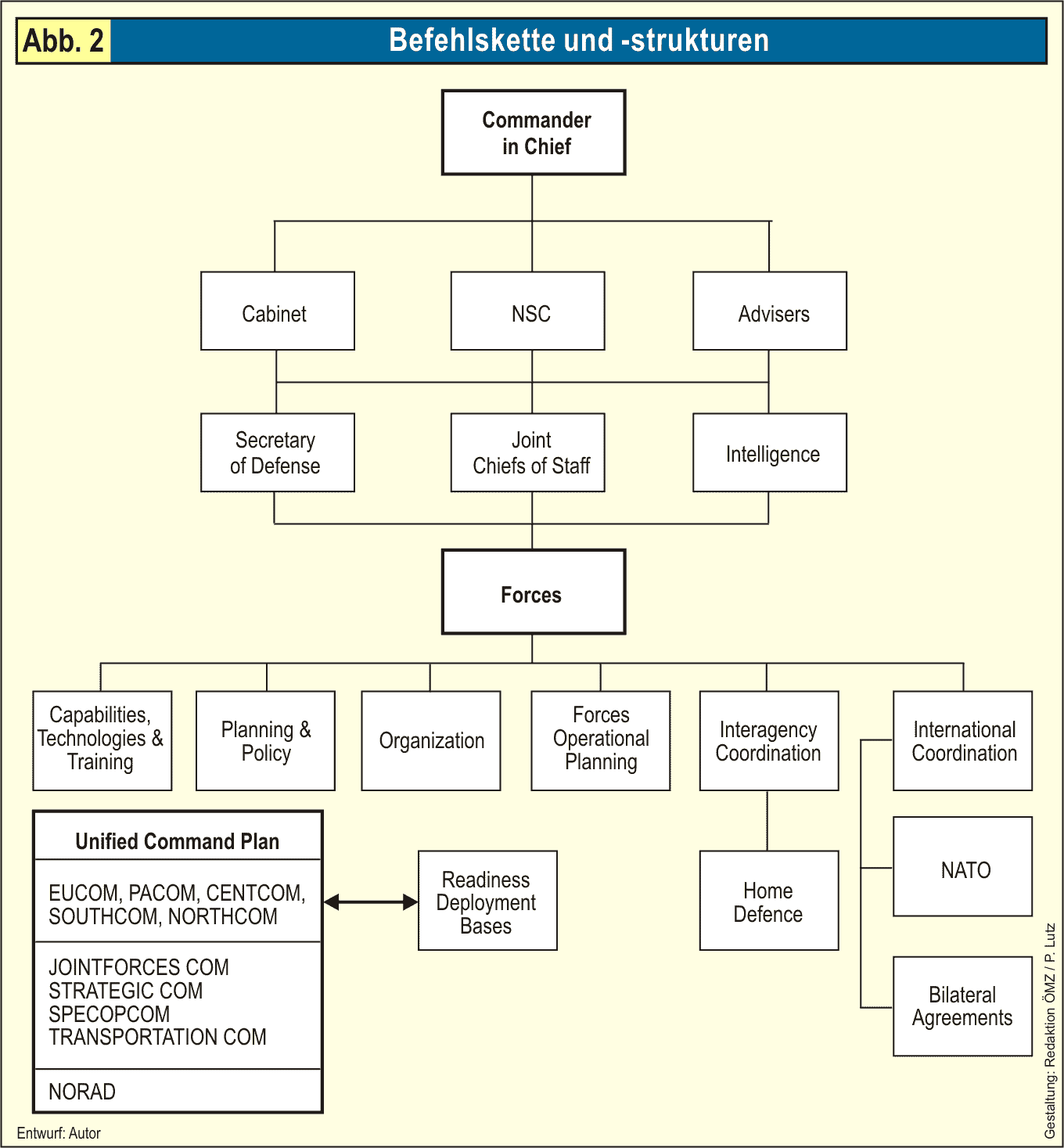
Sicherheitspolitische Kommandokette der USA

Um dem Anspruch aller amerikanischen Teilstreitkräfte gerecht zu werden, „jederzeit und überall“ einsatzbereit zu sein, der sich aus ihrer herausragenden militärischen Stärke entwickelte, existiert eine geografische Einteilung in sechs Regionalkommandos, so genannte Unified Combatant Commands (UCC), die überall auf der Welt in ihrem Zuständigkeitsbereich agieren und von denen die meisten in Übersee stationiert sind. Ihnen sind die Regionalkommanden der einzelnen Teilstreitkräfte untergeordnet, die sich immer am selben Standort befinden. So sind dem USCENTCOM z. B. ARCENT (Army Forces Central Command), CENTAF (Central Command Air Forces), MARCENT (Marine Forces Central Command), NAVCENT (Naval Forces Central Command) und SOCCENT (Special Operations Command Central) unterstellt.
Die Namensgebung der UCCs kann für Außenstehende irreführend sein, denn die hinter den Akronymen zu vermutende befohlene Region entspricht nicht genau der genannten geographischen Region. Die territoriale Einteilung wurde stark nach Verfügbarkeit von Truppen für einen Krisenfall und nach Logistikgesichtspunkten gewählt.
Das derzeit aktivste und daher in Medien stark vertretene Regionalkommando ist das United States Central Command (USCENTCOM). Es steuert sowohl die Operationen im Irak wie in Afghanistan. Das Kommandogebiet von CENTCOM reicht von Ägypten bis Pakistan und in Nord-Süd-Ausdehnung von Kasachstan bis Äthiopien und umfasst somit auch den Nahen Osten. Eine vorgeschobene Kommandobasis für das CENTCOM wurde nach dem 11. September 2001 in der Nähe Dohas in Katar, eingerichtet, während sich das Hauptquartier weiterhin auf der MacDill Air Force Base bei Tampa in Florida befindet.
Das United States Northern Command (USNORTHCOM) hat seinen Sitz auf der Peterson Air Force Base bei Colorado Springs im Bundesstaat Colorado. Die territoriale Zuständigkeit des NORTHCOM dehnt sich von Alaska, über das es zusammen mit dem Pacific Command verfügt, bis nach Puerto Rico in der nördlichen Karibik aus und umfasst neben dem Staatsgebiet der Vereinigten Staaten noch Kanada und Mexiko. Damit verfügt es über dasselbe Kommandogebiet wie das North American Aerospace Defense Command, einem in amerikanisch-kanadischer Kooperation betriebenes Luftraumverteidigungskommando für Nordamerika. Dieses ist am selben Standort beheimatet wie das NORTHCOM und de facto mit ihm zusammengefasst, da es zudem denselben Kommandeur hat. Derzeit ist NORTHCOM mit der Unterstützung diverser Aufträge des US-Heimatschutzministeriums betraut, beispielsweise den Aufbauarbeiten infolge des Hurrikans Katrina oder der Operation Noble Eagle, die einen breiten Objektschutz zum Inhalt hat.
Das restliche Lateinamerika ist dem United States Southern Command (USSOUTHCOM) unterstellt, das in Miami (Florida) aufgestellt wurde, nachdem es zuvor in Panama beheimatet war. Hauptaufgabe des Kommandos ist die Koordinierung des Kampfes gegen die Drogen.
Über eins der größten zu überwachenden Territorien verfügt das United States European Command (USEUCOM), welches sich in Nord-Süd-Richtung von Spitzbergen bis zur afrikanischen Küste und in West-Ost-Richtung von Grönland bis zur Beringstraße erstreckt. Hierbei bleiben der Nahe Osten sowie weite Teile Asiens ausgespart. Sitz des Kommandos sind die Patch Barracks in Stuttgart-Vaihingen.
Am 6. Februar 2007 gab US-Präsident George W. Bush bekannt, dass ein weiteres Regionalkommando, das United States Africa Command, für den afrikanischen Kontinent aufgestellt und im Jahr 2008 seine volle Operationsfähigkeit erreicht haben werde. Dies geschehe in Abstimmung mit zahlreichen afrikanischen Regierungen und werde die militärische, aber auch die entwicklungspolitische Hilfe seitens der Vereinigten Staaten stärker zur Geltung bringen. Im Oktober 2008 erreichte das AFRICOM schließlich seine volle Einsatzfähigkeit.
Das United States Indo-Pacific Command (USINDOPACOM) ist bei Honolulu auf Hawaii stationiert. Von dort aus erstreckt sich das Kontrollgebiet des Pazifikkommandos bis nach China und Indien und überblickt neben Ozeanien die Antarktis, im Westen reicht sein Kontrollgebiet bis nach Madagaskar.

#### Funktionale Kommandos
Neben den regional definierten Kommandos gibt es drei Kommandos mit funktional definierten Aufgabenbereichen, die ebenfalls als Unified Combatant Commands bezeichnet werden.

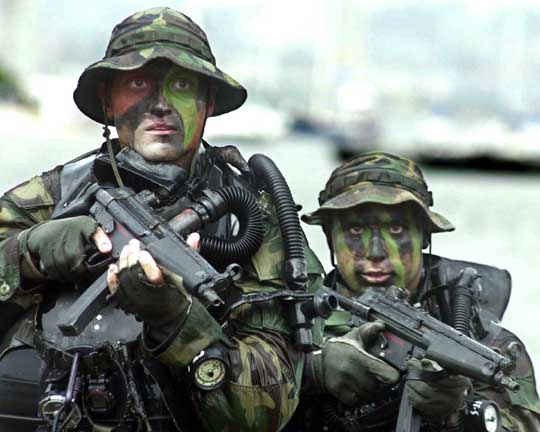
Die US Navy SEALs sind neben der Delta Force die bekannteste dem Special Operations Command unterstellte Einheit.

Emblem des USSTRATCOM

Das US Special Operations Command (USSOCOM) wurde 1987 entsprechend dem Nunn-Cohen Amendment, einer Ergänzung des Goldwater Nichols-Gesetzes aufgestellt. Das Verteidigungsministerium wurde dadurch zur Bereitstellung eines eigenen Etats für das SOCOM gezwungen. Durch diese Unabhängigkeit von den zuständigen Teilstreitkräften wurden die Spezialeinsatzkräfte de facto zu einer eigenen Teilstreitkraft. Auslöser für diese Maßnahme waren die negativen Erfahrungen eines übersteigerten Konkurrenzdenkens zwischen den Spezialeinheiten der einzelnen Teilstreitkräfte, das ein koordiniertes, auf den strategischen Gesamterfolg ausgerichtetes Vorgehen während der amerikanischen Landung in Grenada 1983 erschwerte. Das SOCOM ist zuständig für die Ausbildung, Ausrüstung und Bereitstellung sämtlicher Spezialeinsatzkräfte aller Teilstreitkräfte, um sie bei Anforderung den Regionalkommandanten zur Verfügung zu stellen. Gleichzeitig fungiert es aber nicht nur als Funktionalkommando, sondern führt auch eigene Verbände weltweit, zum Beispiel im Rahmen der Terrorismusbekämpfung. Damit ist es das derzeit einzige Verbundkommando, das Truppen ausbildet, versorgt und ausrüstet und trotzdem auch selbst in Einsätzen führt (partiell).
Die Bedeutung einer reibungslos ablaufenden Logistik wird in der Existenz eines Logistikkommandos deutlich. Das US Transportation Command (USTRANSCOM) überwacht Kapazitäten, Engpässe und Bedürfnisse über die gesamte Bandbreite des Einsatzspektrums hinweg. Auch diese Aufgabe wurde der Obhut einer zentralen Koordinationsstelle übergeben, als das Militär zum Ende des Kalten Krieges hin eine immer stärker verzweigte globale Präsenz aufwies und die Streitkräfte nicht mehr in der Lage waren, die Logistik effizient zu verwalten.
Mit der Verwaltung und Überwachung der strategischen Kapazitäten der Vereinigten Staaten (der Atomstreitkräfte und der Weltraumeinheiten) ist das US Strategic Command (USSTRATCOM) beauftragt. Darüber hinaus koordiniert es die Geheimdienste und die Raketenabwehr.
Das ehemalige US Joint Forces Command (USJFCOM) bewertete und erprobte militärische Wandlungsprozesse und Veränderungen, zum Beispiel die Auswirkungen neuer Waffen, Taktiken und Führungsstrukturen und gab dementsprechende Empfehlungen ab. Das USJFCOM hatte, obwohl originär ein Funktionalkommando, dennoch daneben regionale Kompetenzen, da es aus dem früheren US Atlantic Command entstand. Am 9. August 2010 kündigte US-Verteidigungsminister Robert Gates an, dass das JFCOM aufgrund von Sparzwängen innerhalb eines Jahres aufgelöst und die Aufgaben an den Joint Staff abgegeben werden sollen. Zum 31. August 2011 wurde es offiziell aufgelöst.
Alle regionalen und funktionalen Kommanden werden untereinander und mit dem Pentagon durch ein global vernetztes Kommunikationssystem verbunden, dem sogenannten Global Information Grid.

## Ausrüstung

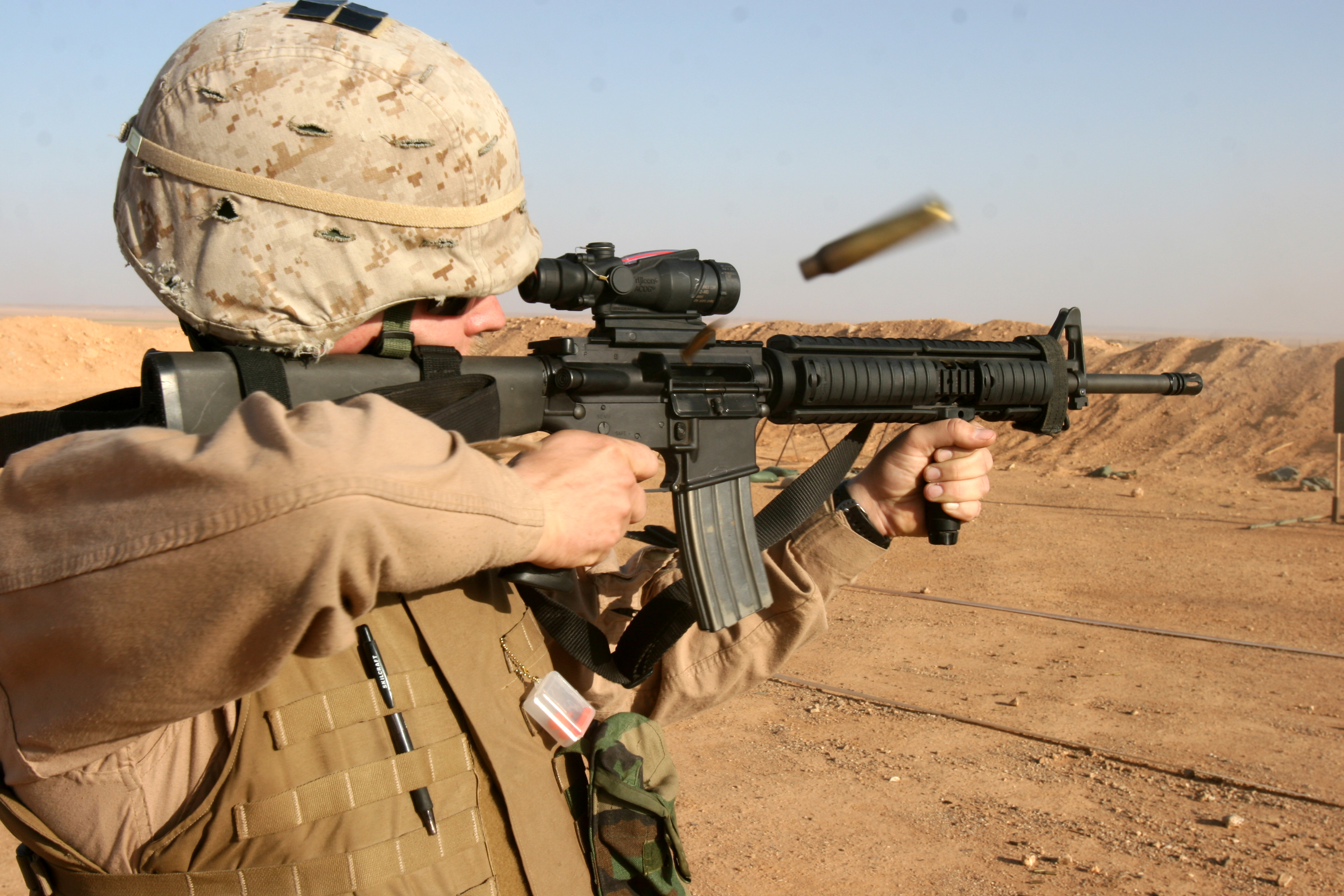
Das M16 ist das Standard-Sturmgewehr der US-Streitkräfte, hier in der Ausführung M16A4.

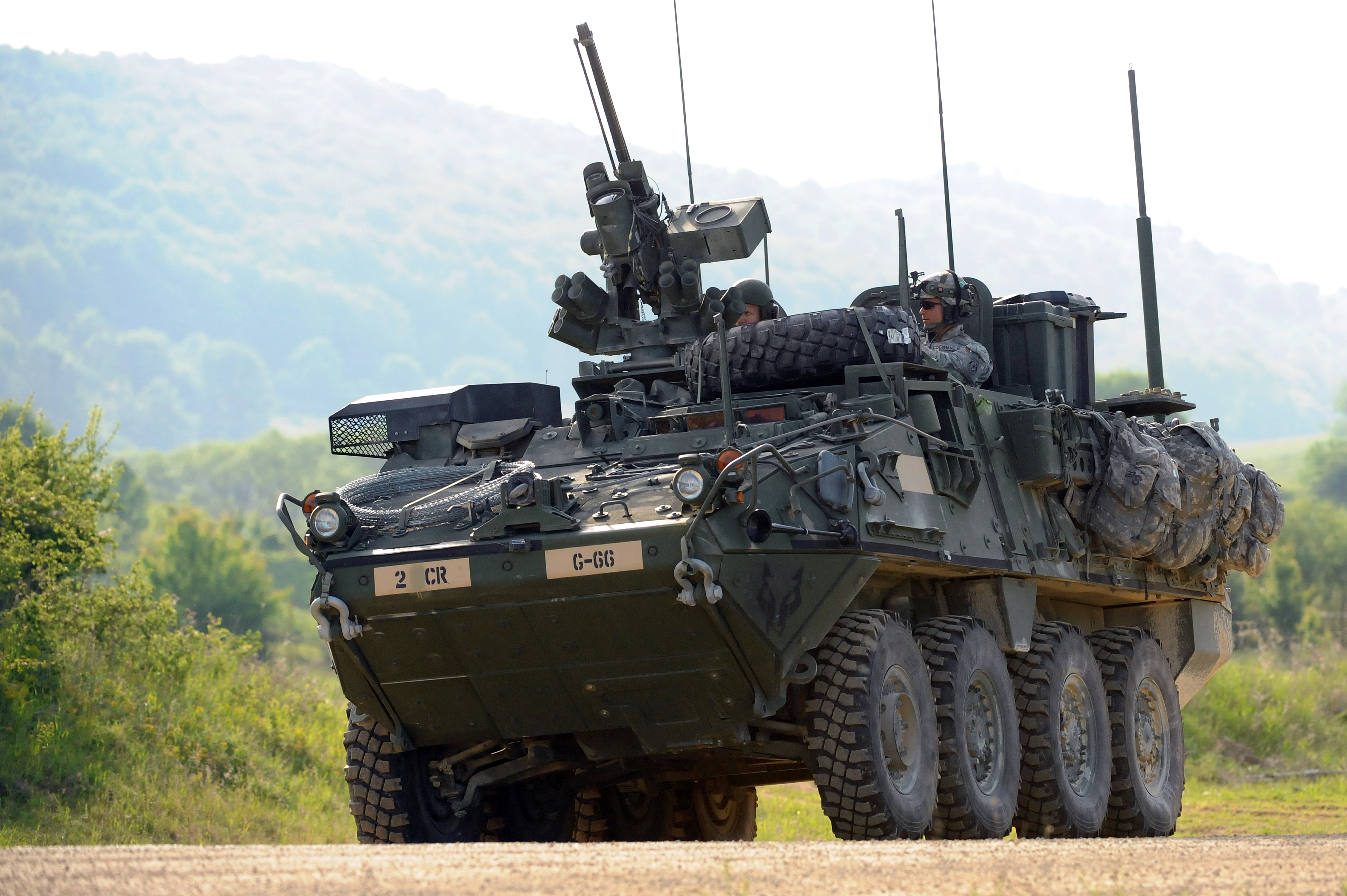
Die Einführung des Stryker wird wegen diverser Mängel häufig kritisiert.

Die Beschaffungspolitik der Regierung steht im Vergleich zu anderen Nationen stärker im Fokus öffentlicher Aufmerksamkeit und löst häufiger Diskussionen und Skandale aus. Bei den Neubeschaffungen von Großgeräten, die im Zentrum stehen, verhandeln die zuständigen Stellen der Streitkräfte mit dem Präsidenten, dem Verteidigungsminister sowie mit dem Kongress intensiv um deren Finanzierung.
Standard-Sturmgewehr der US-Streitkräfte ist das M16 der vierten Generation. Seit 2007 verfügen alle Streitkräfte über Tarnkleidung in digitalen Tarnmustern. Die beiden zu Lande agierenden Streitkräfte Heer und Marineinfanterie verfügen weitgehend über die gleichen gepanzerten Fahrzeugtypen. Ähnliches gilt für die Flugzeugeinheiten, deren Fluggerät von der Standardversion an die Bedürfnisse der Streitkraft angepasst ist.
Seit der strategischen Neuorientierung nach dem 11. September 2001 herrschen zwei Debatten um die fortschreitende Technisierung des Militärs vor. Die erste Debatte setzt sich mit der Notwendigkeit auseinander, an Zukunftstechnologien zu forschen, wie die Bush-Regierung es hat ausführen lassen. Kritiker des immensen Forschungsetats im Verteidigungsbudget bezweifeln diese Notwendigkeit oder beklagen den zu geringen Grenznutzen der breit gefächerten Forschung. Sie verlangen vielmehr eine zügigere Umsetzung bestehender Waffenkäufe und eine Erhöhung der Mannstärke. Die zweite Auseinandersetzung unter Offizieren, Verteidigungsexperten und Publizisten dreht sich um die Frage, in welcher Absicht die Rüstung betrieben werden soll. Einige von ihnen befürchten, dass die Rüstung hin zu kleineren und beweglichen Verbänden, die den Kampf gegen den Terror ausfechten sollen, fehlgeleitet ist, und befürworten eine Verteidigungspolitik, die sich gegen aufkommende staatliche Konkurrenten der Vereinigten Staaten wappnet, vor allem die Volksrepublik China. Die Vertreter der Gegenseite argumentieren, dass diese Denkweise die aktuell vorherrschende militärische Situation nicht würdige, und befürchten, dass China gerade auf eine in die Zukunft gerichtete Rüstung reagieren könnte.
Traditionell bekommt militärisches Gerät einen Populärnamen, unter dem es besser der Öffentlichkeit präsentiert werden kann. Diese sind von anerkennenden oder spöttischen Namen zu unterscheiden, die die Truppe oft auswählt. Die Populärnamen werden zur Huldigung bestimmter Momente, Gruppen oder Personen der amerikanischen Geschichte vergeben. Hubschrauber werden meist nach Indianerstämmen, Schiffe nach Präsidenten, Kriegshelden oder Schlachtorten benannt.

### Individuelle Ausrüstung der Soldaten

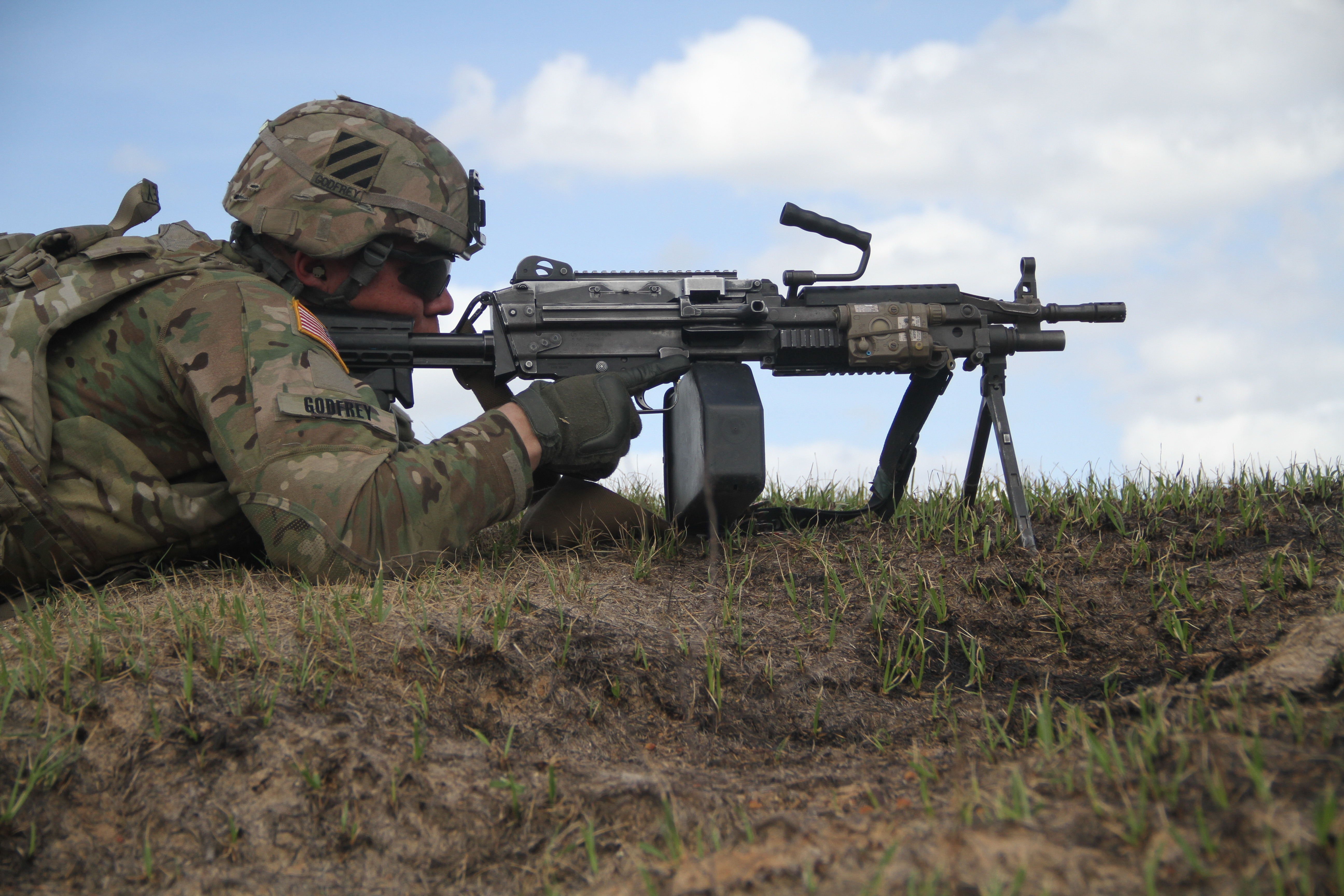
US-Soldat mit einem M249 während einer Übung

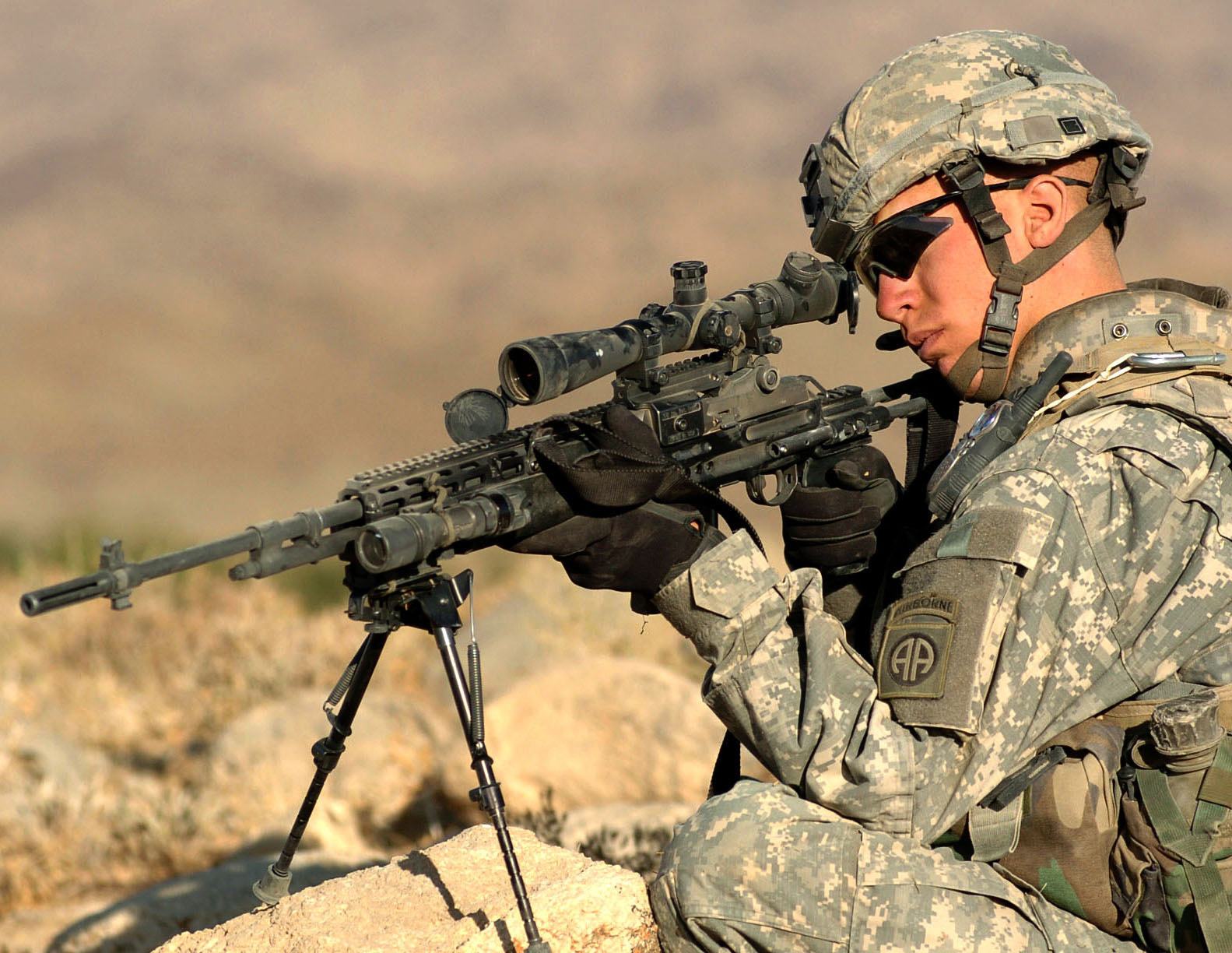
Ein Soldat der 82nd Airborne Division mit einem M14 in Afghanistan im Jahr 2008

Neben dem M16, für das nach knapp 40 Jahren im Dienst derzeit ein Nachfolger gesucht wird, verfügen die Soldaten der Vereinigten Staaten über eine große Vielfalt an Infanteriewaffen. Vielfach verwenden Mannschaften in beengten Umgebungen wie Land- und Luftfahrzeugen sowie im Häuserkampf die Kurzversion des M16, das M4. Beide Versionen können mit unterschiedlichen Zusätzen wie Nachtsicht- und Wärmebildmodulen am Zielfernrohr ausgestattet werden. Ebenso wird der Granatwerfer M203 am Gewehrlauf befestigt. Die meistverwendete Pistole der US-Streitkräfte ist seit Ende der 1980er Jahre die M9, die sich bei der Truppe jedoch nur langsam gegen ihre Vorgängerin M1911 durchsetzen konnte. Ab 2017 wird sie nach und nach durch das Modell M17 ersetzt.
Waffenspezialisten wie Maschinengewehr- und Scharfschützen verfügen über mehrere Bewaffnungsmöglichkeiten, abhängig von Einsatztyp und Schussweite. Diese beinhalten die Maschinengewehre M240, M249 Squad Automatic Weapon und M60-Maschinengewehr sowie die Scharfschützengewehre M24, M107 und trotz seines Alters das M14. Dieses wird als Designated Marksman Rifle eingesetzt und soll einzelnen Infanterieeinheiten die Möglichkeit geben, Feindeinheiten auch über große Distanzen bekämpfen zu können. Als Schrotflinte händigen die Streitkräfte die Mossberg 590 und die M1014 aus. Von den vielfältigen Handgranaten-Versionen sind die Handgranate M67 sowie die Rauchgranate M18 am stärksten verbreitet.
Mitglieder von Spezialeinheiten haben darüber hinaus neben dem normalen Beschaffungssystem Zugriff auf andere Waffen, effektiv gibt es hierbei keine Beschränkungen. Die Waffen werden hier nach den persönlichen Vorlieben der Soldaten ausgewählt. Vor allem bei geheimen Einsätzen hinter feindlichen Linien ist dies auch von großer Wichtigkeit, um bei feindlichen Truppen Verwirrung zu stiften und nicht als US-Einheiten identifiziert zu werden.
Vor allem die kostenintensive Ausstattung jedes einzelnen Soldaten macht neben der Ausbildung die militärische Dominanz der Vereinigten Staaten aus. So verfügt jeder Soldat im Kampfeinsatz über ein GPS-Navigationsgerät. Zurzeit befindet sich ein Projekt namens Future Force Warrior (FFW, bei der Bundeswehr „Infanterist der Zukunft“) in der Entwicklung, das mehrere technische Apparate, beispielsweise individuelle Kommunikationsfunktionen, einen multimedialen Helm oder lenkbare Geschosse, am Infanteristen zusammenfasst. Diese Hochrüstung des einzelnen Soldaten ist in ein strategisch-ganzheitliches Konzept namens Future Combat Systems eingebunden, welches alle Landsysteme umfasst.
Im Jahr 2002 gaben die US-Streitkräfte $28.000 im Vergleich zum europäischen Durchschnitt von US$ 7.000 für Forschung und Entwicklung pro Soldat aus.
Uniform

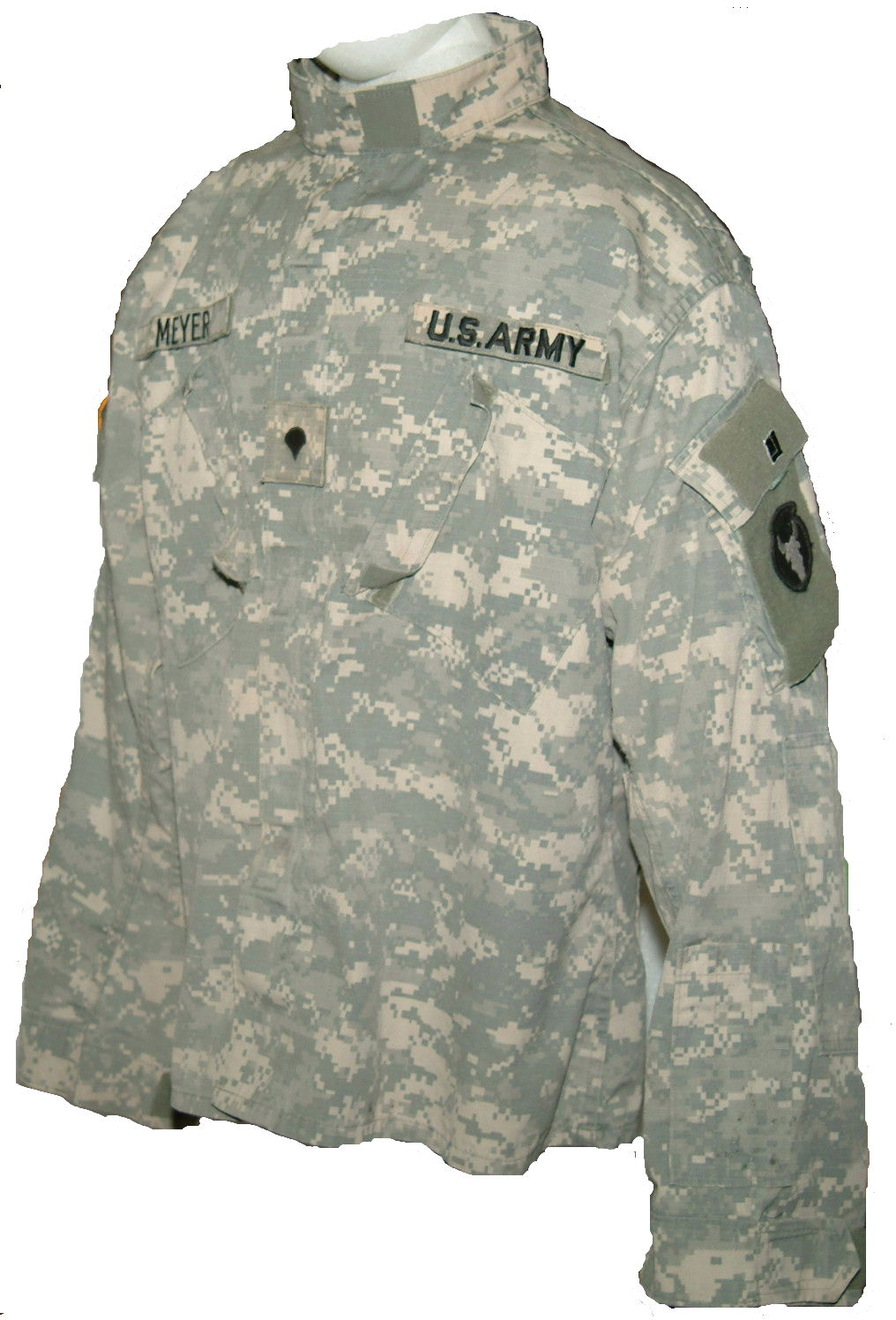
Feldjacke, in digitalem Tarnmuster gehalten

Alle Teilstreitkräfte erhalten derzeit Feld-/Dienstuniformen, die alle ein teilstreitkräfteübergreifendes Entwicklungsprogramm durchlaufen haben, und basieren auf dem Prinzip des gepixelten Tarnmusters. Beim Heer löste die Army Combat Uniform (ACU) die Battle Dress Uniform (BDU) ab. Während der Entwicklung der Marines-Uniform MARPAT gab hinsichtlich patentrechtlicher Bestimmungen mit den kanadischen Streitkräften Auseinandersetzungen darüber, ob die amerikanische Version ein Plagiat der kanadischen sei. Anlass war die frappierende Ähnlichkeit der beiden Feldanzüge, wobei Kanada bereits 1995 mit der Entwicklung begonnen hatte. Das United States Marine Corps gab später zu, gewisse Anleihen bei den kanadischen Verbündeten gemacht zu haben.
Bis 2011 will die Air Force die Airman Battle Uniform (ABU) eingeführt haben. Auch die Navy, führt ab 2008 neue Uniformen ein, sowohl für Personal an Deck, wie auch die Tarnuniform Naval Work Uniform (NWU).
Über die Felduniformen hinaus erhalten alle Soldaten eine Dienstuniform, die außerhalb des Kampfeinsatzes getragen wird, sowie eine Ausgehuniform.
Barette
Das Tragen von Baretten entwickelte sich bei den US-Streitkräften ab ihrer ersten Verwendung im Zweiten Weltkrieg anhand des Vorbilds der britischen Kameraden zu einer unkontrollierten Mode. Die Marines verwarfen einen Testlauf zu Beginn der 1950er Jahre und haben bis dato das Tragen eines Baretts nicht autorisiert, während die Navy bei ihren traditionellen Kappen verbleibt. Seit den siebziger Jahren ist Verbindungsoffizieren der Air Force das Tragen von Baretts gestattet. Mit dieser Form der militärischen Kopfbedeckung tat sich vor allem die Army schwer. In den Siebzigern untersagte der skeptische Stab des Heeres allen konventionellen Verbänden das Tragen eines Baretts. Daher galten sie als ein Privileg der Green Berets und der Fallschirmjäger. Der Beschluss vom 14. Juni 2001, für alle regulären Angehörigen der Army ein schwarzes Barett mit ihrem Einheitenabzeichen einzuführen, löste bei den Spezialeinheiten Widerstand aus, die sich als entehrt ansahen. Das Verteidigungsministerium verwarf diese Haltung als Standesdünkel und beschleunigte die Einführung, um die Debatte zu beenden. Darüber hinaus stellte es die Spezialeinheiten als „Kalte Krieger“ dar und erhob das „Barett für alle“ zum Symbol für Transformation und Modernität der Streitkräfte.

### Gepanzerte Fahrzeuge

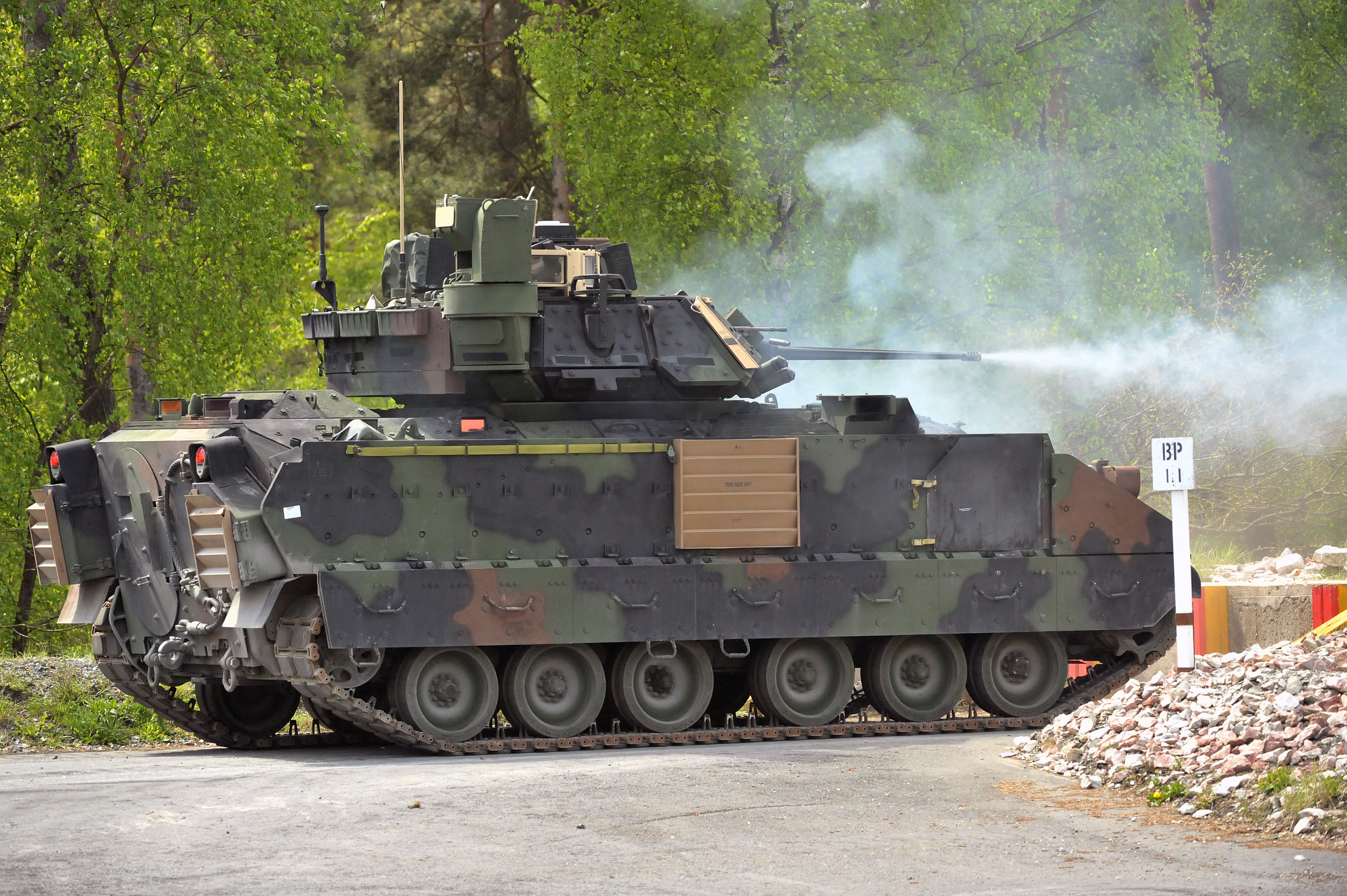
Der Schützenpanzer der US-Streitkräfte, der M2 Bradley

In Bezug auf die gepanzerten Fahrzeuge sind die Streitkräfte der Vereinigten Staaten stark durch den Kalten Krieg geprägt. Knapp 8000 schwere Abrams-Kampfpanzer bilden sowohl bei Army als auch beim Marine Corps das Rückgrat der Panzerbrigaden, die Ursprungsbeschaffung des relativ schweren Bradley-Schützenpanzers ist noch nicht abgeschlossen und wird durch den veralteten M113 ergänzt. Allerdings haben sich die Panzerspezifikationen des Kalten Krieges als problematisch für den Krieg gegen den Terror herausgestellt: Aufgrund des hohen Gewichts schwerer Panzerfahrzeuge ist deren Mobilität, insbesondere die Luftverlegbarkeit, stark eingeschränkt – so passen in das schwerste Transportflugzeug der Luftwaffe, die C-5, zurzeit höchstens zwei Abrams, während die üblichen taktischen Transporter vom Typ C-130 nicht einmal das Gewicht des Bradley aufnehmen können. Weiterhin wurden bis zum April 2005 trotz geringer Personenschäden im Irak 80 Abrams so schwer beschädigt, dass die Reparatur in den Vereinigten Staaten stattfinden musste. Dabei nutzten die irakischen Rebellen vor allem den Umstand aus, dass Panzer in Erwartung ihrer ähnlich gepanzerten und bewaffneten Gegenüber vor allem an der Frontseite geschützt sind, während an den anderen Abschnitten Zugeständnisse an das Gesamtgewicht gemacht wurden. Insgesamt verfügen die Vereinigten Staaten über 29.920 gepanzerte Fahrzeuge und 5.178 Artilleriegeschütze.

### Luftfahrzeuge

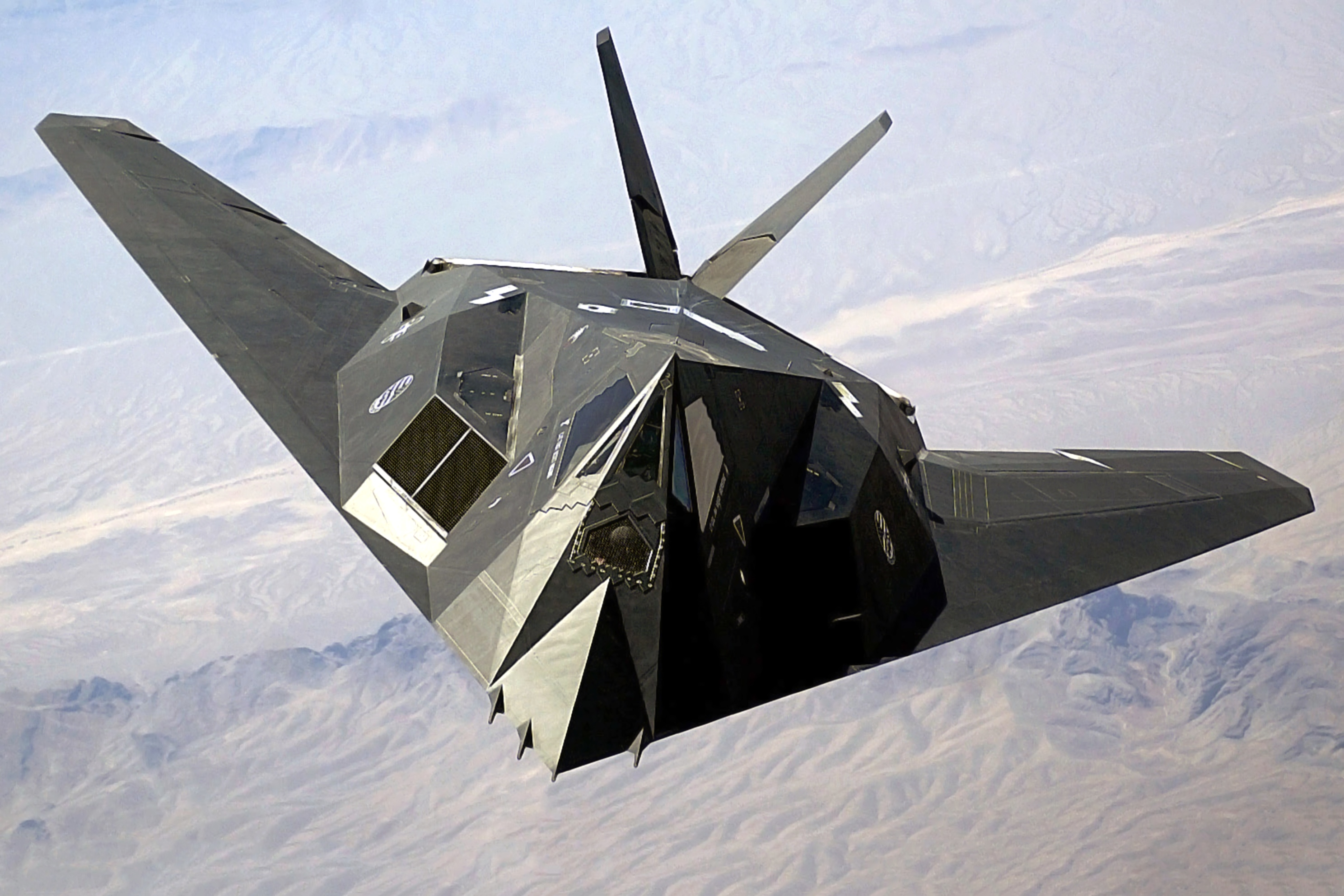
F-117 Nighthawk der US-Luftwaffe

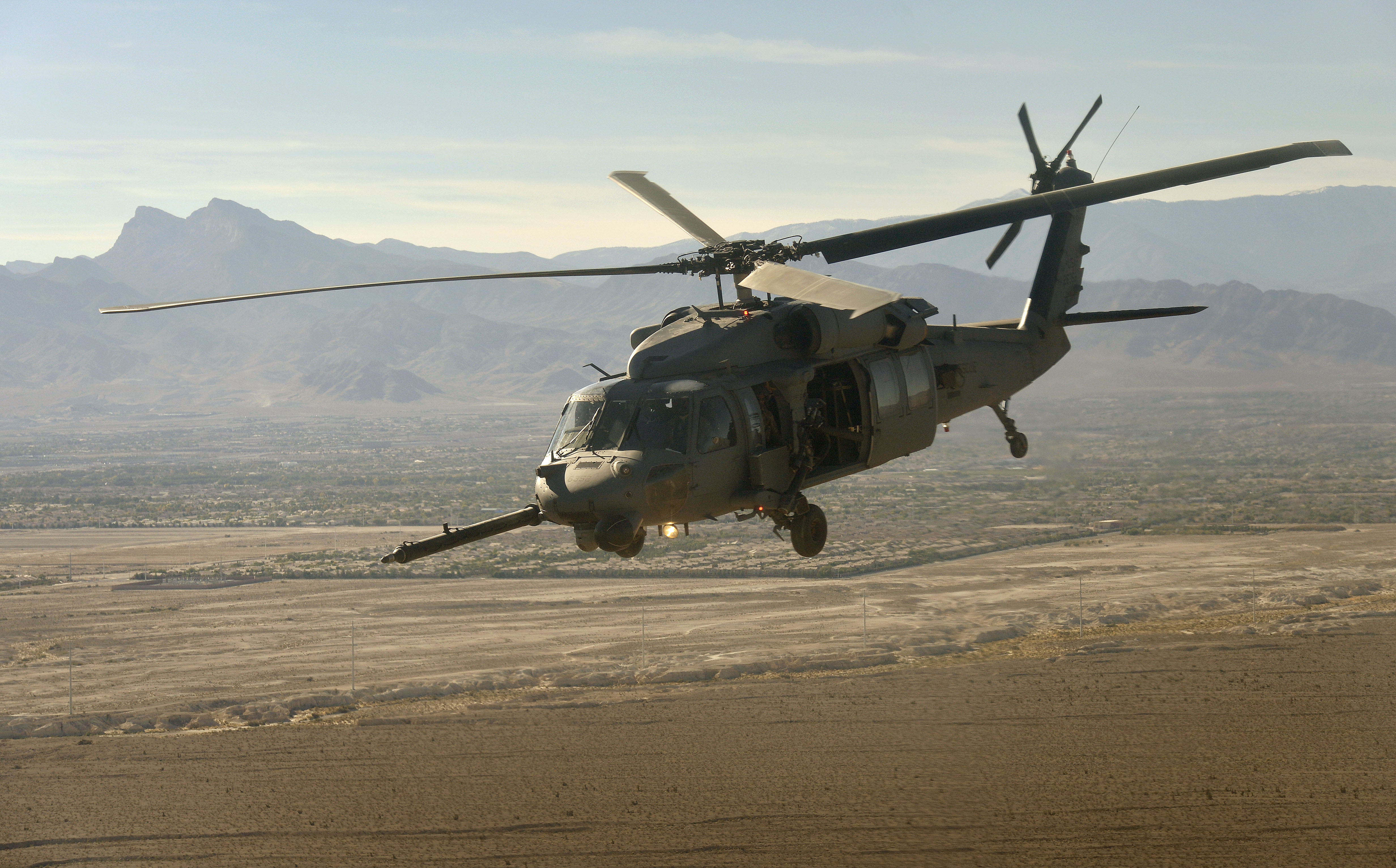
Der Blackhawk-Helikopter

Die US-Streitkräfte operieren mit einer weltweit einzigartigen Bandbreite an Fluggeräten, um ihre strategisch essentielle Luftüberlegenheit zu wahren. Aufgrund bestimmter historischer Entwicklungen ist die Fliegerei in den Streitkräften jedoch nicht allein in der Luftwaffe konzentriert: Da die Air Force im Zweiten Weltkrieg eine zunehmend eigenständige Entwicklung verzeichnete, sollte sie nicht mehr als Heeresfliegerei der Army unterstellt bleiben. Zu diesem Zeitpunkt war die militärische Nutzung von Hubschraubern nicht abzusehen, da in der Key-West-Vereinbarung, die das Verhältnis und die Trennung zwischen den beiden Streitkräften regelte, stets von „Starrflügelflugzeugen“ die Rede war. So ist es heute insbesondere die Army, die eine Vielzahl von Aufklärungs- und Kampfhubschraubern in eigenen Korps unterhält. Diese sind vor allem der OH-58 Kiowa beziehungsweise der AH-64 Apache. Wichtigster Transport- und Multifunktionshubschrauber in teilweise sehr unterschiedlichen Ausführungen ist der UH-60 Black Hawk. Über den älteren Angriffshubschrauber AH-1 Cobra verfügt seit 2005 nur noch die Reserve. Seit Jahrzehnten als Schwerlasttransporter ist der CH-47 Chinook im Dienst.
Über die erwähnten Starrflügelflugzeuge verfügen heute Air Force, Navy und Marine Corps. Im Kalten Krieg bauten amerikanische Rüstungskonzerne Kampfflugzeuge mit bestimmten Einsatzprofilen, die dann den Anforderungen und Sonderwünschen der Teilstreitkräfte angepasst wurden. Von diesen wurden die F-Reihen bekannt, die überwiegend noch heute im Dienst sind, so etwa F-15 Eagle, F-16 Fighting Falcon und F/A-18 Hornet. Über Langstrecken- und Stealth-, also auf dem Radar meist unentdeckbare Flugzeuge, verfügt nur die Air Force mit den Modellen B-1 Lancer und B-2 Spirit sowie die nicht mehr im aktiven Dienst stehende F-117 Nighthawk. Überwachungsdienste leistet vor allem das AWACS, die Logistik bestreiten vor allem die C-5 Galaxy und die C-130 Hercules. Zusammengenommen verfügt das Militär der Vereinigten Staaten über 18.169 Luftfahrzeuge und 35.324 Flugkörper.

### Schiffe

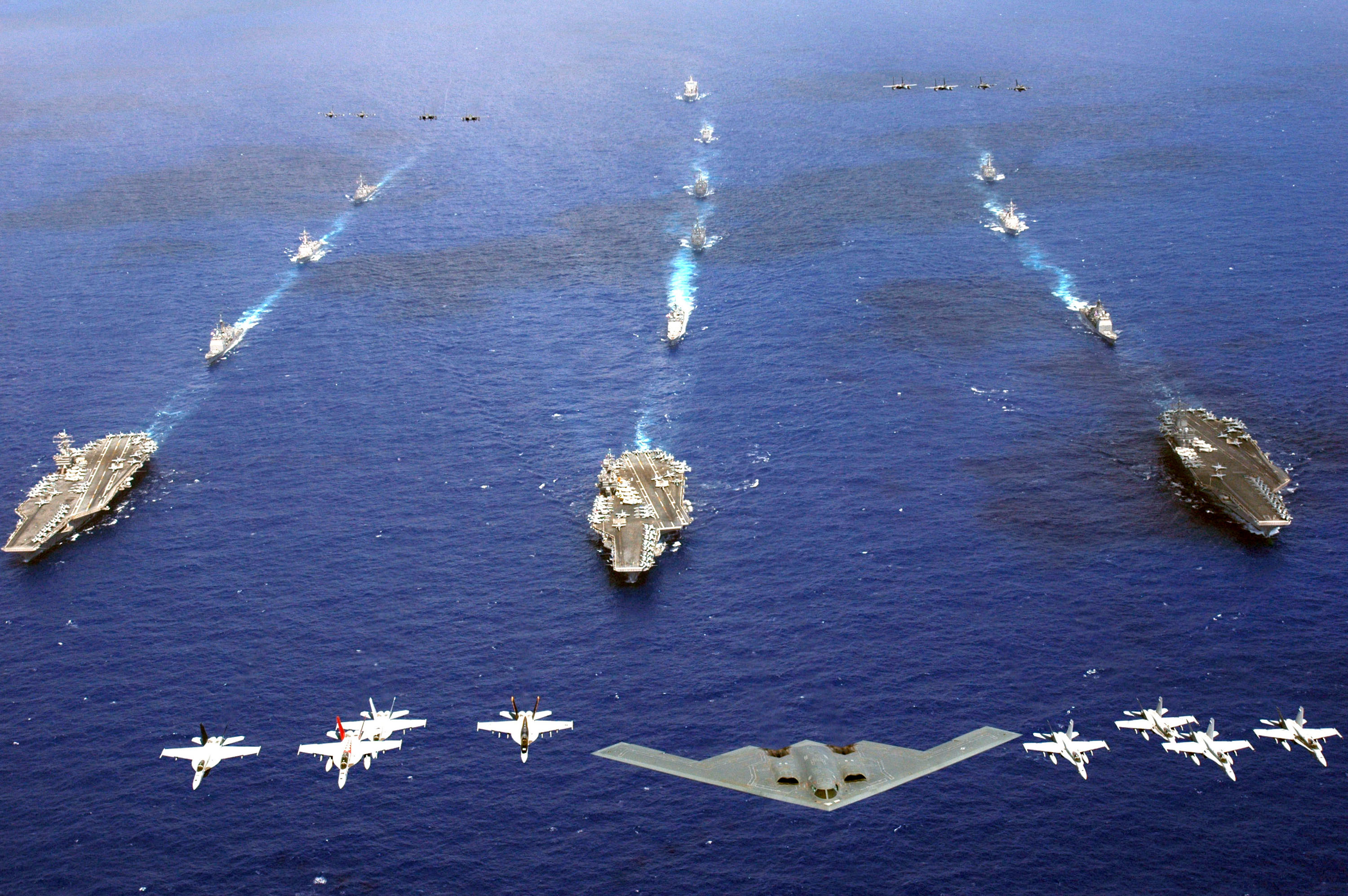
Eine Flugzeugformation überfliegt drei Trägergruppen während der Übung Valiant Shield 2006.

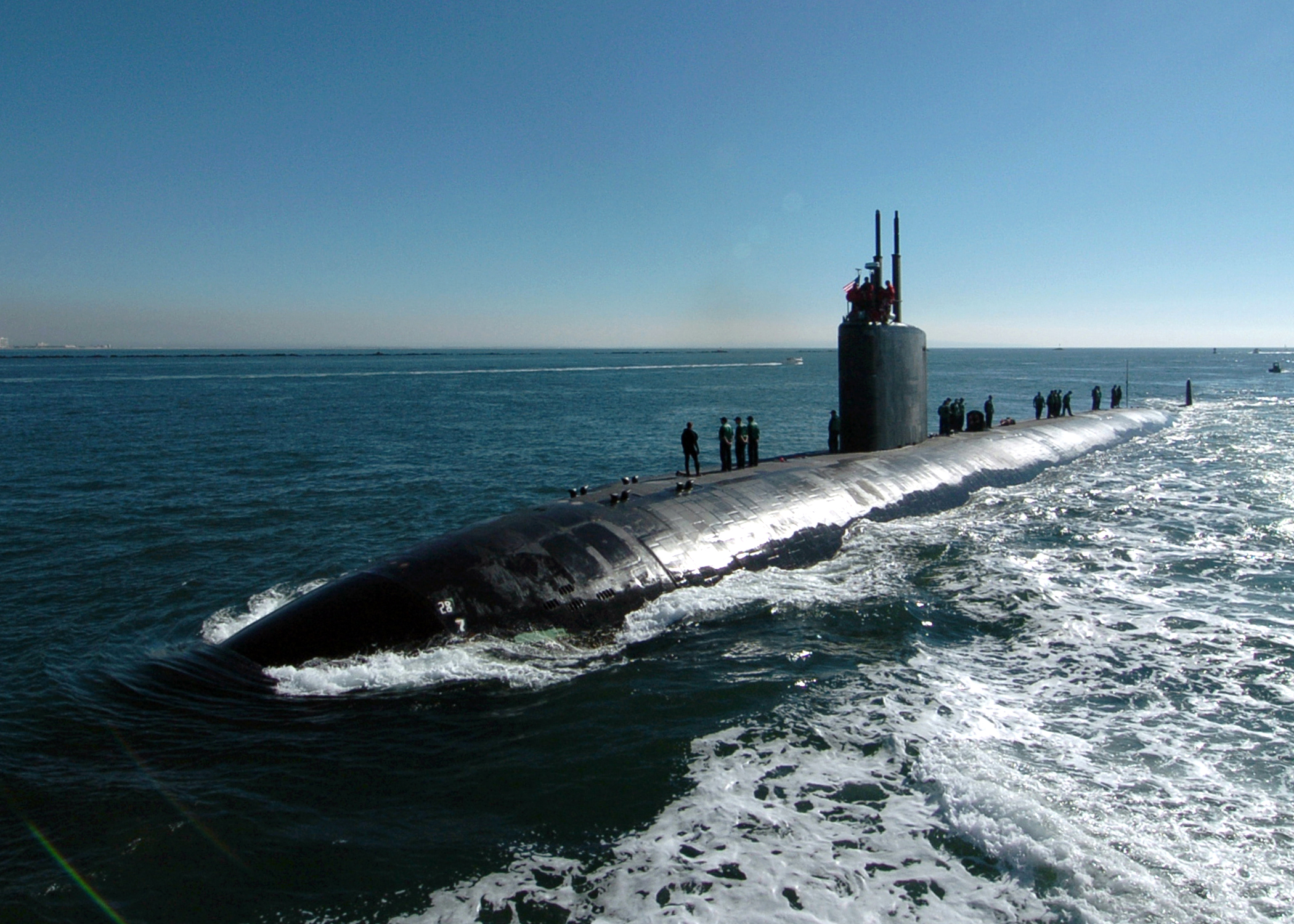
Ein Atom-U-Boot der Los-Angeles-Klasse im Jahr 2004

Insgesamt verfügt die Navy über 289 Schiffe unterschiedlicher Typen. Die zehn Flugzeugträger bilden Verbände, die als Carrier battle group bezeichnet werden. Ein solcher Verband besteht neben dem Flugzeugträger als dessen Kernstück aus einem Lenkwaffenkreuzer, zwei Lenkwaffenzerstörern, einer Fregatte, ein bis zwei Jagd-U-Booten sowie einem Versorgungsschiff. Die Alternative zu einer solchen Flugzeugträgerkampfgruppe ist die Expeditionary Strike Group, die neben den Eskorten aus amphibischen Angriffsschiffen und Docklandungsschiffen besteht.
Heute besitzt die Navy von jeder Gattung im Wesentlichen eine Klasse, die den Großteil dieses Typs stellt, bei den Flugzeugträgern ist dies die Nimitz-Klasse. Die modernsten Einheiten für die amphibische Kriegführung sind die Typen Wasp und San Antonio. Zerstörer sind überwiegend vom Typ Arleigh Burke und werden durch die Zumwalt-Klasse ergänzt. Kreuzer sind ausschließlich in der Ticonderoga-Klasse vorhanden. Fregatten sind seit der Außerdienststellung der Oliver-Hazard-Perry-Klasse im Jahre 2015 nicht mehr vorhanden. Die Jagd-U-Boote gehören überwiegend der Los-Angeles-Klasse an, strategische Raketen-U-Boote finden sich in der Ohio-Klasse wieder.
Die Hauptkomponenten der Marine-Streitmacht für die kommenden Jahrzehnte sind derzeit im Bau oder in der Entwicklung. Als neue Klasse Flugzeugträger wird die Gerald-R.-Ford-Klasse eingeführt werden, für amphibische Kriegführung ist die America-Klasse eingeplant. Die nächsten Zerstörer werden zur Zumwalt-Klasse gehören, Fregatten werden durch kleinere und wendigere Littoral Combat Ships der Klassen Freedom und Independence ersetzt. Weniger fortgeschritten ist die Planung der Kreuzer; mit CG(X) gibt es dort lediglich vage Planungen. Ganz anders bei den Jagd-U-Booten, wo von der Virginia-Klasse bereits drei Einheiten aktiv sind.
Die Navy verfügt über insgesamt 1866 Schiffseinheiten.

### Ausblick

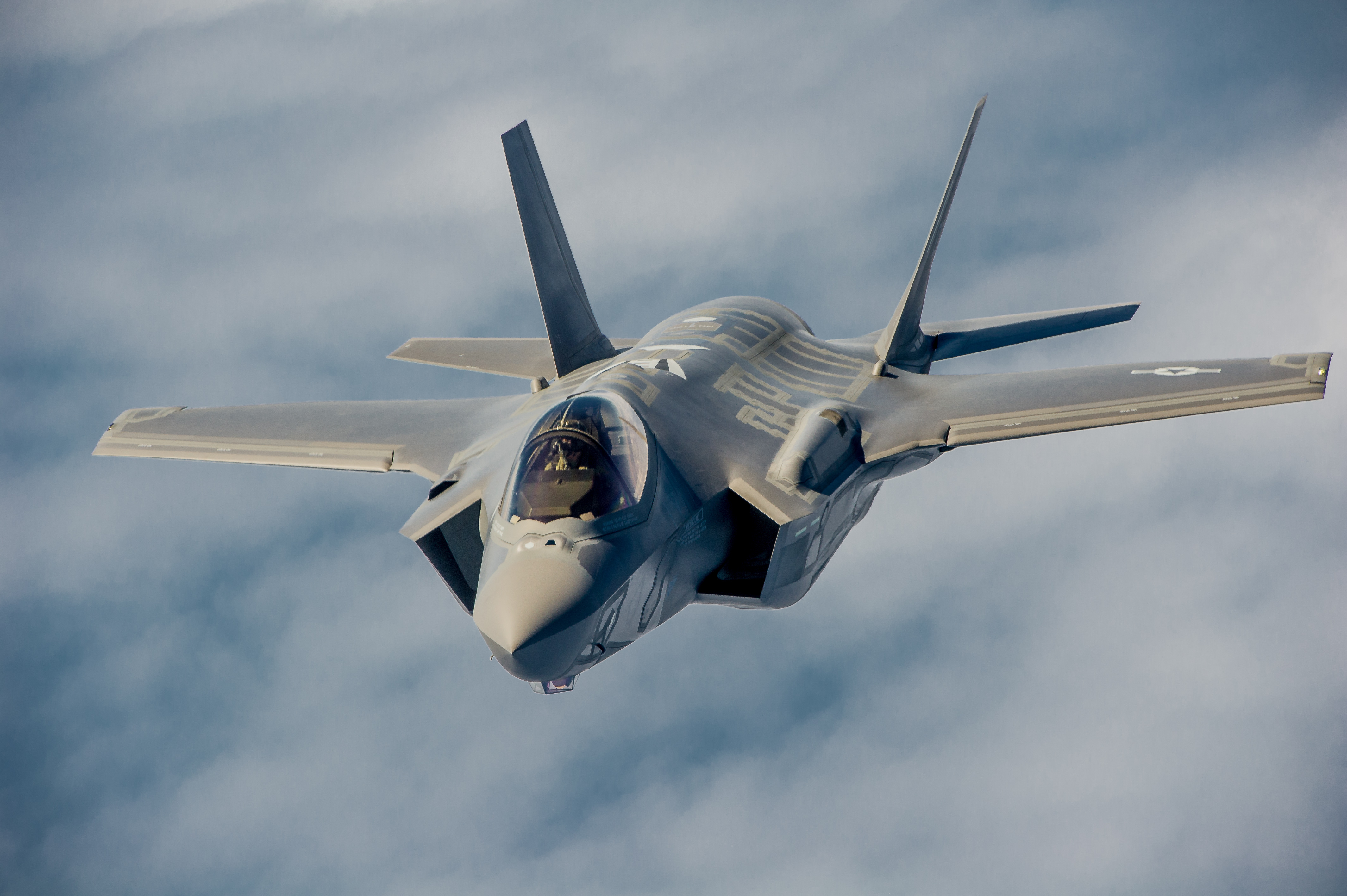
Die F-35 Lightning II ist eines der modernsten Kampfflugzeuge überhaupt.

Zurzeit (2007) erproben mehrere Firmen im Auftrag der infanteristisch geprägten Streitkräfte Army und Marine Corps Technologien und Geräte, welche die Dominanz des US-Militärs zu Lande auf lange Sicht verfestigen könnten, trotz des Herannahens aufstrebender Konkurrenten wie China oder Russland. Diese werden in einem einzigen Programm, dem Future Combat Systems koordiniert. Grundkonzept dieses aufwendigen Projekts ist eine Beschleunigung des Kampfgeschehens, zum Beispiel durch beschleunigte Kommunikation und verbesserten Informationsfluss. Darüber hinaus soll eine zunehmende Technisierung auf dem Gebiet der Robotik und der Nanotechnologie stattfinden, um den Kampf von menschlichen Beschränkungen unabhängig zu machen und die Möglichkeiten in der Offensive zu stärken. Kämpfende Kleinroboter könnten zum Beispiel mehrere Monate auf ihren Einsatzbefehl warten. Im Irak und in Afghanistan kommen bereits erste Modelle, hauptsächlich zur Bombenentschärfung zum Einsatz. Im Bereich der Luftaufklärung sind ferngesteuerte Aufklärungsdrohnen bereits weit verbreitet und können inzwischen sogar auch Ziele bekämpfen, so z. B. die MQ-1 Predator. Die oben erwähnten neuen Panzermodelle werden ebenfalls weniger wartungs- und personalintensiv sein. Experten wie das Cato Institute sehen den F-35 Joint Strike Fighter als letztes bemanntes Flugzeug der amerikanischen Militärgeschichte, aber bereits dieses Modell könnte laut Angaben des Herstellers Lockheed Martin ohne Piloten auskommen. Bei der Marine geht die Entwicklung hin zu kleineren Verbänden mit kleineren und wendigeren Schiffen neben den weiter bestehenden großen Trägerkampfgruppen. Das MRAP-System bietet den Soldaten einen besseren Schutz als der HMMWV und soll diesen mittelfristig vollständig ersetzen.

## Stationierungen

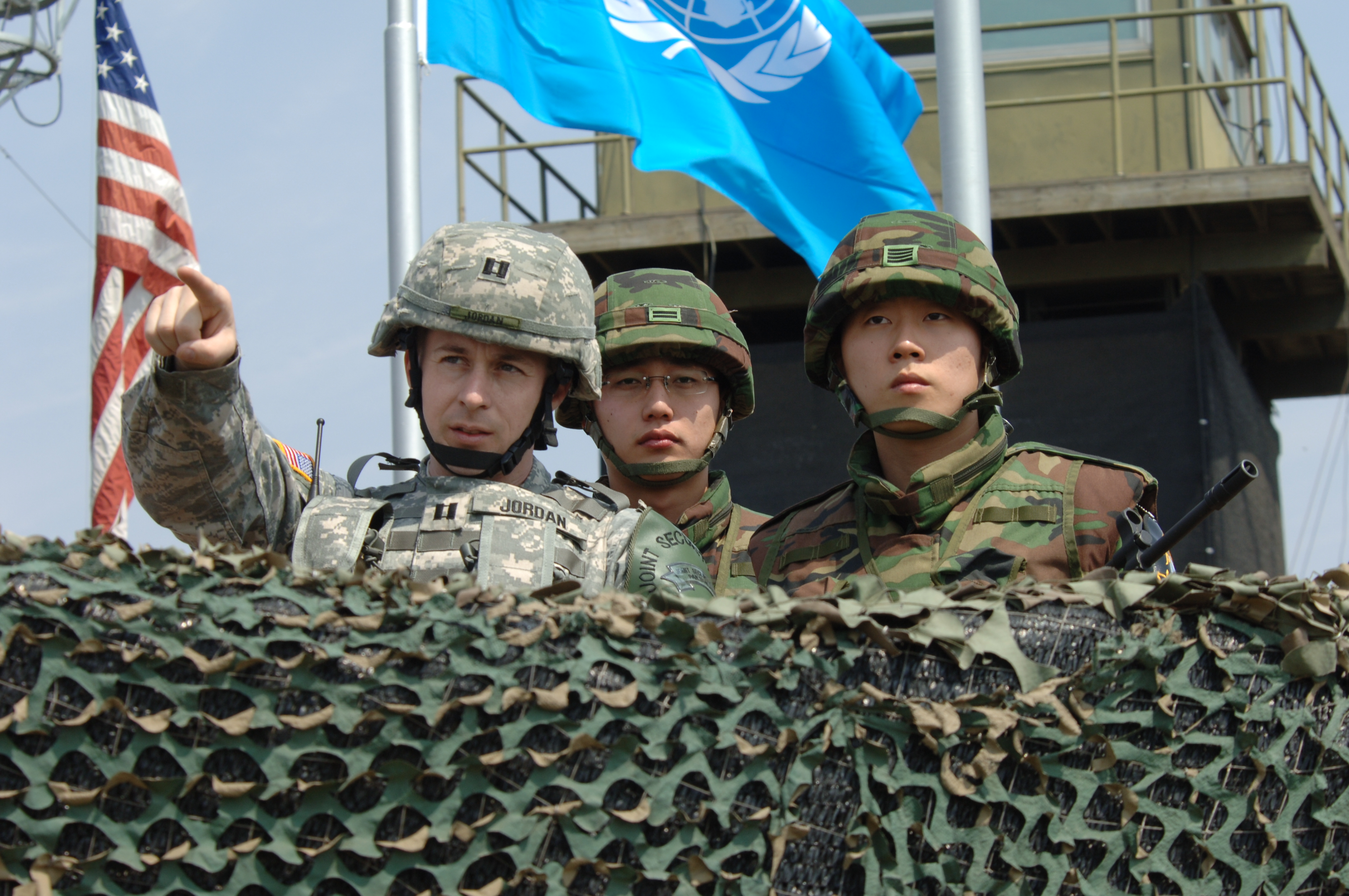
Südkoreanische und amerikanische Soldaten an der Grenze zu Nordkorea

Seit dem Zweiten Weltkrieg hat sich das Ausmaß der Stationierung amerikanischer Truppen stetig gesteigert. Amerikanische Truppen sind auf allen Kontinenten der Welt in über 163 Ländern stationiert. In Zeiten des Kalten Krieges diente dies der Eindämmung möglicher Gefahren durch die Sowjetunion sowie ihrer kommunistischen Partner. Im Gegensatz zur Truppenstärke haben die Auslandseinsätze seit dem Ende des Kalten Krieges zugenommen. Standortschließungen wurden von der Eröffnung neuer Basen aufgefangen oder waren in diesem Sinne strategisch begründet: auf die Schließung und Rationalisierung amerikanischer Basen in Europa, Ostasien und auf dem Territorium der Vereinigten Staaten selbst entstanden neue Basen wie zum Beispiel in Osteuropa, Zentralasien, dem Nahen Osten und Afrika. Von den knapp 1,4 Millionen Mann sind derzeit ungefähr 285.000 ständig im Ausland stationiert. 121.500 Soldaten leisten ihre Dienstrunde (englisch: tour of duty) auf See ab, wo sich Schiffsverbände der Vereinigten Staaten in Alarmbereitschaft befinden. Bis auf etwa 2100 Marines gehören sie der Navy an. Insgesamt beschäftigt das Pentagon knapp 451.000 Soldaten und Zivilisten in Übersee. Größter Stützpunkt ist Norfolk im Bundesstaat Virginia mit ungefähr 78.000 Beschäftigten.

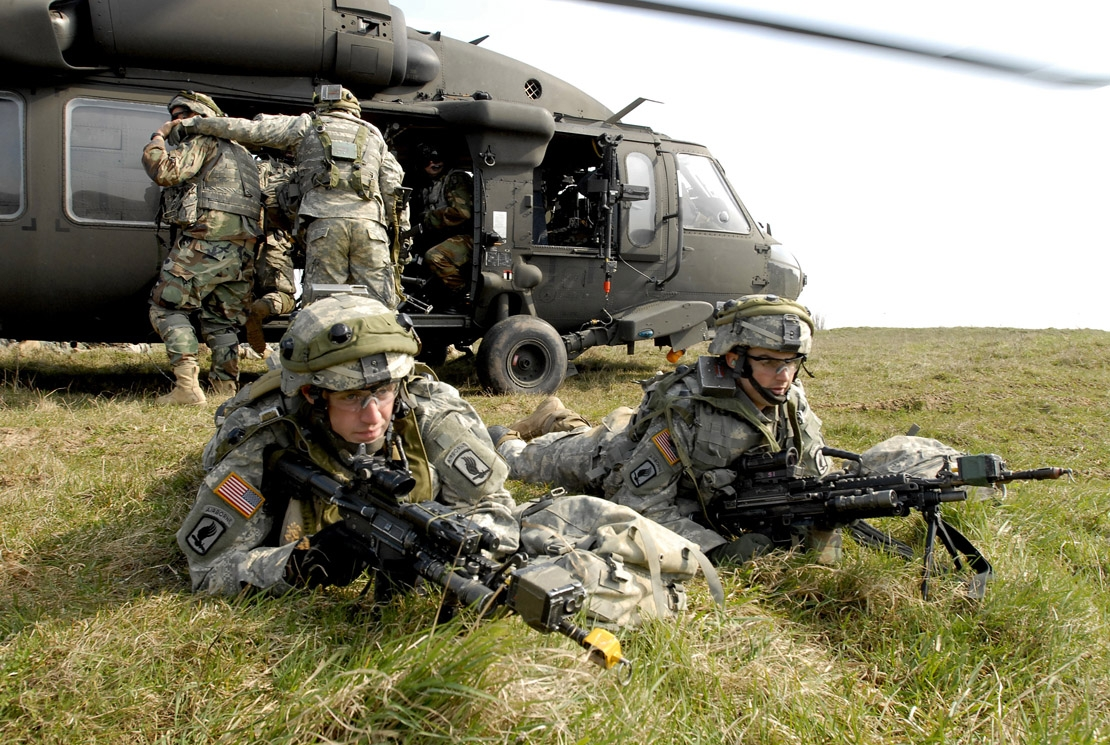
Amerikanische Soldaten auf einem deutschen Truppenübungsplatz

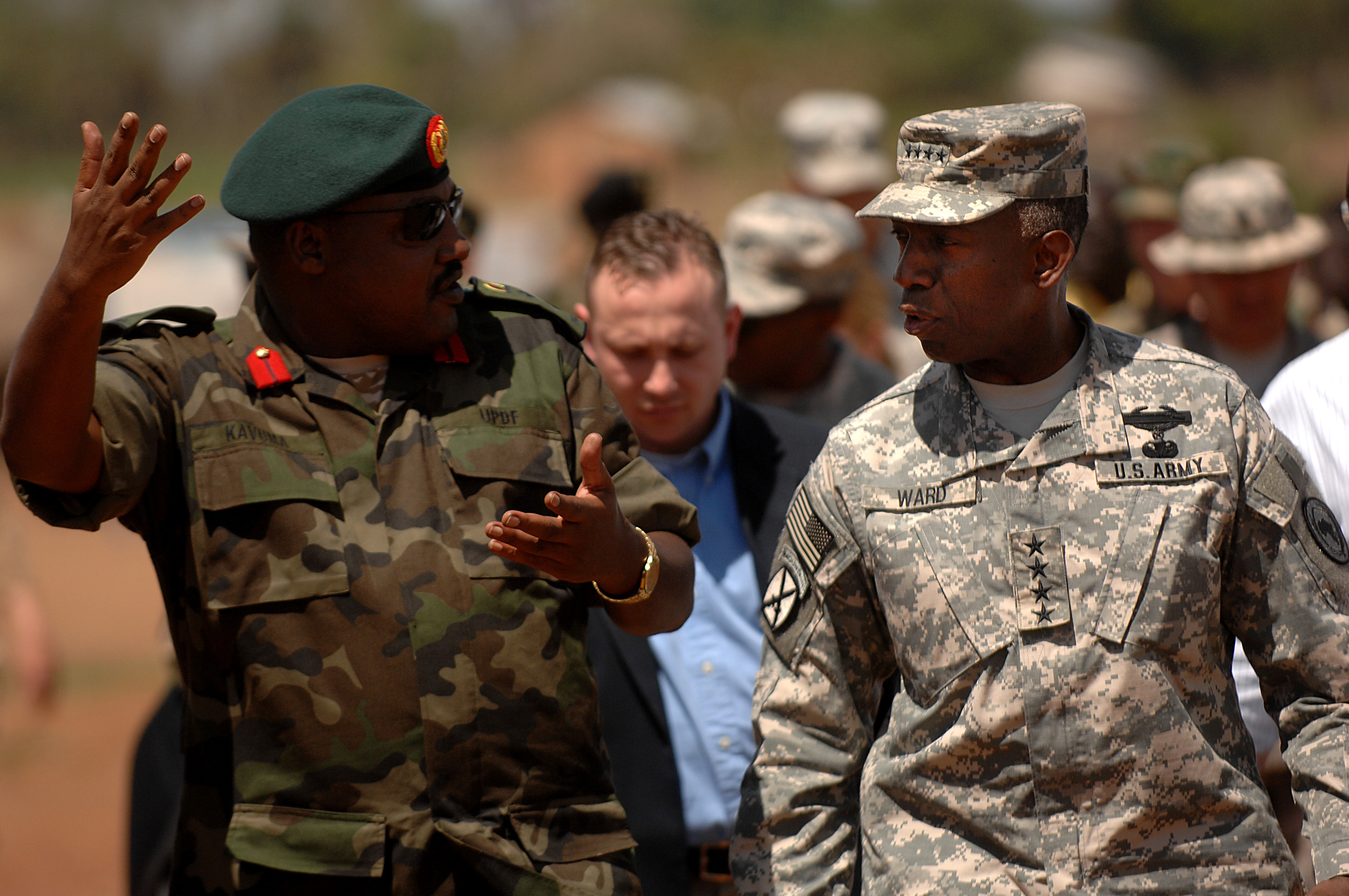
Die USA bieten weltweit Militärberatung für verbündete Staaten, hier Uganda.

Ein strategisches Konzept für diese Umschichtungen stellte Präsident George W. Bush im August 2004 der Öffentlichkeit vor. Es sieht einen Abzug von US-Truppen insbesondere aus Westeuropa und eine Verlegung in die USA und in geringerem Maß in andere Staaten vor. Bis 2014 sollen 70.000 Angehörige der Streitkräfte sowie rund 100.000 Familienangehörige zurück in die USA verlegt werden. Die Zahl der Stützpunkte im Ausland soll in dieser Zeit von 850 auf 550 sinken.
Trotz der allgemeinen Verringerung sollen bestimmte Schwerpunkte gebildet werden: In Asien sollten Marine- und Luftwaffeneinheiten verstärkt werden. Aus Europa sollen die schweren gepanzerten Einheiten weitgehend abgezogen und durch leichte, luftverlegbare Verbände und Spezialeinheiten ersetzt werden. Zudem sollen in Europa in großem Umfang Ausbildungseinrichtungen beibehalten werden. Im Nahen Osten soll eine vergleichsweise hohe Zahl militärischer Einheiten mit hohem Bereitschaftsgrad stationiert, in Afrika vor allem kleinere US-Militäreinrichtungen in größerer Zahl betrieben werden.
Zentrale Elemente dieses neuen Stationierungskonzepts sind Main Operating Bases (MOBs), Forward Operating Sites (FOSs) und Cooperative Security Locations (CSLs).

### Kampfeinsätze
Im Rahmen offizieller Kampfeinsätze operieren weltweit folgende Truppenstärken:
- Irak, Operation Iraqi Freedom: 2.500

### Stationierungen nach Weltregion
siehe auch: Liste von Militärbasen der Vereinigten Staaten im Ausland
- In Europa haben die Vereinigten Staaten 62.753 Soldaten (Stand 30. September 2015) stationiert. Diese entfallen mit 35.800 (Stand 2016) mehrheitlich auf Deutschland. 11.799 entfallen auf Italien und 8920 auf das Vereinigte Königreich (Stand 30. September 2015). Die Stationierung in Europa dient nach Zerfall der Sowjetunion als Brückenkopf und logistisches Drehkreuz in die Krisenregionen in geostrategischer Nähe zu Europa.
- Die amerikanischen Einheiten, die in Ostasien stationiert sind, sind kampfbereite Verbände in Armeengröße. Sie haben dementsprechend ihre eigenen Bezeichnungen als Großverband. Die United States Forces Korea und United States Forces Japan dienen der Abschreckung Nordkoreas, langfristig auch der Chinas. Nach Japan sind 33.500, nach Südkorea 29.000 Mann entsandt. 11.100 befinden sich auf See, neben den beiden erwähnten Brennpunkten kreuzt ein Flugzeugträgerverband in der Straße von Formosa.
- In „Nordafrika, im Nahen Osten und in Südasien“ ist außerhalb der Kampfeinsätze ein Kontingent von weiteren 5500 Soldaten in 24 Ländern stationiert. Hervorzuheben sind dabei 1350 Soldaten in Bahrain und 2500 auf See.
- Südlich der Sahara sind 1700 Soldaten stationiert, davon 1400 in Dschibuti.
- Auf den beiden amerikanischen Kontinenten sind außerhalb der Vereinigten Staaten 2100 Soldaten stationiert, davon 950 in der Guantanamo Bay Naval Base auf Kuba und 400 in Honduras.

### Liegenschaften und Standorte

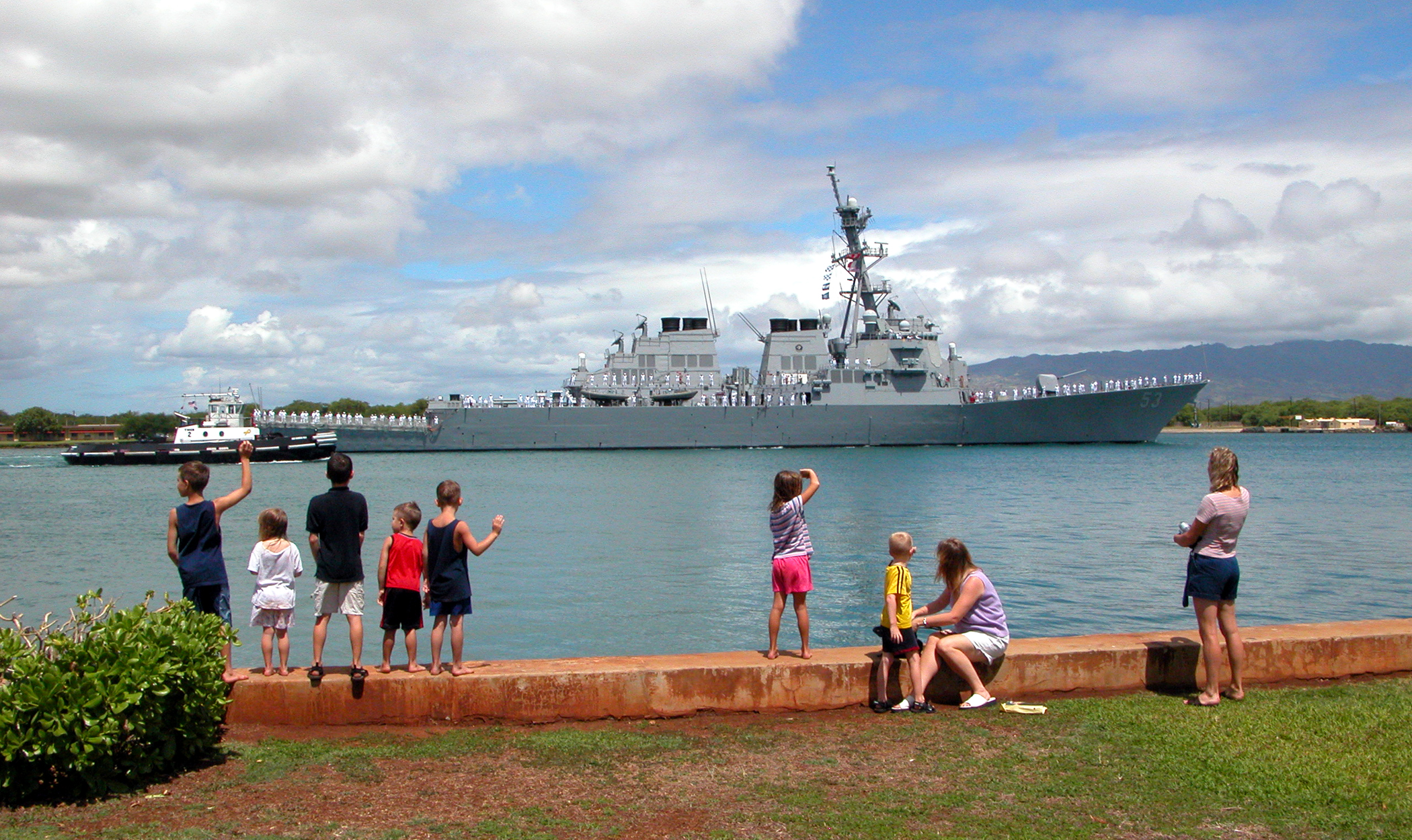
Pearl Harbor ist ein wichtiger Stützpunkt der US-Navy.

In allen 50 US-Bundesstaaten sowie in sieben Überseegebieten unterhält das Militär Stützpunkte. Bei den Basen im Ausland rangiert Deutschland an 37 Standorten mit 293 Einrichtungen vor Japan mit 111 und Südkorea mit 105 sowie Großbritannien mit 50.
Laut dem Base Structure Report 2006 des Verteidigungsministeriums ist das Militär der Vereinigten Staaten im Besitz von knapp 577.000 Liegenschaften rund um den Globus mit einer Fläche von ungefähr 29,7 Mio. Acres. Diese Fläche, umgerechnet knapp 12 Mio. ha, entspricht der halben Fläche Großbritanniens. Den Wert dieser Immobilien, die beispielsweise Wohnraum und militärische Einrichtungen umfasst, beziffert das Pentagon auf insgesamt 653,4 Mrd. US-Dollar.
Kritiker der weltweiten amerikanischen Militärpräsenz wie zum Beispiel der libertäre Japanologe Chalmers Johnson oder der religiös inspirierte Pazifist Laurence Vance kritisieren den Bericht allerdings als absichtlich verwirrend und undurchsichtig.
Der nach Fläche größte Stützpunkt ist eine Raketentest- und -abschussbasis des Heeres in New Mexico. Die White Sands Missile Range ist 3,6 Mio. Acres groß, was ungefähr 14.569 Quadratkilometern entspricht.

### Standortschließungen
Seit 1988 hat das Verteidigungsministerium fünf große Standortschließungswellen initiiert, die unter dem Namen Base Realignment and Closure („Basis-Neuanordnung und -schließungen“) oder unter ihrem Kürzel BRAC sowie dem angehängten Jahrgang der amerikanischen Öffentlichkeit bekannt wurden. Vor dem Hintergrund, dass die Infrastruktur in den Vereinigten Staaten nicht wie in Europa flächendeckend ausgeweitet werden kann und das Militär in vielen entlegenen Gegenden den wichtigsten Arbeitgeber darstellt, sorgen die Schließungsrunden für Kontroversen in der Öffentlichkeit und im Senat, in dem die Abgeordneten der Bundesstaaten vertreten sind. Klassischerweise wird gegen die meisten Standortschließungen mit eben jener wirtschaftlichen Abhängigkeit, manchmal mit der nationalen Sicherheit argumentiert. Juristisch bindend ist der Vorschlag, den die parlamentarisch besetzte BRAC Commission dem Kongress vorlegt. Repräsentantenhaus und Senat müssen binnen anderthalb Monaten eine gemeinsame Gegenresolution einbringen, um Änderungen zu erwirken.
Zuletzt wartete das Pentagon im Mai 2005, zum ersten Mal nach zehn Jahren, mit Details zu einer massiven Standortaufgabe auf. Vom Schließungsplan waren 33 Garnisonen betroffen, 29 weitere sollten mehrere Tausend sowohl militärische als auch zivile Stellen streichen. Darüber hinaus wurden 150 kleinere Standorte genannt. Vereinzelt sollten Standorte Truppenkontingente aufnehmen und so Synergien erzeugen. Fiskalisches Ziel des Schließungsplans von 2005 war es, knapp 50 Mrd. Dollar über 20 Jahre hinweg einzusparen.

## Dienst in den Streitkräften und innenpolitische Dimensionen
Die Streitkräfte der Vereinigten Staaten sind seit 1973 eine Berufsarmee. Zum Dienst in den Streitkräften ist jeder amerikanische Staatsbürger, ob männlich oder weiblich, sowie jeder Nichtamerikaner mit einer Green Card zugelassen, Letztere aber nicht für Offiziersränge. Eine große Vielfalt an militärischen Auszeichnungen soll die Leistungen und Qualifikationen des militärischen Personals würdigen und langfristig die Kampfmoral der Truppe stärken.

### Rolle des Militärs als Ausbilder und Arbeitgeber

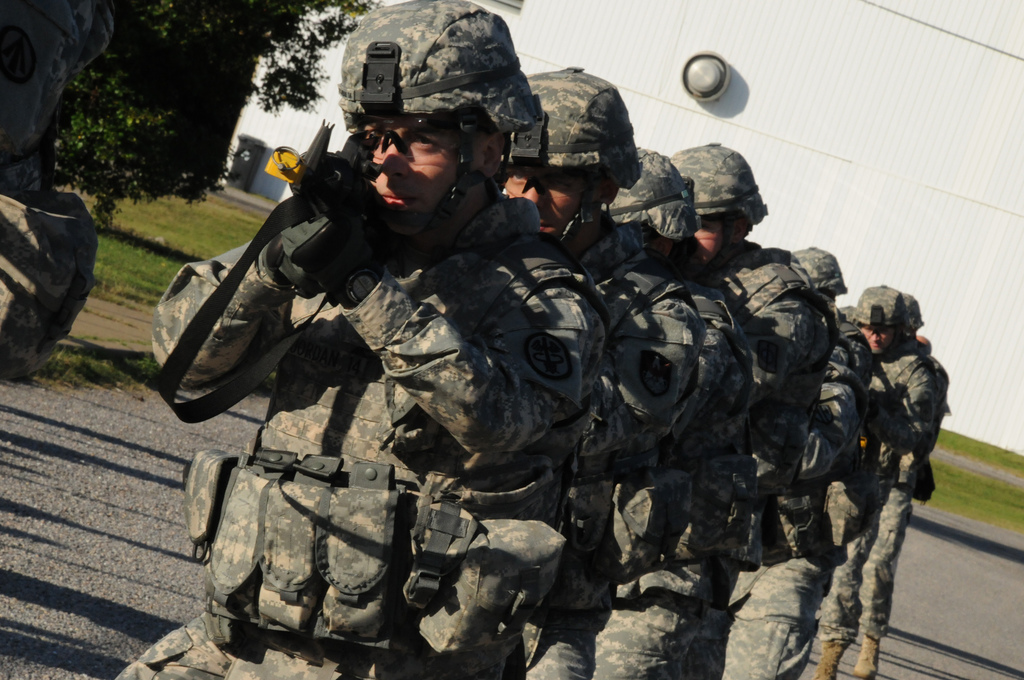
Soldaten während eines Reaktions-Tests

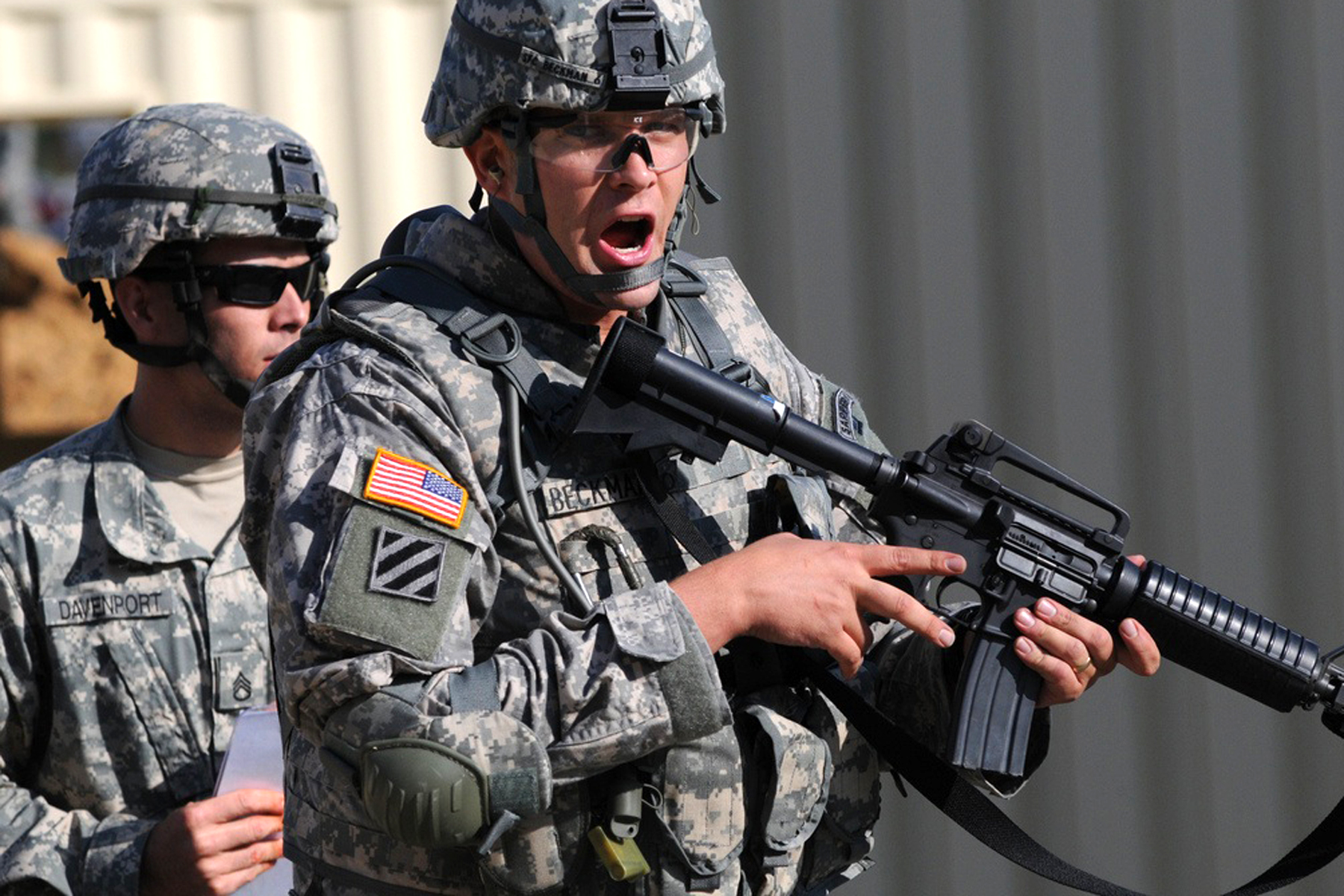
Kontinuierliches Training sichert die Schlagkraft der US-Streitkräfte.

Von Beamten und Angestellten der Regierung der Vereinigten Staaten abgesehen ist das Verteidigungsministerium mit über drei Millionen Beschäftigten der größte Arbeitgeber des Landes und der Welt, noch vor Wal-Mart mit 1,3 Millionen Angestellten.
Allgemein wird der Dienst in den Streitkräften in der Gesellschaft der Vereinigten Staaten als vorteilhaft angesehen. Auch kurze Dienstzeiten von weniger als fünf Jahren werden allgemein als „Dienst an der Gemeinschaft“ anerkannt. Von hochrangigen Politikern wird allerdings erwartet, dass sie gerade in Kriegszeiten aktiven Dienst geleistet haben.
Das Militär ist eine anerkannte Karriere- und Aufstiegsgelegenheit. Vor allem die Möglichkeit, sich weiterzubilden, wird von der Gesellschaft größtenteils geschätzt. Dennoch trifft das im In- und Ausland verbreitete Vorurteil, dass das Militär ein Sammelbecken der Unterschicht sei, die sich mangels Alternativen zum Dienst als Kanonenfutter genötigt sieht, nicht zu: Abgesehen von den weltweit fast kaum erreichten Ausbildungskosten für den einzelnen Soldaten verfügt das Militär mit 95 Prozent überdurchschnittlich viele Highschool-Absolventen (In der arbeitsfähigen Gesamtbevölkerung sind es 79 Prozent). Auch der Anteil an Master-Absolventen übertrifft leicht den der Gesamtbevölkerung.
Als problematisch gilt im 21. Jahrhundert die Rekrutierung von Hochschulabsolventen mit technischen Qualifikationen. Die Streitkräfte können mit den großen Technologie-Konzernen weder nach der Bezahlung noch nach dem Prestige mithalten. Während in der Vergangenheit eine Intrinsische Motivation der potentiellen Rekruten durch das Versprechen von Sinn vermittelt werden konnte, stellen Rekrutierungsoffiziere fest, dass die Arbeit an Sensorik und Steuerung zur Vermeidung von Verkehrsunfällen für junge Ingenieure attraktiver als eine Militärkarriere ist. Im Bereich der Computersicherheit argumentieren Offiziere deshalb inzwischen mit dem Argument, dass junge Hacker in den Streitkräfte eine Medaille für Aktivitäten bekommen, die ihnen ansonsten eine Haftstrafe einbringen könnte.

### Berechtigung zum Wehrdienst
Als eine Folge des Vietnamkrieges setzen sich die US-Streitkräfte aus Freiwilligen zusammen, dennoch werden im Selective Service System alle männlichen Staatsbürger über 18 Jahren registriert. Die Professionalisierung der Streitkräfte der Vereinigten Staaten ist seit dem Vietnamkrieg so weit vorangeschritten, dass eine wiedereingesetzte Wehrpflicht enormer struktureller, strategischer, finanzieller und personeller Vorbereitung bedürfte.
Die Altersgrenzen für den Wehrdienst in den US-Streitkräften richten sich je nach Teilstreitkraft, sowie nach aktivem oder Reservistendienst. Jede Teilstreitkraft verlangt das schriftliche Einverständnis der Eltern, wenn der Rekrut zwar das Mindestalter von 17 Jahren erreicht hat, das 18. Lebensjahr aber noch nicht vollendet hat.

### Wehrpflicht
Die Wiedereinführung der Wehrpflicht ist in der Gesellschaft der Vereinigten Staaten ein Tabuthema. Seit ihrer Aussetzung wird die Freiwilligenarmee von beiden dominierenden Parteien in den Vereinigten Staaten, den Demokraten und den Republikanern hochgehalten, was sich im Schlagwort All-Volunteer Force (deutsch so viel wie „vollkommen freiwillige Streitkraft“) ausdrückt. Im Präsidentschaftswahlkampf 2004 versuchten die Demokraten, diese Tabuisierung und die damit verbundene Angst der jungen Wähler vor einer Wehrpflicht angesichts der Verwicklungen der US-Streitkräfte im Irak für sich zu nutzen, indem sie Gerüchte über deren Wiedereinführung verbreiteten. In einer offiziellen Proklamation am 1. Juli hatte Präsident George W. Bush das amerikanische Volk aufgefordert, den 30. Jahrestag der All-Volunteer Force zu begehen.

### Ausbildung

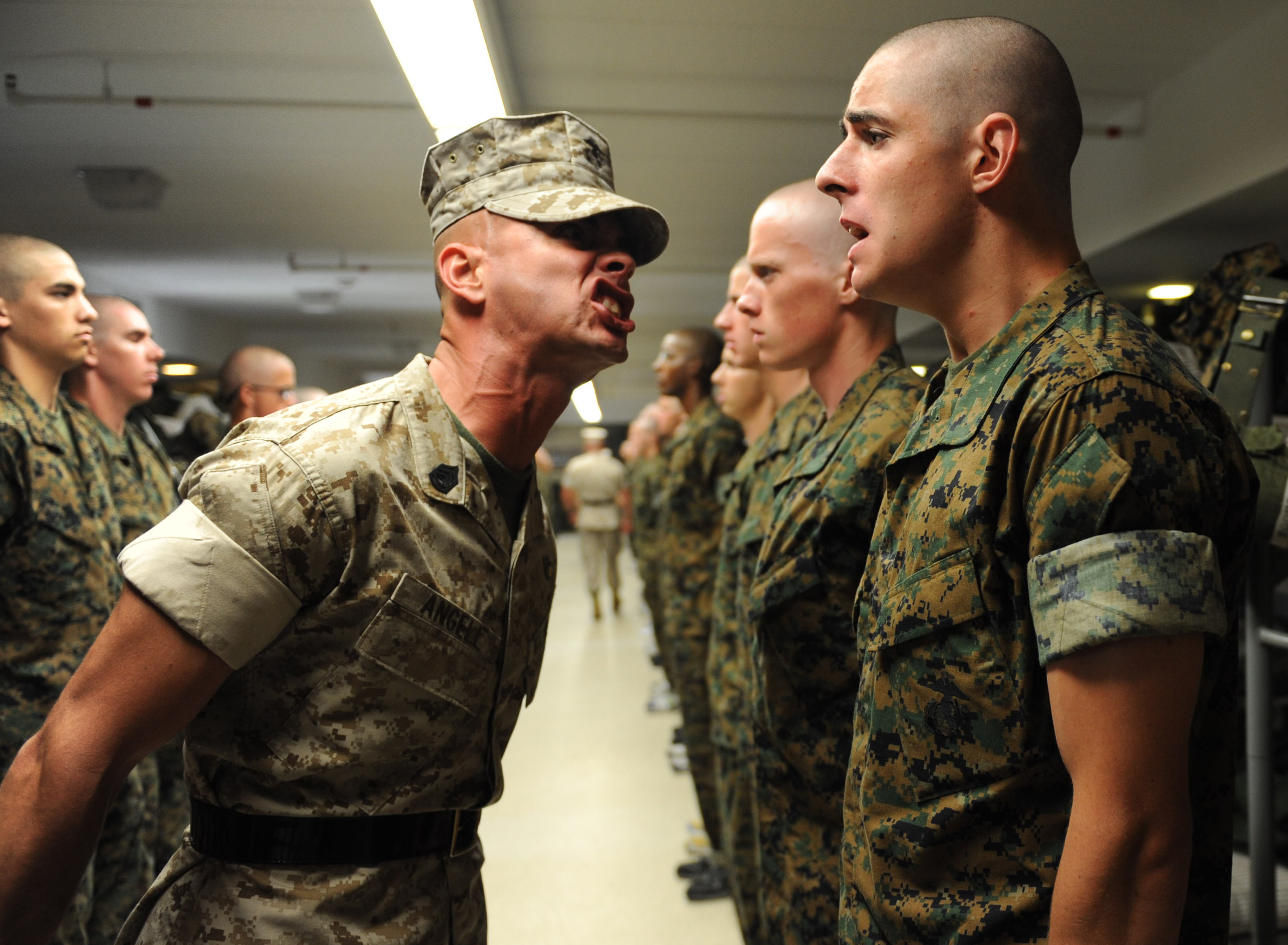
Drill Instructors gelten in der Populärkultur als Symbol für das Marine Corps.

Nach der Anwerbung eines Rekruten wird dieser der Grundausbildung seiner Teilstreitkraft zugeführt. Bis auf das Heer unterhalten alle Streitkräfte zentrale Ausbildungslager. Laut Uniform Code of Military Justice, dem amerikanischen Wehrrecht, ist auch die Ausbildung bei der Coast Guard als militärisch anzusehen. Bei Army, Navy und Küstenwache dauert die Ausbildung acht Wochen, bei der Air Force 45 Tage. Die Marines durchlaufen die mit Abstand längste Ausbildung, die 13 Wochen dauert.
Nach der Grundausbildung besuchen die nun dienstgradführenden Soldaten eine der weiterführenden Ausbildungseinrichtungen, auf der sie in ihrer weitergehenden Qualifikation (Military Occupational Specialty, MOS; etwa: „militärberufliche Spezialisierung“) unterwiesen werden, für die sie sich bereits bei ihrer Anwerbung entschieden haben müssen. Bei der Army entscheidet diese Wahl auch über den Ort der Grundausbildung mit. Verschiedene MOS-Kurse sind den fünf Ausbildungsorten dezentral zugeordnet. Die MOS-Kurse sind bei der Anwerbung ein maßgebliches Mittel der Rekrutierer, den möglichen Soldaten den Wehrdienst schmackhaft zu machen.

### Minderheiten

#### Ethnische Minderheiten
In Geschichte und Zusammensetzung der US-Streitkräfte spiegelt sich eine lange Tradition der Integration ethnischer und religiöser Minderheiten wider. Vor allem im Kriegseinsatz erwerben sich Minderheiten bis heute die Anerkennung durch den Wehrdienst. Generell vermied das Militär die Aushebung ethnisch geprägter Verbände, um eine Ausprägung politischer Bruchlinien zu verhindern.
Die Möglichkeit, die Staatsbürgerschaft durch den Militärdienst zu erwerben, von der viele Einwanderer vor allem während des Zweiten Weltkrieges und viele Hispanics danach Gebrauch machten, prägte die Vorstellung des „American Dream“ mit. Das Heer widmet den gedienten Soldaten lateinamerikanischer, afrikanischer/afroamerikanischer, asiatischer und indigener Abstammung jeweils eigene Internetportale.

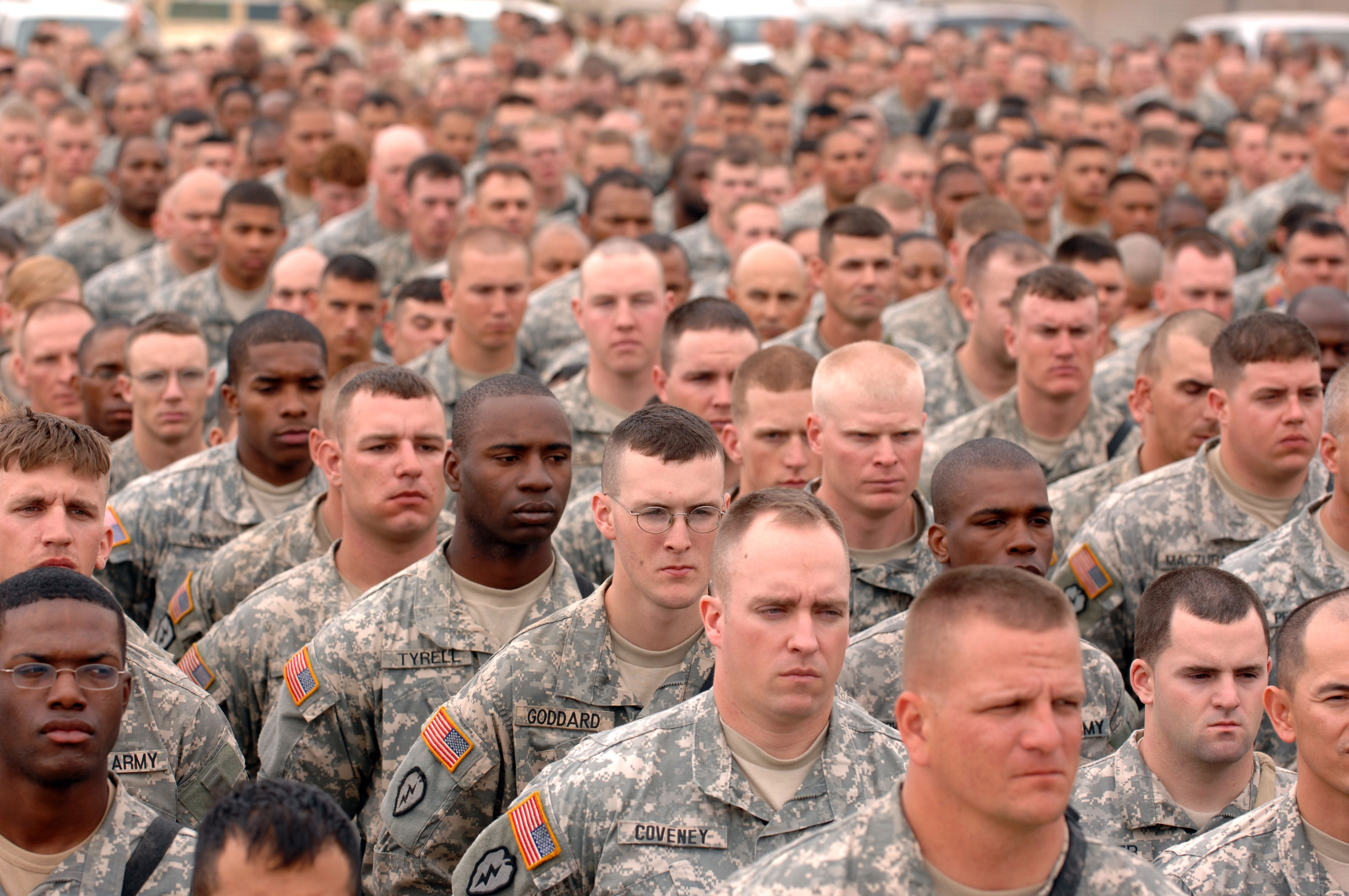
Den US-Streitkräften gehören Mitglieder vieler verschiedener ethnischer Gruppen an.

Am 26. Juli 1948 hob der damalige US-Präsident Truman die Rassentrennung mit der Executive Order 9981 auf und begründete damit die allgemeine Anerkennung des Militärs als integrative Kraft. Trotz des Fortbestands der Rassentrennung bis zum Zweiten Weltkrieg war der Einsatz Nicht-Weißer eine unverzichtbare kulturelle und informationelle Ressource, was die Duldung der Minderheiten immer stärker einer tatsächlichen Wertschätzung näherbrachte.
Die ethnische und religiöse Integration im US-Militär gilt überwiegend als Erfolg und – eingeschränkt – als mögliches Vorbild für die Zivilgesellschaft. Eine Studie des Palm Center kommt zum Schluss, dass sich hierfür drei Gründe herauskristallisieren lassen: Erstens führe die Bürokratie des Militärs zur Blindheit gegenüber ethnischer und religiöser Vielfalt, das heißt, eine mögliche Diskriminierung führe zu Ineffizienz, Verschwendung öffentlicher Mittel und strukturellen Problemen. Zweitens verfüge das Militär über Zwangsmittel, die nicht mit dem Stil der zivilen amerikanischen Politik vereinbar seien. Drittens würden diese Zwangsmittel zu einem erzwungenen Miteinander führen, die gerade angesichts gemeinsamer Erfahrungen im Grenzbereich vorhandene Vorurteile sehr schnell dahinschmelzen lassen würden.
Am 30. November 2007 hob der damalige Chief of Staff of the Army, General George Casey, die Diversity Task Force (deutsch ungefähr: „Arbeitsgruppe Vielfalt“) aus der Taufe, um die Bemühungen um ethnische Konzentration zu zentralisieren.
Geschichte
Im Sezessionskrieg waren von 2,2 Millionen Unionssoldaten 400.000 keine geborenen Amerikaner. Die Union ergriff Maßnahmen, um Einwanderer so schnell wie möglich für den Kriegsdienst verpflichten zu können. Einige wurden sofort nach ihrer Ankunft angeworben. Darüber hinaus entsandte die Union Rekrutierungsbeamte nach Irland, um vor Ort anwerben zu können, während die Konföderation dies durch die Verbreitung von demoralisierenden Gerüchten aktiv zu verhindern suchte. Außerdem dienten fast 216.000 Deutschstämmige auf Seiten der Union, sodass in über 30 Regimentern fast ausschließlich deutsch gesprochen wurde.

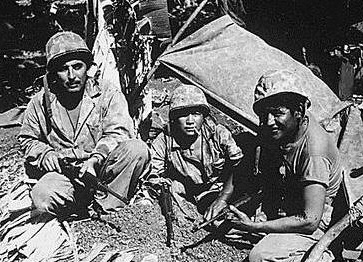
Navajo-Indianer während des Zweiten Weltkrieges

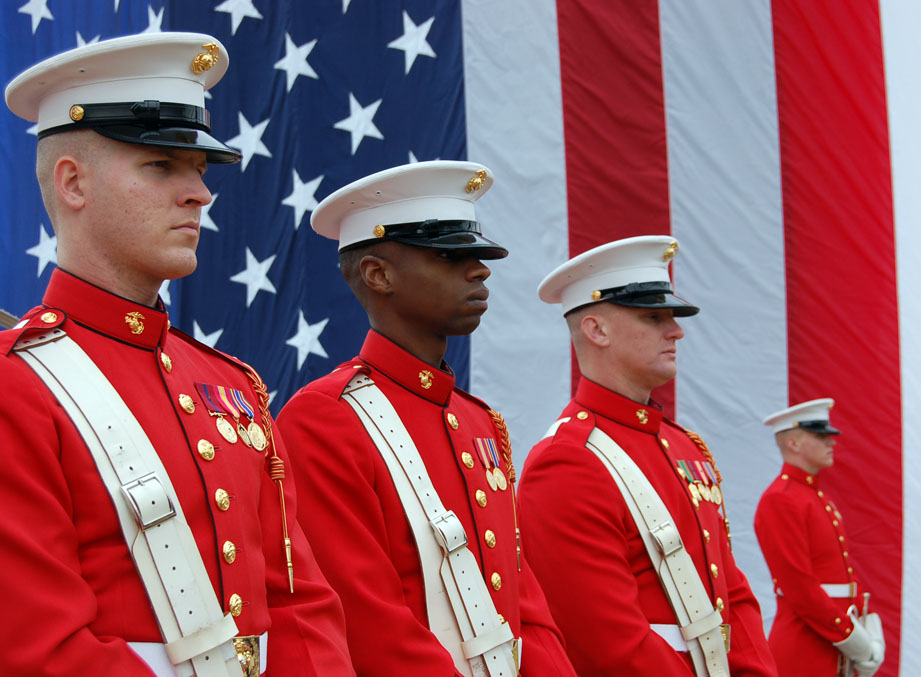
Afro-Amerikaner stellen heute die größte ethnische Minderheit innerhalb des US-Militärs.

Im Vorfeld des Ersten Weltkrieges hatten die italienischen und irischen Einwanderer mit dem damals in den Vereinigten Staaten verbreiteten reformatorischen, antikatholischen Affekt zu kämpfen, der sich durch ihren erkennbaren Einsatz mit knapp fünf Millionen Mann legte, obwohl knapp drei Viertel von ihnen unzureichend Englisch sprachen. Bei Kriegsausbruch richtete sich der allgemeine Nativismus gegen die Deutschen, die einem Generalverdacht der Spionage unterlagen.
Der Antisemitismus wurde in den Vereinigten Staaten wie in allen westlichen Ländern zu Beginn des 20. Jahrhunderts zunehmend salonfähig. Angesichts der allgemeinen Empörung über den nationalsozialistischen Völkermord an den europäischen Juden nahm seine Verbreitung jedoch wieder ab und die Anerkennung für die jüdischen Soldaten nahm zu. In den letzten Jahren ist der Einsatz junger jüdischer Einwanderer in einer geheimen Einheit als Informationsbeschaffer hinter den deutschen Linien bekannt geworden („Ritchie Boys“). Diese militärischen Leistungen förderten die Integration jüdischer Immigranten und trugen zur Herausbildung eines jüdischen Selbstwertgefühls einer spezifisch amerikanischen Prägung bei.
Von einer offiziellen Rassentrennung war zu allen Zeiten nur die schwarze Minderheit betroffen. Als einzige ethnisch definierte Gruppe wurde sie von der offiziellen Verfahrensweise ausgenommen, dass die Streitkräfte keine ethnisch oder religiösen dominierten Verbände gründeten, um das Aufkommen politischer Bruchlinien zu verhindern. Als Tuskegee Airmen wurde die erste schwarze experimentelle Luftwaffeneinheit bekannt.
Trotz der blutigen Indianerkriege meldeten sich viele Native Americans im 20. Jahrhundert zu den Streitkräften. Berühmt wurde ihr Einsatz als Funker im Zweiten Weltkrieg, als es den Japanern unmöglich war, die Sprache der Navajo zu entschlüsseln.
Mit dem Truman-Dekret wurde die Rassentrennung formell aufgehoben. Vor allem während des Vietnamkrieges gründete das Militär mehrere Behörden, die die faktische Gleichberechtigung aller Soldaten erwirken sollten.
Anteile ethnischer Gruppen
Der Anteil der hispanischen Bewohner der Vereinigten Staaten überstieg ab den 2000er Jahren den der schwarzen. Trotzdem bilden Schwarze weiterhin, auch aufgrund einer allgemeinen Rekrutierungskrise infolge des Irakkriegs, die größte Minderheit unter den Soldaten. Im Haushaltsjahr 2004 übertraf ihr Anteil mit 15 Prozent den der lateinamerikanischen Abkömmlinge um einen Prozentpunkt. Die Anteile von Natives und Asiaten betragen je sieben Prozent.
Einbürgerung durch Wehrdienst
Zwischen März 2003 und März 2007 ließen sich ungefähr 26.000 Nichtamerikaner im Dienste der Streitkräfte einbürgern. Weitere 40.000 waren im März 2007 dazu berechtigt.
Die Zulassung ausländischer Green-Card-Inhaber zu den Streitkräften gibt häufiger Anlass zu politischen Auseinandersetzungen. Green-Card-Inhaber sind vom Reservedienst ausgeschlossen und dürfen keine Offiziersränge bekleiden.

#### Frauen im Militär

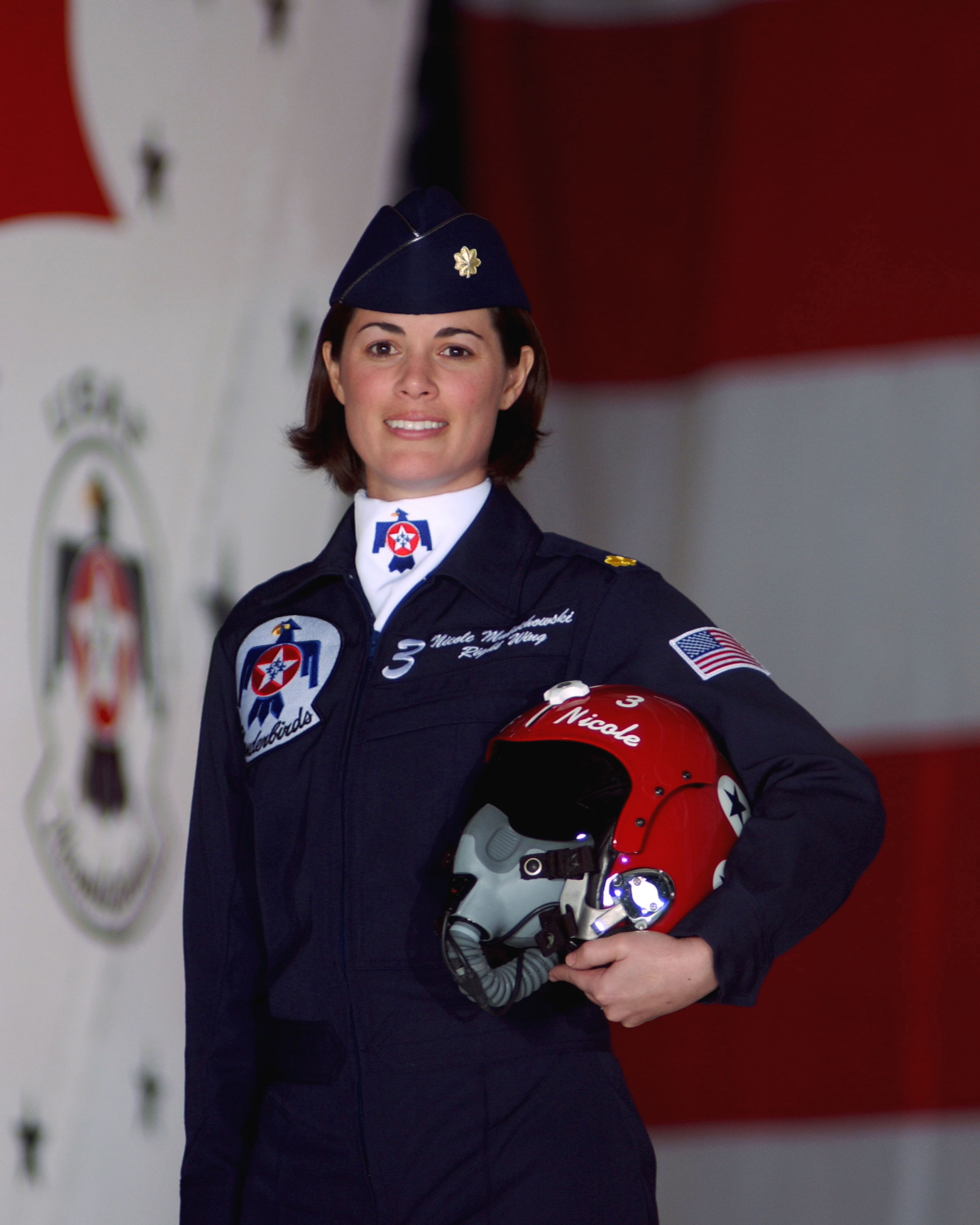
Als Mitglied der USAF Thunderbirds ist Major Nicole Malachowski eine der bekanntesten Frauen des US-Militärs.

Grundsätzlich steht Frauen das Militär offen. 2009 lag der Frauenanteil bei 13,4 %. Sie müssen genauso wie alle männlichen Kameraden ihre Kampfbereitschaft unter Beweis stellen können, dürfen de jure jedoch nicht ins Kampfgeschehen eingreifen. Mit Blick auf die asymmetrische Kriegführung ist dies in manchen Fällen demgegenüber kaum zu verhindern, weil hier keine klare Trennung von Front- und Unterstützungseinheiten möglich ist.
In den letzten Jahren hat es im US-Militär die weitreichende Tendenz gegeben, Frauen immer mehr Einsatzfelder und Laufbahnen zu öffnen.
Frauen wurden offiziell mit der Gründung der Krankenschwesterkorps des Heeres im Jahre 1901 zum Dienst zugelassen. Eine wesensgleiche Institution gründete die Marine im Jahre 1908. Das gängige Verfahren davor war es, Frauen einzeln als Krankenschwestern, Küchenhilfen, Sekretärinnen und in ähnlichen Einsatzfeldern anzustellen. Allerdings war es mehreren hundert Frauen vor allem im Sezessionskrieg (auf beiden Seiten) gelungen, sich als Männer zu tarnen und einzuschreiben. Erst die Einführung der körperlichen Eignungsprüfung zu Beginn des 20. Jahrhunderts schloss diese Vorgehensweise endgültig aus.
Die bislang einzige Medal of Honor, welche die höchste militärische Auszeichnung der Vereinigten Staaten darstellt, bekam Mary E. Walker wegen ihrer herausragenden medizinischen Leistungen im Dienst 1865 verliehen, bei dem sie an die Grenzen ihrer eigenen Gesundheit geriet. Diese wurde bei der Verschärfung der Vergabebedingungen im Jahre 1917 zusammen mit knapp 900 anderen Auszeichnungen wieder zurückgenommen. Die Nachkommen Walkers bemühten sich bis zu ihrem Erfolg 1977 um die erneute Anerkennung ihrer Leistungen.
Der erste weibliche Offizier im Generalsrang war Anna Mae Hays, die das Army Nurse Corps leitete. Am 11. Juni 1970 wurde sie in den Rang des Brigadegenerals erhoben. Nur wenige Minuten später folgte ihr Elizabeth P. Hoisington. Hoisington hatte das im Zweiten Weltkrieg geschaffene Women’s Army Corps kommandiert, in dem alle Frauen Dienst taten. Bis 1978 waren der Army alle vier bewaffneten Streitkräfte bei der Ernennung eines weiblichen Generals gefolgt. Die Küstenwache ernannte 2000 zum ersten Mal eine Frau zum Konteradmiral.
Laut einer Studie des US-Veteranenkrankenhauses in Iowa City an 558 weiblichen Veteranen der Streitkräfte wurden rund 30 Prozent während ihrer Dienstzeit Opfer einer Vergewaltigung durch Kameraden.
1986 hatte die Anzahl der weiblichen Veteranen die Millionenmarke durchbrochen. Im Februar 2010 fiel eine der bekanntesten Beschränkungen, als das Verteidigungsministerium Frauen auf U-Booten zuließ.

#### Umgang mit homosexuellen Menschen
Im Gegensatz zum Verhältnis zu den ethnischen Minderheiten blieb das Militär homosexuellen Menschen gegenüber in der Vergangenheit reserviert. Bekennenden homosexuellen Menschen wurde der Dienst an der Waffe bis Ende 2010 untersagt. Eine Notlösung stellte für sie die sogenannte „Don’t ask, don’t tell“-Politik dar, welche sie auf dem offiziellen Dienstweg vor Fragen zur sexuellen Orientierung sowie möglichen Repressalien schützte. Im Gegenzug war es ihnen nicht gestattet, jene von sich aus zu offenbaren oder allgemein für die Belange von Homosexuellen einzutreten. Bei Verstoß gegen diesen Erlass drohte die Entlassung ehrenhalber.
Im Dezember 2010 verabschiedeten Repräsentantenhaus und Senat der Vereinigten Staaten ein Gesetz zur Aufhebung der Don’t-ask-don’t-tell-Politik im Militär. Zukünftig können homosexuelle amerikanische Soldaten den Dienst offen ausüben.

### Übergriffe
Eine intern und öffentlich immer wiederkehrende Thematik sind Übergriffe von Soldaten auf andere Personen, ob Mitglieder des Militärs oder Zivilisten. Auch wenn vor allem sexuell motivierte Übergriffe wie der Tailhook-Skandal, bei dem 1991 ein militärfachliches Symposium zu einem Offiziersgelage ausartete, oder der Aberdeen-Proving-Ground-Skandal, bei dem 1996 Ausbilder des Heeres die Unerfahrenheit weiblicher Rekruten ausbeuteten, hohe Wellen schlagen und stets ein großes Interesse an der Aufklärung besteht, deuten meist anonyme Befragungen und Erhebungen darauf hin, dass Gewalt und Nötigung innerhalb der Truppe von noch größerer Aktualität sind. Meist widersprechen sich dabei die Interessen von Politik, Vorgesetzten, Untergebenen und gleichrangigen Kameraden.
In Stationierungsländern erregen wiederholt Vergewaltigungen Aufmerksamkeit. Auf Okinawa, dessen Bevölkerung wie die meisten Japaner überwiegend den Verbleib der ehemaligen Besatzungsmacht ablehnt, ist vor allem die Vergewaltigung eines 12-jährigen Mädchens durch drei Soldaten präsent.

### Veteranenangelegenheiten

Das Wappen des Kriegsveteranenministeriums

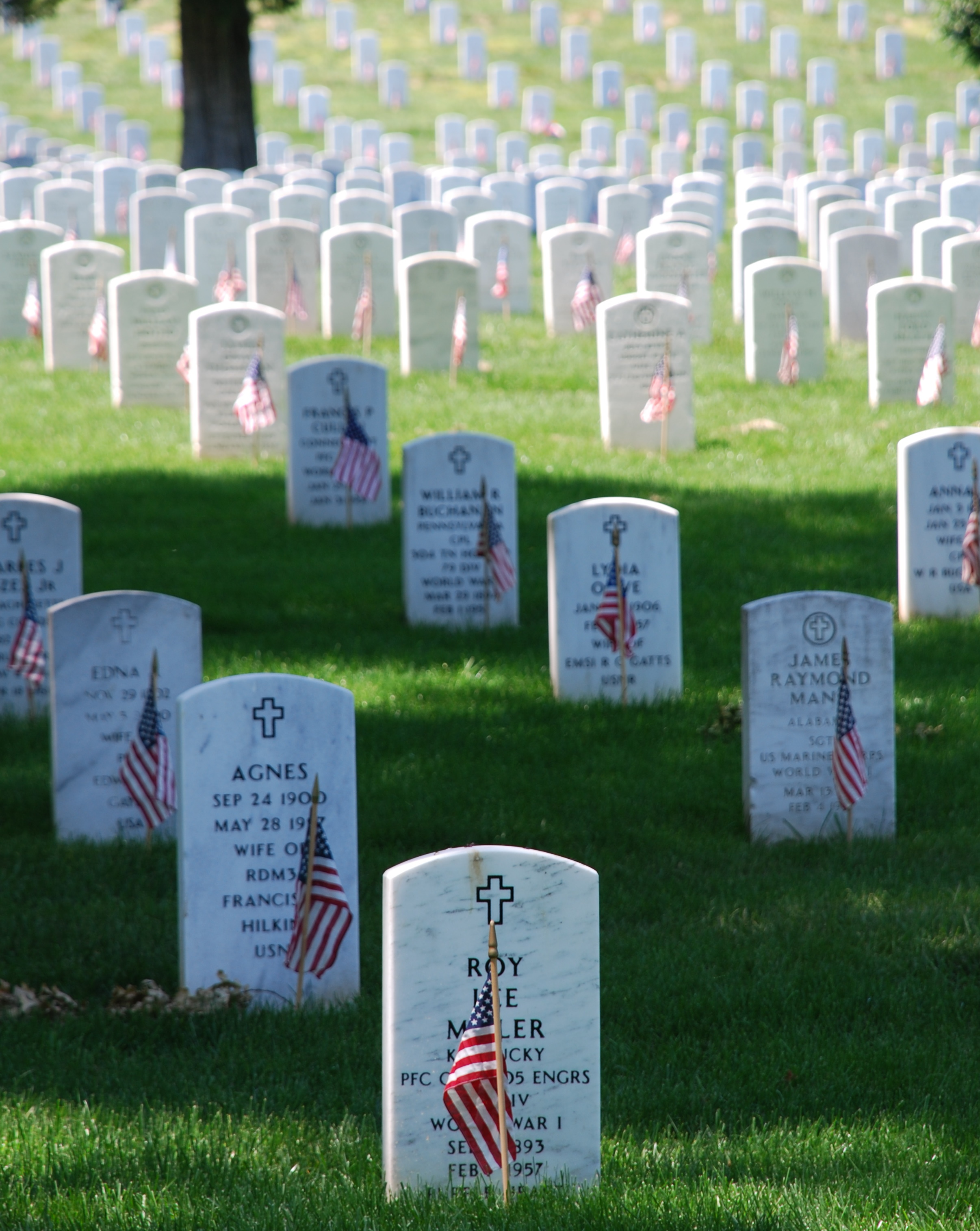
Gräber in Arlington, Virginia

Traditionell räumen die Streitkräfte der Vereinigten Staaten der Veteranenfürsorge einen hohen Stellenwert ein. Dies spiegelt sich in der Existenz eines eigens für ihre Angelegenheiten eingerichteten Ministeriums mit Kabinettsrang wider, dem sogenannten United States Department of Veterans Affairs, welches im Haushaltsjahr 2006 über ein Budget von knapp 70 Mrd. Dollar verfügte. Dieses verteilt sich auf die drei Unterabteilungen des Ministeriums, die mit der medizinischen und finanziellen Versorgung sowie mit der Betreuung des militärischen Bestattungswesens beauftragt sind.
Demographie
Derzeit beträgt die Anzahl der lebenden Personen, die jemals in den Streitkräften der Vereinigten Staaten gedient haben, 25 Millionen. Trotz der steigenden Lebenserwartung wird diese Zahl in den nächsten 20 Jahren auf knapp 17 Millionen sinken. In diesem Rückgang spiegelt sich demographisch der Übergang von der Wehrpflicht zur Freiwilligenarmee wider. Die Ausgaben pro Veteran werden laut Einschätzung des Ministeriums steigen, was ebenfalls mit der steigenden Lebenserwartung sowie mit dem Zugang zu moderner medizinischer Versorgung zusammenhängt.
Bestattungswesen
Unter der Ägide des Veteranenministeriums betreibt das Militär 125 Friedhöfe in den ganzen Vereinigten Staaten, sechs weitere befinden sich im Bau. Der bekannteste von ihnen ist der Arlington National Cemetery in Virginia.
Medizinische Versorgung
Die meisten Ausgaben tätigt das Ministerium für Veteranenangelegenheiten für die medizinische Betreuung anspruchsberechtigter Personen. Im Jahr 2005 betrieb es 156 Krankenhäuser, 135 Altenheime, 43 Rehabilitationsstätten und 711 ambulante Kliniken. Letztere werden mit dem Anspruch betrieben, für jeden Veteranen von jedem Punkt der Vereinigten Staaten aus unter zumutbaren Umständen erreichbar zu sein.
Einen schweren Vertrauensverlust erlitt das Versorgungssystem des Veteranenministeriums durch investigativ recherchierte Missstände im Februar 2007. Die Washington Post druckte über mehrere Wochen hinweg ihre Erkenntnisse über die im Walter-Reed-Militärkrankenhaus, einem zentralen Krankenhaus der Streitkräfte ermittelten Missstände ab. Patienten der Einrichtungen klagten über unzumutbare hygienische Zustände, eine bürokratische Verwaltung und über ein überlastetes Personal. Als sich herausstellte, dass führende Offiziere der Army schon seit 2004 im Vorfeld eines geplanten Umzugs die sich verschlechternden Zustände zu vertuschen versucht hatten, entließ Verteidigungsminister Robert Gates den diensthabenden Generalmajor der Einrichtung, George Weightman. Francis J. Harvey, der Armeestaatssekretär, trat ebenfalls zurück, wahrscheinlich unter dem Druck von Gates. Zahlreiche Regierungsbehörden stellen infolge der Entdeckungen Ermittlungen an.

### Energieverbrauch

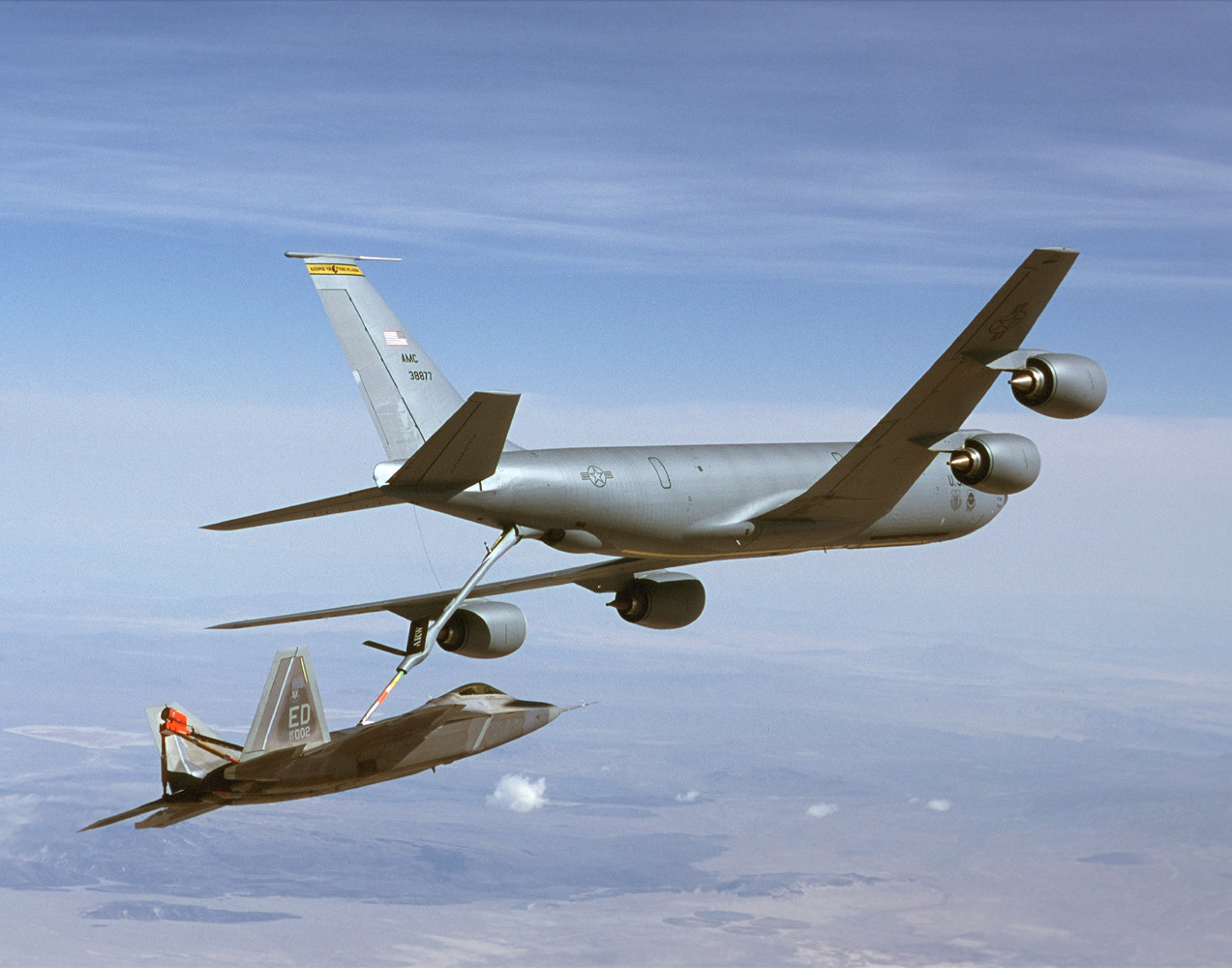
Die permanente und weltweite Luftbetankungsbereitschaft der Air Force macht einen großen Anteil des Budgets aus.

Das US-Militär ist der größte Käufer und Verbraucher von Erdöl weltweit. Im Oktober 2006 verbrauchte es knapp 365.000 Barrel Öl am Tag, was ungefähr dem Energieverbrauch Griechenlands entspricht. Darüber hinaus ist die Marine als größter Verbraucher von Diesel und Biodiesel weltweit zu benennen. Zu berücksichtigen ist jedoch, dass für das Pentagon aufgrund von Mengenrabatten und Vorkaufsrechten nicht der Weltmarktpreis des Öls gilt.
Im streitkräfteinternen Vergleich war die Air Force mit knapp 53 % im Haushaltsjahr 2005 mit Abstand der größte Energieverbraucher, gefolgt von der Navy mit 32 % und der Army mit 12 %. Dies ist dem Umstand geschuldet, dass 89 % der Energie für den Flugbetrieb eingesetzt werden. Insgesamt wendete das Verteidigungsministerium in diesem Zeitraum 8,6 Mrd. Dollar für den Kauf von 133 Mio. Barrel Erdöl auf. Zwei Jahre zuvor hatte es noch 5,4 Mrd. Dollar für 142 Mio. Barrel ausgegeben. Bei der Army sind knapp 40.000 Mann mit der Abwicklung des Öltransports befasst.
Die Sicherstellung der Energieversorgung für das Militär ist von größter Bedeutung und hat unter US-Präsident George W. Bush Eingang in das wichtigste strategische Dokument des Landes, die Nationale Sicherheitsstrategie gefunden. Vizepräsident Dick Cheney konstatierte schon 2001 in einem Weißbuch die Bedeutung des Öls für die Vereinigten Staaten und empfahl eine zunehmende Investition in Afrika bei gleichzeitiger Loslösung vom instabilen Nahen Osten.

### Verwendung von Amphetaminen
Eine umstrittene Praxis der US-Streitkräfte ist der Einsatz von Amphetaminen zur kurzfristigen Steigerung der Leistungsfähigkeit der Soldaten. Die als „go pills“ bekannten Substanzen werden an ausgesuchte Einheitentypen wie infanteristische Spezialeinheiten oder Piloten ausgegeben, zur schnellen Entspannung werden als „no-go pills“ bezeichnete Barbiturate verabreicht. Das Programm findet laut Angaben des Militärs „unter strenger ärztlicher Aufsicht“ statt.
Gerade die Nebenwirkungen der Amphetamine beim Nachlassen der Wirkung haben in der Vergangenheit zu kontroversen Unfällen geführt. Der bekannteste Vorfall ereignete sich am 17. April 2002 in Tarnak bei Kandahar in Afghanistan. Zwei Piloten der Air National Guard warfen eine Bombe auf eine kanadische Einheit ab, was den Tod vierer und die Verletzung von acht Soldaten zur Folge hatte. Die beiden Piloten brachten zu ihrer Verteidigung vor, unter dem Einfluss von Aufputschmitteln gestanden zu haben, sodass sie das Mündungsfeuer von Sturmgewehren und Panzerabwehrwaffen mit Boden-Luft-Raketen verwechselt hätten.
Die Streitkräfte begründen den Einsatz von Amphetaminen mit militärischen Notwendigkeiten wie Langstreckenflügen, Nachteinsätzen oder verlängerten Einsatzzeiten und weisen auf die Freiwilligkeit der Einnahme hin. Tatsächlich müssen Piloten schriftlich ihr Einverständnis erklären, Kritiker verweisen jedoch auf den hohen sozialen und beruflichen Druck, unter dem diese Vereinbarungen in der Regel zustande kämen, da Piloten, die keine Aufputschmittel einnehmen, jederzeit von der Einsatzbereitschaft suspendiert werden können.

### Besoldung
Die Besoldung amerikanischer Soldaten orientiert sich an westlichen Standards und beginnt für Rekruten (Private E-1) bei 2.017,20 Dollar (Stand: April 2024), kann in den ersten 4 Monaten jedoch beim Private E-1 geringer ausfallen. Die Höhe des Soldes richtet sich nach dem Rang des Soldaten und nach den Dienstjahren, die er in Folge abgeleistet hat. Einen Grundsold von über 5.000 Dollar kann ein Sergeant Major nach 14 Dienstjahren erreichen, maximal können Mannschaften 2.403,30 Dollar verdienen. Für Unteroffiziere reicht die Spanne vom Corporal mit mindestens 1.979,70 Dollar, ab dem 2. Dienstjahr dann 2.081,10 Dollar (E-4) und maximal 2.403,30 Dollar, bis hin zum Sergeant Major der als höchster Unteroffizier ab dem 38. Dienstjahr mit 7.435,22 Dollar besoldet wird. Die Besoldung für Warrant Officer beginnt bei 2.811,60 Dollar für Warrant Officer (O-1) unter 2 Dienstjahren und erreicht als Chief Warrant Officer 5 höchstens 9.222,90 Dollar. Ein Offizier, z. B. Second Lieutenant (O-1), verdient mindestens 2.876,40 Dollar und maximal 19.566,90 Dollar als „Vier-Sterne-General“ (O-10). Die Besoldung wird in der Regel jährlich neu festgesetzt, so zuletzt zum 1. Januar 2013. So verdiente ein Private E-1 im Jahr 2008 nur 1.273,50 Dollar verglichen mit 1.516,20 Dollar im Jahr 2013.
Für die Trennung von seiner Familie erhält jeder Soldat, unabhängig von Rang und Dienstalter, US$ 250 pro Monat. Bei der Gefahrenzulage wird zwischen der Anwesenheit in einer Krisenregion und zwischen einem Kampfeinsatz unterschieden, die pauschal mit US$ 150 respektive US$ 225 pro Monat vergütet werden. Daneben sind besondere Einsatzarten wie Taucheinsätze und Fallschirmabsprünge zulageberechtigt. Auf Antrag erhalten Mannschaften zivile oder militärische Bekleidungsgelder. Bis auf die im medizinischen Bereich Tätigen wird nicht zwischen Tätigkeiten unterschieden. Besondere Vergütungen gibt es für Fremdsprachenkenntnisse auf akademischem Niveau, Dienst zur See, an Bord von Flugzeugen, besondere Umstände oder Aufgaben.

## Außenwirkung

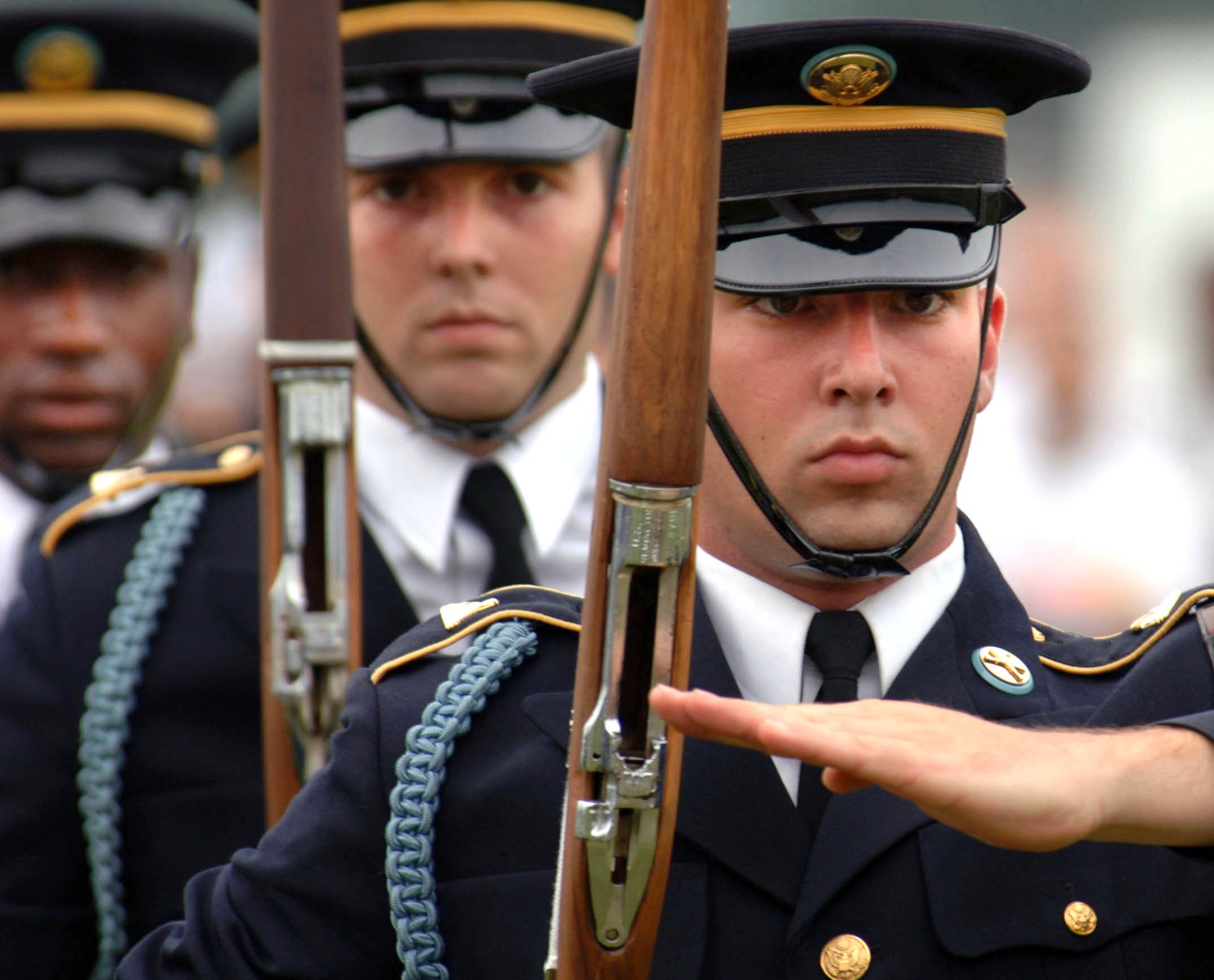
Soldaten des Army Drill Team während einer Show-Veranstaltung

Lee Ermeys frühere Tätigkeit als Ausbilder kam in Full Metal Jacket zum Tragen.

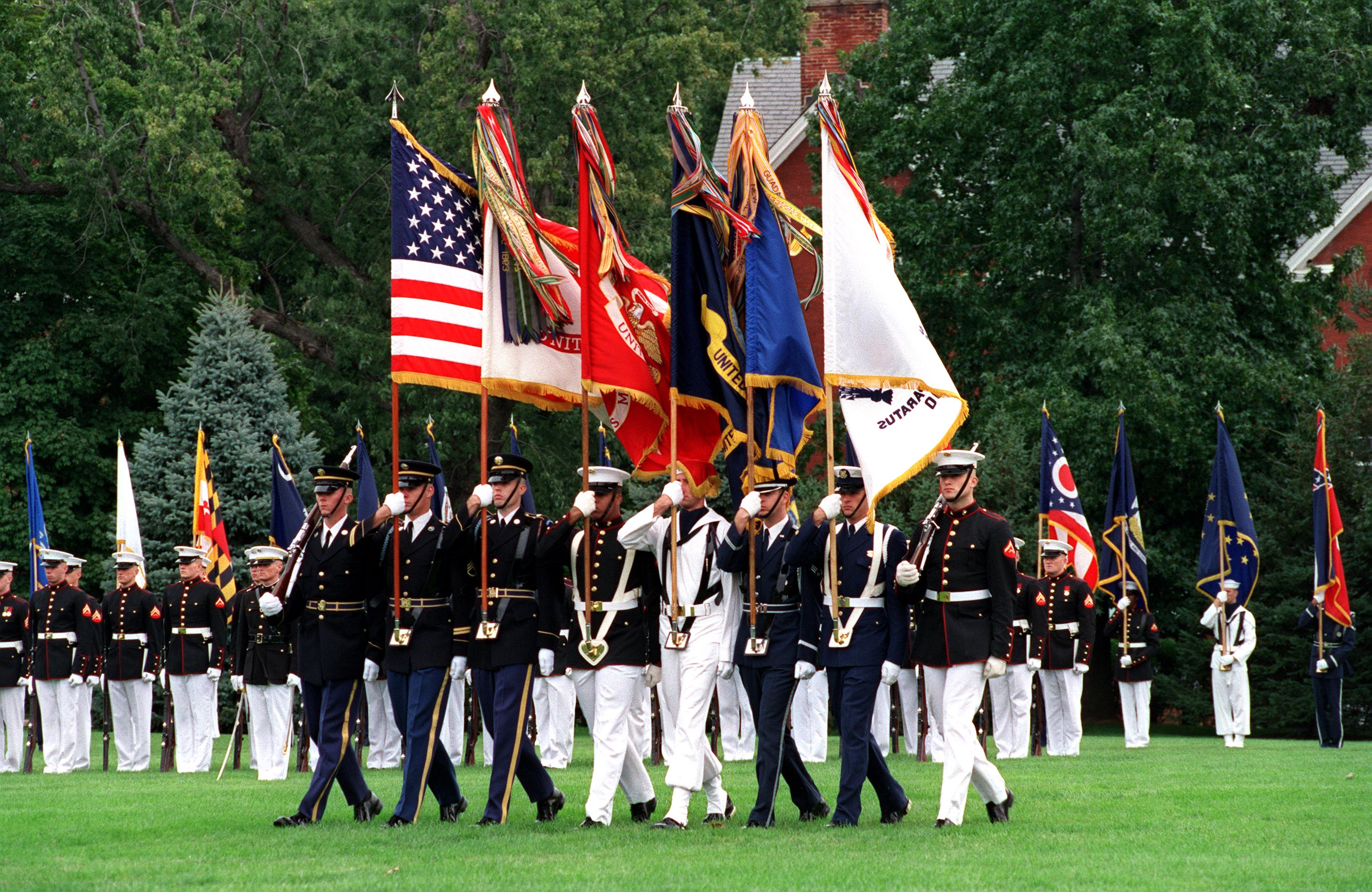
Militärische Zeremonien stärken die Außendarstellung der US-Streitkräfte.

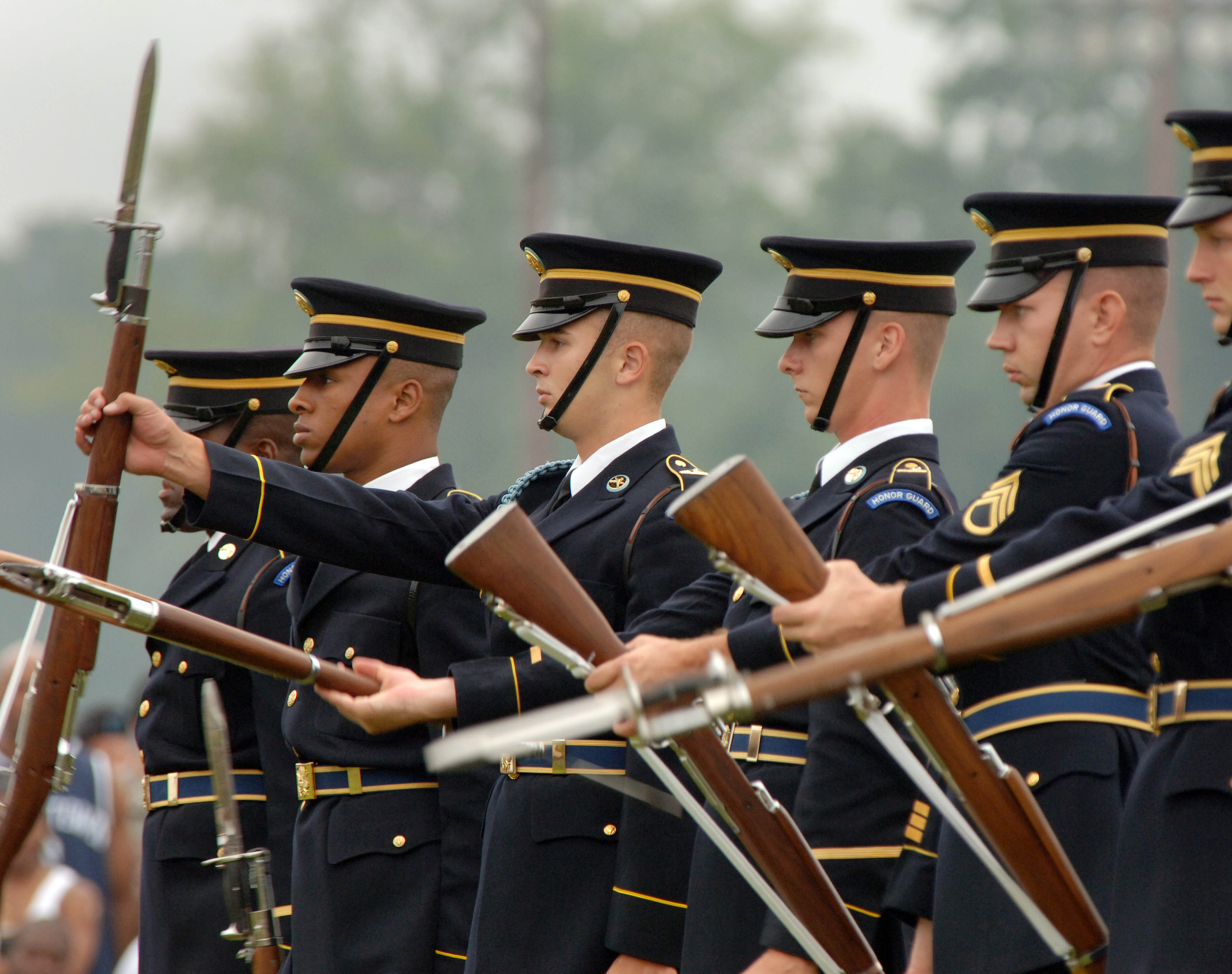
US-Soldaten präsentieren das Gewehr während einer öffentlichen Veranstaltung.

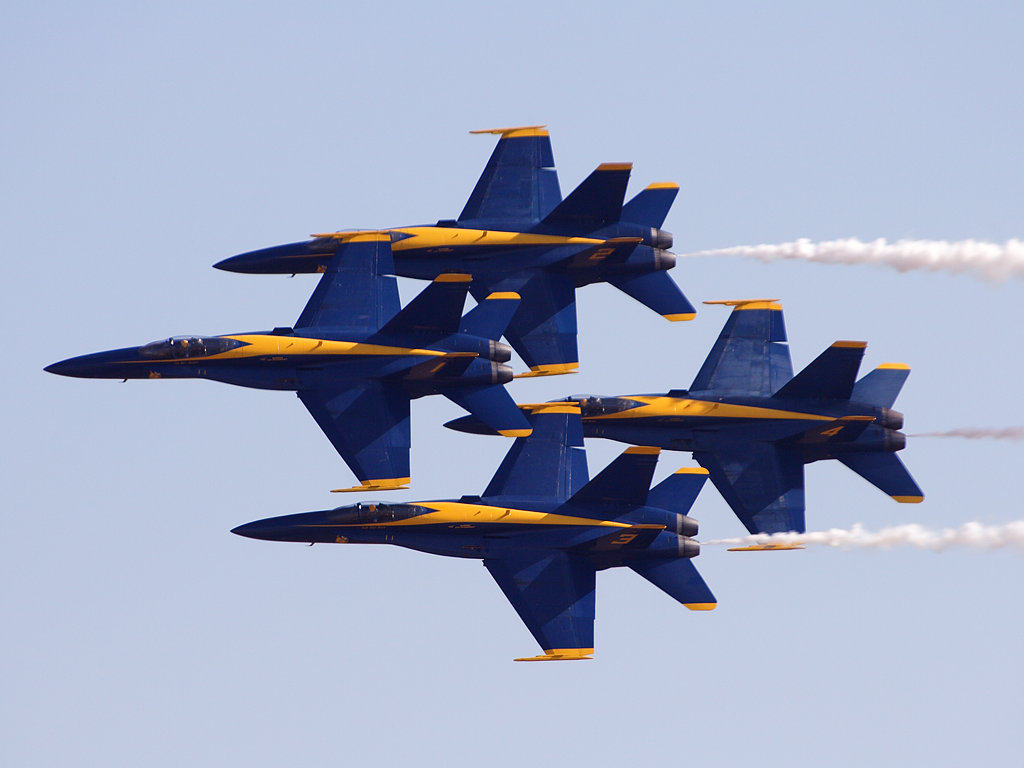
Flugzeuge der Blue Angels, einer Kunstflugstaffel der US Navy

### Mediale Rezeption
Die Streitkräfte der Vereinigten Staaten spielen sowohl für Darstellung als auch Wahrnehmung nach außen hin eine gewichtige Rolle. Die Bandbreite der Meinungen reicht dabei von der Verehrung der militärischen Tradition des Landes bis zur Verurteilung des US-Militärs als Negativbeispiel eines gewalttätigen, unkontrollierbaren Apparats, und ist häufig ein Spiegel der Meinung über die Vereinigten Staaten als Ganzes.
Das Militär der Vereinigten Staaten ist von allen Militärs weltweit am stärksten präsent. Maßgeblich hierfür sind die häufigen Einsätze der Streitkräfte sowie die Dominanz der Filmstätte Hollywood.
Die verschiedenen Teilstreitkräfte verfügen alle über große Etats für die Außendarstellung, die gerade bei der Rekrutenanwerbung eine Rolle spielen, und versuchen, sich in speziellen Formen von den anderen abzuheben. Aufgrund ihrer oft legendär verklärten Geschichte ragen dabei vor allem die Marines hervor. Demgegenüber pflegt das Heer als ebenso infanteristisch geprägte Teilstreitkraft, sich als älteste und volksnächste Teilstreitkraft zu präsentieren. Air Force und Marine präsentieren sich gleichermaßen als strategischen Sockel der US-Streitkräfte. Die Küstenwache pflegt ihr Image als Heimstätte anspruchslos dienender Retter.

#### Film und Fernsehen
Die Militärgeschichte der Vereinigten Staaten bietet Hollywood seit Jahrzehnten Stoff zur Verarbeitung. Von den 1940er Jahren bis in die 1970er Jahre entstand eine Vielzahl von Filmen zum Zweiten Weltkrieg in verschiedenen Genres, zu denen Filmklassiker wie „Der längste Tag“,„Die Brücke von Arnheim“,„Das dreckige Dutzend“ oder „Tora! Tora! Tora!“ zählen.
Der Koreakrieg wurde filmisch, dem in den Vereinigten Staaten geläufigen Terminus The Forgotten War („Der vergessene Krieg“) entsprechend, weitgehend übergangen und von der Flut der Weltkriegsfilme verdrängt. Die bekannteste Ausnahme dieses Umstandes ist die international erfolgreich rezipierte Fernsehserie M*A*S*H sowie der ihr vorausgegangene Film. Aufgrund ihrer Erscheinungsdaten waren sie jedoch eher auf den damals aktuellen Vietnamkrieg gemünzt.
Die filmische Aufarbeitung des Vietnamkriegs gestaltete sich in den Vereinigten Staaten bis zur Mitte der 1980er Jahre schwierig, sodass Francis Ford Coppola z. B. für die Produktion seines Films „Apocalypse Now“ aus dem Jahre 1979 auf die Unterstützung der philippinischen Luftstreitkräfte zurückgreifen musste. Grund dafür war meist das militärtechnologische Monopol des Verteidigungsministeriums, das eine Unterstützung kritischer Filme ablehnte und bis heute die Inhalte technisch aufwendiger Produktionen mitgestaltet. Dennoch gelang einigen Regisseuren kritische Meisterwerke unter größten technischen Anstrengungen und Modifikationen, so zum Beispiel „Platoon“ von Oliver Stone oder „Full Metal Jacket“ unter der Federführung von Stanley Kubrick. Einen Ansturm auf die Rekrutierungsbüros der Air Force löste der Film „Top Gun“ aufgrund seiner Flugszenen aus.
Nach dem Ende des Kalten Krieges und dem Sieg im Zweiten Golfkrieg zur Jahreswende 1990/91 wich der kritische Unterton der Vietnamkriegsfilme einer meist nachdenklichen Würdigung kriegerischer Umstände vor dem Hintergrund des Zweiten Weltkrieges sowie des Golfkriegs, dies vor allem in Filmen wie „Der Soldat James Ryan“ oder „Der schmale Grat“. Auffällig ist dabei die Zunahme von Filmen und Serien mit einem kriminalistischen oder militärjuristischen Hintergrund. Zu nennen sind hierbei vor allem die Filme „Mut zur Wahrheit“ und „Eine Frage der Ehre“ sowie die Serie „JAG – Im Auftrag der Ehre“ und deren Ableger „Navy CIS“.

#### Presse
Aufgrund einer stets kritischen Medienberichterstattung ist das Pentagon seit jeher um gute Medienbeziehungen bemüht, wobei es auch immer wieder Instrumentalisierungsversuche gestartet hat. International bekannt wurden die im Jahre 2003 in die Kampfhandlungen des Irakkrieges eingebetteten Journalisten. Vor allem seit dem Zerfall der Sowjetunion ist das Verteidigungsministerium der Vereinigten Staaten um die Darstellung ihrer Kriegführung als „verhältnismäßig“ und „chirurgisch durchdacht“ bemüht. Aufgrund zahlreicher Fehlschläge seit Einführung der sogenannten Smart bombs („intelligente Bomben“) ziehen Analysten wie Fred Kaplan und Menschenrechtsorganisationen wie Human Rights Watch die tatsächliche Präzision dieser Smart bombs in Zweifel und verurteilen die US Air Force für vielfache vermeidbare Opfer. Ähnlich verhält es sich mit dem Einsatz von Streubomben.
Presse und Fernsehen ist es zu verdanken, dass einige Kriegsverbrechen der Streitkräfte der Vereinigten Staaten aufgedeckt wurden, zum Beispiel das Massaker von Mỹ Lai und der Abu-Ghuraib-Folterskandal.

#### World Wide Web
Die US-Streitkräfte sind bezüglich ihrer Außendarstellung im World Wide Web führend. Früh sicherte sich das Militär der Vereinigten Staaten die .mil-Top-Level-Domain. Alle militärischen Behörden, Stützpunkte, Waffengattungen, Einheiten ab mittlerer Größe und andere Institutionen betreiben eine Webpräsenz. Im englischsprachigen Web hat sich eine vielfältige Militär-Subkultur gebildet, die vom Pentagon zusammen mit Veteranen und Enthusiasten sowie zukünftigen Rekruten mitgestaltet wird. So gibt es zum Beispiel zahlreiche Soldaten-Communitys, in der Veteranen ehemalige Kameraden oder nach Lebenspartnern aus dem Militär suchen können. Daneben unterstützt das Verteidigungsministerium das mittlerweile unüberschaubar gewordene Netzwerk an Analysten, Denkfabriken und Bloggern. Allerdings existiert eine ebenso große Community, die das aktuelle Verteidigungsgeschehen kritisch begleitet.

#### Computerspiele
In den letzten Jahren hat vor allem seitens des Heeres ein stetig steigendes Interesse am Computer- und Videospielmarkt eingesetzt. Die Streitkräfte stehen Entwicklern zur Seite oder entwickeln selbst Spiele. Bekanntestes Beispiel ist die Produktion America’s Army. Die Army veröffentlichte den Ego-Shooter im Jahr 2002 und verbreitet ihn kostenlos als Anwerbespiel. Auf den Internet-Servern sprechen Rekrutierer die besten Spieler an.

### Öffentliches Ansehen
Die Streitkräfte genießen in den Vereinigten Staaten hohes Ansehen. Einer Gallup-Umfrage vom Juli 2006 zufolge hatten 73 % der Befragten ein mindestens geringfügiges Vertrauen in das Militär. In dieser Umfrage überflügelte es damit die Polizei und religiöse Vereinigungen um knapp 15 Prozent.
Die höchsten Zustimmungsraten in der jüngeren Geschichte verzeichnete das Militär in der Folgezeit der Anschläge vom 11. September 2001. 79 % der Befragten hatten laut Umfrage im Jahre 2002 ein „hohes“ bis „sehr hohes“ Vertrauen in militärische Institutionen. Durch den Irakkrieg litt das Präsidentenamt wesentlich stärker als das Militär, das trotz des Vertrauensverlustes in dieser Periode weiterhin die höchsten Vertrauenswerte erhielt. Eine ähnliche Rangfolge wurde bei einer Harris-Umfrage im März 2006 ermittelt, die für alle Institutionen niedrige Werte registrierte und die Zustimmung enger definierte. Die erste Harris-Umfrage zur Glaubwürdigkeit gesellschaftlicher Institutionen im Jahre 1966 hatte 61 Prozent Zustimmung ergeben. Infolge des Vietnamkriegs sank dieser Wert auf 23 Prozent im Jahre 1971.